# Borussia Dortmund
Der Ballspielverein Borussia 09 e. V. Dortmund (kurz Borussia Dortmund oder BVB) ist ein Sportverein aus Dortmund, der am 19. Dezember 1909 gegründet wurde. Borussia ist der neulateinische Name für Preußen. Seine Fußballsparte nimmt „als Hauptsportart die hervorragende Stellung innerhalb des Vereins“ ein. Borussia Dortmund ist im Männerfußball einer der erfolgreichsten Klubs Deutschlands; neben acht deutschen Meisterschaften und fünf DFB-Pokalsiegen gewann der BVB 1966 den Europapokal der Pokalsieger (und damit als erster deutscher Verein überhaupt einen Europapokal) und 1997 die Champions League sowie im selben Jahr den Weltpokal. Die erste Herrenmannschaft spielt in der Bundesliga und belegt in der ewigen Tabelle den zweiten Platz.
Obwohl Borussia Dortmund ursprünglich als Fußballverein gegründet wurde, besitzt der Klub auch eine Handball- und Tischtennisabteilung, deren erste Mannschaften ebenfalls höherklassig spielen, sowie eine Fan- und Förderabteilung, die die Belange der Anhänger des Vereins vertritt. Mit 230.000 Mitgliedern (Stand: 1. Juli 2025) ist Borussia Dortmund der zweitgrößte deutsche Sportverein und der fünftgrößte weltweit. Seit November 1999 sind die Lizenzspielerabteilung der Borussia, die zweite Mannschaft und die A-Jugend in die börsennotierte Borussia Dortmund GmbH & Co. KGaA ausgelagert, die zwischen dem 23. Juni 2014 und dem 20. September 2021 im SDAX gelistet war und dies seit dem 25. Juli 2023 wieder ist.

## Vereinsgeschichte

### 1909 bis 1911 – Die Gründung des Vereins

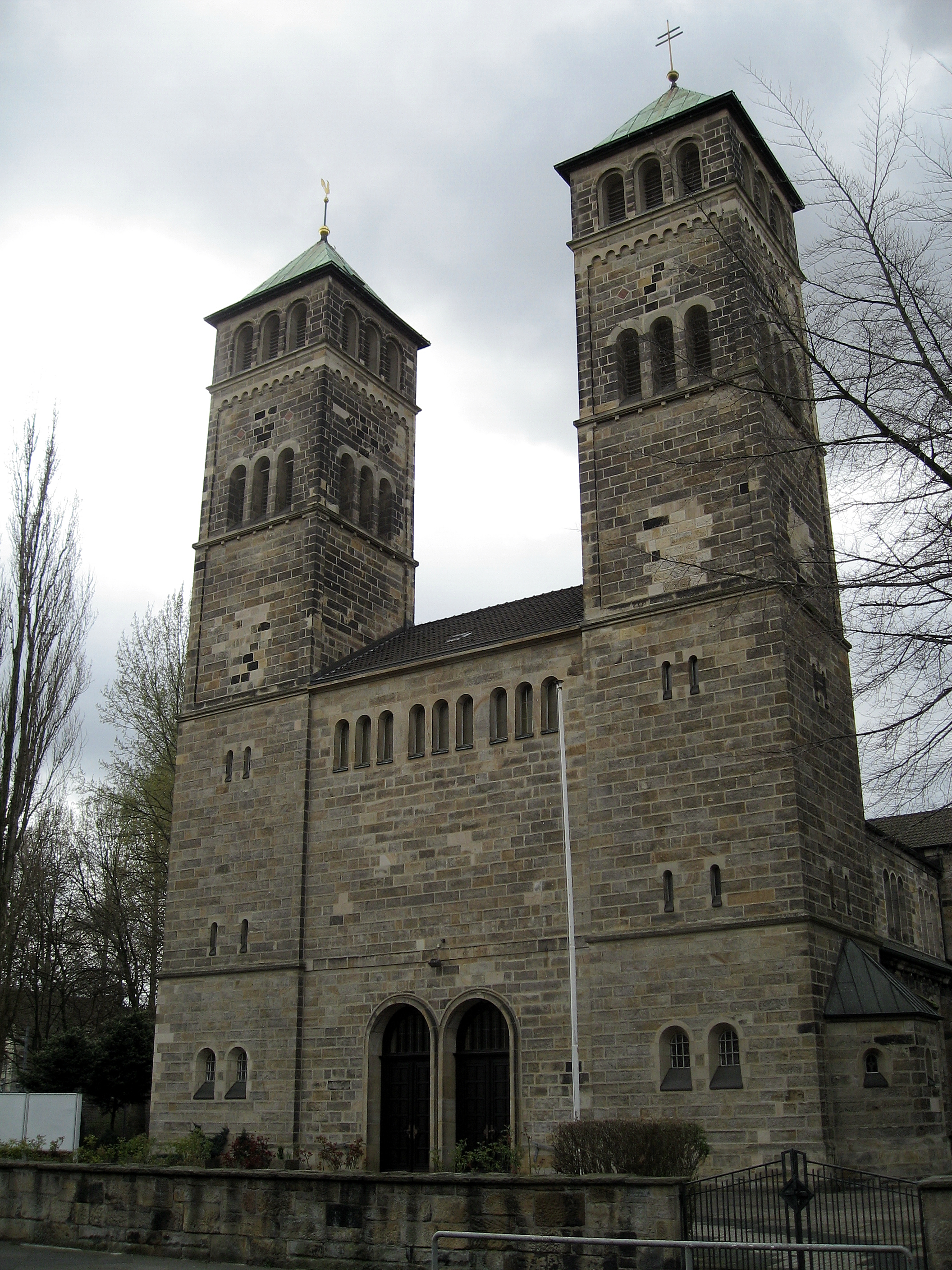
Die Wiege der Borussia:
Die Dreifaltigkeitsgemeinde in der Dortmunder Nordstadt

Im November 1901 wurde die katholische Jünglingssodalität „Dreifaltigkeit“ als Jugendorganisation der gleichnamigen Gemeinde in der Flurstraße im Dortmunder Nordosten gegründet. Die Gemeinde war kurz zuvor im Zuge der Immigration polnischer Arbeitskräfte entstanden und diente der Integration der Zugezogenen ins protestantisch geprägte Dortmund. Die Mitglieder der Sodalität waren zum großen Teil junge Stahlarbeiter und Bergleute, die sich nicht nur am kirchlichen Leben beteiligten, sondern sich, zunächst beim Turnen und in der Leichtathletik, auch sportlich betätigten. Spätestens seit 1906 wurde auf den Feldern und Wiesen rund um den Borsigplatz regelmäßig Fußball gespielt. Im selben Jahr wurde Kaplan Hubert Dewald Vorsitzender der Jünglingssodalität und wandte sich energisch sowohl gegen das „rohe“ und „wilde Treiben“ auf dem Fußballplatz als auch gegen das kulturelle Umfeld rund um den Sport. So setzte er unter anderem sonntags nachmittags eine zusätzliche Andacht an, um das Fußballspielen zu unterbinden und verlangte von den Fußballern, ihre Treffen nicht mehr im Wirtshaus „Zum Wildschütz“ in der Oesterholzstraße 60 abzuhalten, sondern das Pius-Gemeindehaus dafür zu nutzen.

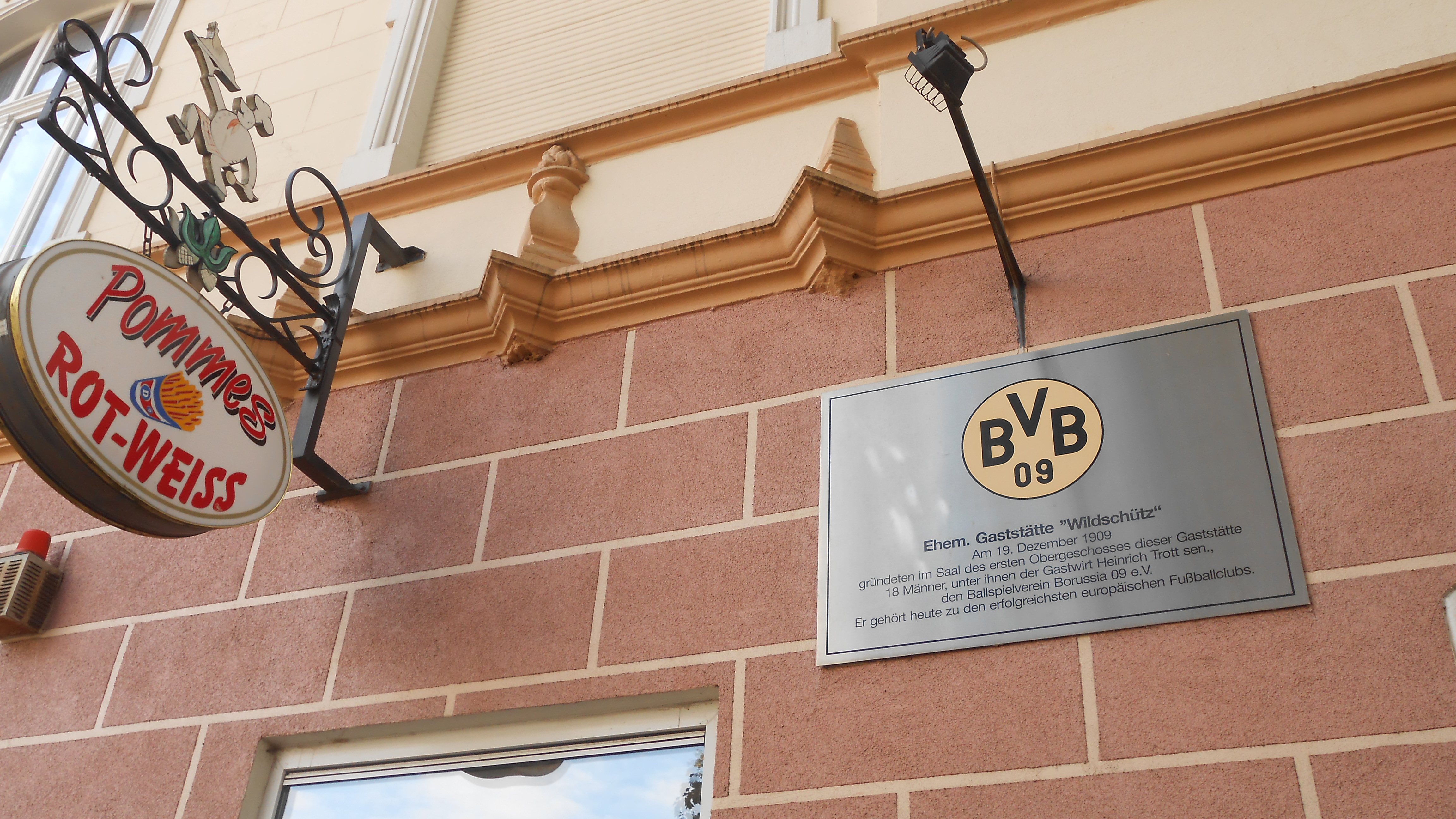
Plakette an der ehem. Gaststätte Wildschütz, dem Gründungsort der Borussia

Die schwelenden Konflikte zwischen der Leitung der Sodalität und den jungen Sportlern gipfelten schließlich in der Gründung der Borussia. Am 19. Dezember 1909, dem vierten Adventssonntag, trafen sich etwa 50 Mitglieder der Sodalität in einem Nebenraum des Wildschützes, um über die Gründung eines von der Kirche unabhängigen Vereins zu beraten. Während des Treffens wurde heftig über die Trennung von der Gemeinde debattiert, eine Reihe der Teilnehmer verließ nach etwa einer Stunde die Sitzung und informierte Kaplan Dewald über die bevorstehende Gründung des Vereins. Dieser traf wenig später vor der Gaststätte ein, um die Sitzung aufzulösen, der Zutritt wurde ihm jedoch verweigert. Die 18 verbliebenen Personen – Franz und Paul Braun, Heinrich Cleve, Hans Debest, Paul Dziendzielle, Franz, Julius und Wilhelm Jacobi, Hans Kahn, Gustav Müller, Franz Risse, Fritz Schulte, Hans Siebold, August Tönnesmann, Heinrich und Robert Unger, Fritz Weber sowie Franz Wendt – gründeten noch am selben Abend den Verein.
Da die Gründung spontan und unvorbereitet ablief, gab es vor Beginn der Versammlung keine Namensvorschläge. Einer Anekdote zufolge wurde der Zusatz „Borussia“ gewählt, weil an der Wand des Wildschützes eine Werbetafel der Borussia-Brauerei hing, die unweit des Borsigplatzes ihren Sitz hatte. Die Namenswahl ist daher wohl nicht als bewusster Ausdruck eines Nationalstolzes zu verstehen, auch wenn „Borussia“ die latinisierte Bezeichnung für Preußen ist.
Nachdem Kaplan Dewald die Mitglieder der Borussia in der Messe am Heiligen Abend der Spaltung der Dreifaltigkeitsgemeinde bezichtigt und sie aus der Sodalität ausgeschlossen hatte, verließen einige der Gründungsmitglieder den Verein wieder, die Borussia blieb bestehen. Der erste Vorsitzende wurde Heinrich Unger, der Mitte 1910 von diesem Amt zurücktrat. Nach einem sechswöchigen Intermezzo von Franz Risse folgte ihm Franz Jacobi, der den Verein bis 1923 leitete.
Obwohl der Hauptgrund für die Gründung des Vereins die fehlende Erlaubnis des Kaplans zur Ausübung des Fußballsports war, besaß die Borussia zu Beginn nicht nur eine Fußball-, sondern auch eine Leichtathletikabteilung. Diese wurde am 19. Juni 1910 in den Westdeutschen Spielverband (WSV) aufgenommen, am 3. Dezember folgte ihr die Fußballabteilung. Der Aufnahme der Leichtathletikabteilung in den Verband kam dabei die Funktion eines „trojanischen Pferdes“ zu, da zu dieser Zeit aufgrund der großen Zahl an Gründungen von Fußballvereinen regelmäßig Aufnahmestopps seitens des WSV verhängt wurden. Den Tipp für dieses Vorgehen hatte die Führung des jungen Vereins laut Jacobi von Walter Sanß, dem damaligen Schrift- und späteren Geschäftsführer des DFB, erhalten, der in den Anfangsjahren des Fußballs in Dortmund den erfolgreicheren Lokalrivalen Dortmunder FC 95 leitete.
Das erste reguläre Spiel fand am 15. Januar 1911 gegen den VfB Dortmund statt und wurde mit 9:3 gewonnen. Die offizielle Spielkleidung bestand zu diesem Zeitpunkt aus einem blau-weiß gestreiften Hemd mit einer roten Schärpe und einer schwarzen Hose. Das erste Meisterschaftsspiel bestritt die Borussia am 10. September 1911 in Rauxel gegen die Spielabteilung des Turnerbundes Rauxel und sie gewann es ebenfalls, diesmal mit 1:0.

### Geschichte der Fußballabteilung

#### 1911 bis 1936 – Die frühen Vereinsjahre
| Saison                                                                                               | Platz | Liga                                      |
| --- | ----- | ----------------------------------------- |
| 1911/12                                                                                              | 01.   | C-Liga                                    |
| 1912/13                                                                                              | 03.   | B-Klasse                                  |
| 1913/14                                                                                              | 01.   | B-Klasse                                  |
| 1914/15                                                                                              | 04.   | A-Klasse                                  |
| 1916/17                                                                                              | 03.   | A-Klasse                                  |
| 1918/19                                                                                              | 03.   | A-Klasse                                  |
| 1919/20                                                                                              | 02.   | A-Klasse, Ruhr-Emscher-Kreis              |
| 1920/21                                                                                              | 01.*  | A-Klasse, Hellweg-Kreis                   |
| 1921/22                                                                                              | 09.   | 1. Kreisliga Dortmund-Bochum              |
| 1922/23                                                                                              | 01.   | 1. Kreisliga Dortmund-Herne               |
| 1923/24                                                                                              | 13.   | 1. Kreisliga Dortmund-Herne               |
| 1924/25                                                                                              | 01.   | 1. Kreisliga Dortmund-Herne               |
| 1925/26                                                                                              | 02.   | 2. Bezirksklasse, Märkischer Kreis        |
| 1926/27                                                                                              | 08.   | 1. Ruhrbezirkskl., Dortmund-Gelsenkirchen |
| 1927/28                                                                                              | 02.   | 2. Bezirksklasse Dortmund, Hellweg-Kreis  |
| 1928/29                                                                                              | 06.   | 2. Bezirksklasse Dortmund, Hellweg-Kreis  |
| 1929/30                                                                                              | 04.   | 2. Bezirksklasse Dortmund, Hellweg-Kreis  |
| 1930/31                                                                                              | 07.   | 1. Bezirksklasse Dortmund, Ruhrbezirk     |
| 1931/32                                                                                              | 01.   | 1. Bezirksklasse Dortmund, Ruhrbezirk     |
| 1932/33                                                                                              | 02.   | 1. Bezirksklasse Dortmund, Ruhrbezirk     |
| 1933/34                                                                                              | 06.   | Bezirksklasse Gruppe 1, Industriebezirk 1 |
| 1934/35                                                                                              | 02.   | Bezirksklasse Dortmund                    |
| 1935/36                                                                                              | 01.   | Bezirksklasse Dortmund                    |
| * Zweiter in der Endrunde um die Kreismeisterschaft gelb unterlegt: Spielzeit in der Erstklassigkeit |       |                                           |

Der Verein startete zur Saison 1911/12 in der C-Klasse, der dritten und untersten Spielklasse. Dort belegte die Mannschaft zum Saisonende den ersten Platz und stieg in die B-Klasse auf. Da der Aufnahmestopp des Westdeutschen Spielverbandes weiterhin Gültigkeit besaß, schlossen sich im Sommer 1912 die drei Dortmunder Vereine Rhenania, Britannia und Deutsche Flagge der Borussia an. Zugleich übernahm der BVB, mit Billigung der WSV am 14. Februar 1913, die Vereinsfarben und das zitronengelbe Hemd mit dem schwarzen „B“ als Spielkleidung der Borussia. Die zweite Spielzeit endete mit dem dritten Platz, in der folgenden Saison 1913/14 stieg Borussia Dortmund erstmals in der Vereinsgeschichte in die damals höchste Spielklasse, die A-Klasse, auf. Da auf westfälischer Ebene kein einheitliches Ligensystem vorhanden war und nur wenige Vereine zum Einzugsbereich der A-Klasse gehörten, konnte zu diesem Zeitpunkt noch nicht von einer nationalen Bedeutung der Borussia gesprochen werden.
Da die Saison 1914/15 aufgrund des Ersten Weltkriegs abgebrochen werden musste, war die Borussia zunächst nicht in der Lage, ihren schnellen Aufstieg fortzusetzen. Es fanden jedoch Freundschaftsspiele zugunsten des Roten Kreuzes statt. Neun der 18 Vereinsgründer erlebten das zehnjährige Jubiläum des BVB nicht, da sie im Krieg fielen.
Bei Wiederaufnahme des Spielbetriebs in der Spielzeit 1917/18 war die Borussia aufgrund der Kriegswirren noch nicht vertreten, in der Saison 1918/19 spielte der Verein wieder in der A-Klasse. Erst am 24. Mai 1919 wurde Borussia Dortmund in das Vereinsregister eingetragen, gleichzeitig wurde die erste Satzung nebst einer Spielordnung verfasst. Der Grund für die Aufnahme in das Vereinsregister am 24. Mai war insbesondere der geplante Ausbau der Weißen Wiese, der ersten Spielstätte der Borussia, für die der Verein Rechtssicherheit benötigte. Trotz Platz drei in der Abschlusstabelle der A-Klasse war die Borussia ab der Saison 1919/20 nur noch zweitklassig, da die Bezirksklasse als neue Liga im WSV eingeführt wurde. Diese umfasste die besten Mannschaften aus den acht Bezirken Bergisch-Mark, Niederrhein, Rhein, Mittelrhein, Ruhr, Südwestfalen, Hessen-Hannover und Westfalen.
In der folgenden Saison 1920/21 verpasste der BVB den Aufstieg in die Bezirksklasse erneut knapp, im Entscheidungsspiel um den zweiten Platz unterlag der BVB dem Lokalrivalen vom SV 08. In den folgenden Spielzeiten änderte sich nichts an der Zweitklassigkeit der Borussia, der Verein gehörte stets der neu geschaffenen 1. Kreisliga an, verpasste jedoch durchweg den Aufstieg. Für die weitere Entwicklung bedeutsamer war der Wechsel an der Vereinsspitze, als Franz Jacobi 1923 als Vorsitzender zurücktrat und durch Heinz Schwaben ersetzt wurde. Dieser war Direktor der Union-Brauerei und verfügte über die nötigen finanziellen Ressourcen, die einen Ausbau der Weißen Wiese zum „Borussia-Sportplatz“, einem Stadion für 10.000 Besucher, möglich machten.
1926 gewann der BVB die Vizemeisterschaft in der 2. Bezirksklasse und stieg erneut in die höchste Spielklasse auf, die Ruhrbezirksklasse Dortmund-Gelsenkirchen. Trotz der Verpflichtung neuer Akteure aus anderen Dortmunder Mannschaften – einschließlich Verstößen gegen die damals geltenden Amateurbestimmungen, die jedoch erst später bekannt wurden  – wurde die Spielzeit 1926/27 zu einem Misserfolg für die Borussia, denn das Entscheidungsspiel gegen den punktgleichen SV Langendreer 04 wurde mit 1:3 nach Verlängerung verloren, so dass der Verein wieder zurück in die Zweitklassigkeit musste. Wirtschaftlich war der Verein dadurch in eine bedrohliche Lage geraten, die durch eine spätere Spende aus dem Privatvermögen Schwabens abgemildert wurde. Die Saison 1927/28 endete in der 2. Bezirksklasse mit einem zweiten Platz hinter den Sportfreunden Dortmund, was nicht zum Aufstieg reichte. Im Sommer 1929 wurde das Ligensystem um eine weitere Spielklasse, die Sonderklasse, ergänzt. Weder für diese noch für die 1. Bezirksklasse konnte sich Borussia Dortmund in der Spielzeit 1928/29 qualifizieren, so dass der BVB 1929/30 drittklassig war. Allerdings gelang in diesem Jahr als Vierter der Aufstieg in die 1. Bezirksklasse, der die Borussia bis zur Saison 1935/36 ununterbrochen angehörte.
Sportlich wurde diese Zeit von August Lenz geprägt, der 1935 in einem Spiel gegen Belgien als erster Borusse das Nationaltrikot tragen durfte. Lenz stieß während der Saison 1927/28 als Jugendspieler zu den Schwarz-Gelben und entwickelte sich früh zum wichtigsten Spieler seiner Mannschaft. 1933 unterlag Borussia Dortmund im Entscheidungsspiel um die Gruppenmeisterschaft in der Bezirksklasse dem Lokalrivalen von Arminia Marten mit 1:2 nach Verlängerung; selbst bei einem Sieg hätte der Verein nicht aufsteigen können, da im selben Sommer mit der Einführung der Gauligen eine Neuordnung des Ligensystems einherging. 1935/36 gelang dem BVB der Wiederaufstieg in die Erstklassigkeit.
Beim BVB machte sich in den frühen 1930er Jahren die beginnende Herrschaft der Nationalsozialisten bemerkbar. 1934 wurde der Schlosser August Busse Vereinspräsident, der dieses Amt bereits von 1928 bis 1933 innehatte. Egon Pentrup, der 1933 das Amt von Busse übernommen hatte, war als Katholik und politisch Neutraler nicht für das Amt des „Vereinsführers“ geeignet, das gemäß dem Führerprinzip eingerichtet werden musste.

#### 1936 bis 1945 – Erste Erfolge in der Gauliga
| Saison | Platz | Tore  | Punkte |
| --- | ----- | ----- | ------ |
| 1936/37 | 3.    | 39:37 | 19:17  |
| 1937/38 | 2.    | 45:28 | 26:10  |
| 1938/39 | 3.    | 46:40 | 20:16  |
| 1939/40 | 9.    | 35:60 | 11:25  |
| 1940/41 | 4.    | 62:50 | 24:20  |
| 1941/42 | 2.    | 58:38 | 24:12  |
| 1942/43 | 6.    | 46:46 | 17:19  |
| 1943/44 | 3.    | 45:21 | 24:12  |
| 1944/45 * | –     | –     | –      |
| * Die Saison musste wegen des außergewöhnlich harten Wintereinbruchs und mangels feldverwendungsfähiger Spieler vorzeitig abgebrochen werden |       |       |        |

Zeitgleich zu dem bis dato größten Erfolg des Vereins mit dem Aufstieg in die Gauliga musste die Borussia Abschied vom Vereinsgelände im Nordosten der Stadt nehmen. Für den Bau des Hoeschparks durch den Reichsarbeitsdienst wurden das Stadion Weiße Wiese und das zugehörige Vereinsgelände von der Stadt entschädigungslos enteignet. Daraufhin musste der Verein 1937 in die Kampfbahn Rote Erde im bürgerlichen Süden Dortmunds umziehen.
Sportlich hatte der BVB zwei Jahre zuvor die Weichen zur Professionalisierung des Vereins gestellt: für die Saison 1935/36 wurde mit dem ehemaligen Schalker Mittelstürmer Fritz Thelen, einem Schwager Ernst Kuzorras, erstmals ein verantwortlicher Trainer verpflichtet. Da Thelen nicht sofort verfügbar war, leitete Kuzorra vorübergehend für einige Wochen das Training und war damit erster Trainer der Borussia. Thelen schaffte in seiner ersten Saison den Aufstieg in die höchste Klasse. Ersetzt wurde er zur Saison 1936/37 durch den Wiener Ferdl Swatosch, der den BVB im ersten Jahr seiner Zugehörigkeit zur Gauliga auf Platz vier der Abschlusstabelle führte. Zugleich erreichte die Mannschaft im Tschammer-Pokal, dem Vorläufer des DFB-Pokals, das Viertelfinale und unterlag Waldhof Mannheim mit 3:4.
In den folgenden Spielzeiten etablierte sich der BVB in der Gauliga und errang mehrfach die Vizemeisterschaft hinter dem „Abonnementmeister“ aus Gelsenkirchen. Zunächst wurde der Verein 1938 unter Trainer Willy Sevzik mit acht Punkten Rückstand auf Schalke 04 Zweiter in der Endabrechnung, ein Jahr später wurde der dritte Platz erreicht. In der Saison 1939/40 wurde die Borussia Neunter und entging dem Abstieg bloß aufgrund der Aufstockung der Liga auf zwölf Mannschaften. Es folgten bis zum Ende des Kriegs eine weitere Vizemeisterschaft 1942 sowie ein dritter (1944), ein vierter (1941) und ein sechster Platz (1943). Ferner gewann die A-Jugend des BVB 1939 die Westfalenmeisterschaft und die westdeutsche Meisterschaft.
Überschattet wurden die Erfolge der Borussia in dieser Zeit vom Zweiten Weltkrieg und der Diktatur des Nationalsozialismus. Auch wenn die Vereinsführung um Präsident August Busse den Nationalsozialisten nahestand, blieb der Verein tief im Milieu der Dortmunder Nordstadt, die eine Hochburg der Antifaschisten war, verwurzelt. So arbeiteten bis in die späten Kriegsjahre Nationalsozialisten, Kommunisten, Sozialdemokraten und Bürgerliche zum Wohl des Vereins zusammen. Profiliertester Vertreter der NSDAP in den Reihen des BVB war Willi Röhr, der als Mitglied der SA über gute Kontakte zur Parteiführung verfügte und beispielsweise in der Lage war, wichtige Spieler für die Spiele der Borussia von ihrer Tätigkeit bei der Wehrmacht oder dem Arbeitsdienst loszueisen.
Der offiziellen Festschrift zum 30-jährigen Jubiläum des Vereins ist zu entnehmen, dass ferner im ersten Kriegsjahr 80 Prozent der Spieler der Gauligamannschaft der SA angehörten; das NSDAP-Mitglied August Lenz tat außerdem Dienst in der Organisation Todt des damaligen Reichsministers für Bewaffnung und Munition. Auf der anderen Seite war bis zuletzt eine Reihe aktiver Clubmitglieder im Widerstand gegen die Nationalsozialisten tätig und nutzte dabei die Infrastruktur des Vereins, speziell die Druckmaschinen zur Vervielfältigung von Flugblättern. Diesen mutigen Einsatz bezahlten einige von ihnen mit ihrem Leben, unter anderem Heinrich Czerkus, der Vereinswart des Stadions und der Vereinsanlagen bis zu deren Enteignung, und Franz Hippler, der Vorsitzende der Handballabteilung. Beide wurden am Karfreitag 1945 von der Gestapo ermordet; ihrer und der vielen anderen Opfer dieses Massakers wird seitdem jedes Jahr am Mahnmal in der Bittermark gedacht.

#### 1946 bis 1963 – Der Aufstieg zur deutschen Spitzenmannschaft
| Saison | Platz | Tore  | Punkte | ⌀ Zusch. |
| --- | ----- | ----- | ------ | -------- |
| 1945/46 | 3.*   | 49:33 | 19:13  |          |
| 1946/47 | 1.*   | 54:18 | 29:07  |          |
| 1947/48 | 1.    | 62:22 | 36:12  | 24.400   |
| 1948/49 | 1.    | 79:30 | 38:10  | 21.900   |
| 1949/50 | 1.    | 76:36 | 43:17  | 19.000   |
| 1950/51 | 3.    | 52:36 | 39:21  | 20.000   |
| 1951/52 | 4.    | 79:53 | 34:26  | 19.200   |
| 1952/53 | 1.    | 87:36 | 46:14  | 22.600   |
| 1953/54 | 5.    | 60:54 | 32:28  | 19.700   |
| 1954/55 | 5.    | 63:57 | 30:30  | 11.600   |
| 1955/56 | 1.    | 78:36 | 45:15  | 17.900   |
| 1956/57 | 1.    | 73:33 | 41:19  | 18.900   |
| 1957/58 | 5.    | 67:44 | 35:25  | 16.700   |
| 1958/59 | 5.    | 59:47 | 35:25  | 20.900   |
| 1959/60 | 3.    | 81:62 | 35:25  | 19.200   |
| 1960/61 | 2.    | 70:46 | 39:21  | 21.900   |
| 1961/62 | 8.    | 67:51 | 32:28  | 15.900   |
| 1962/63 | 1.    | 77:39 | 40:20  | 26.700   |
| * Spielzeit in der Westfalenliga grün unterlegt: Gewinn der deutschen Meisterschaft orange unterlegt: Endspielniederlage um die deutsche Meisterschaft |       |       |        |          |

Nach dem Krieg begann der Wiederaufbau der Vereinsstrukturen in Deutschland; viele Klubs hatten einen Großteil ihrer Spieler und Funktionäre verloren. Dem BVB erging es nicht anders als Vereinen in der britischen Besatzungszone; er musste zunächst seine Wiederzulassung erwirken. Diese wurde im Juli 1945 erteilt, die Militärregierung setzte Willi Bietzek als Vorsitzenden des Vereins ein. Ab August wurde im Hoeschpark wieder Fußball gespielt, der BVB wurde 1946 in der zweiten Staffel der neugegründeten Landesliga West, die aus den Vereinen der ehemaligen Gauligisten bestand, Vierter. Zugleich war im Mai der erste „echte“ Vorstand der Borussia nach dem Krieg gewählt worden, Präsident wurde Rudi Lückert.
Der größte Erfolg der bis dato fast vierzigjährigen Vereinsgeschichte wurde in der zweiten Nachkriegssaison erreicht. Nachdem die Borussia mit drei Punkten Vorsprung vor der SpVgg Erkenschwick Staffelsieger geworden war, kam es im Herner Stadion am Schloss Strünkede zum Endspiel um die Westfalenmeisterschaft gegen den FC Schalke 04. Der 3:2-Sieg der Borussia am 18. Mai 1947 ging als die Wende im Westen in die Fußball-Geschichte des Ruhrgebiets und Westdeutschlands ein, da die fußballerische Vormachtstellung des FC Schalke 04 im Revier gebrochen wurde. Der BVB übernahm nach diesem Sieg die Führung im westdeutschen Fußball und stieg zum erfolgreichsten Verein der neu gegründeten Oberliga West auf. In den ersten beiden Spielzeiten 1947/48 und 1948/49 wurde die Borussia Meister, 1949 gelang dem BVB unter Trainer Eduard Havlicek erstmals der Einzug ins Endspiel um die deutsche Meisterschaft, das in der „Stuttgarter Hitzeschlacht“ gegen den VfR Mannheim nach zweimaliger Führung durch Treffer von Herbert Erdmann mit 2:3 nach Verlängerung verloren ging.
Nachdem der BVB sich 1949/50 zum dritten Mal in Folge die Westmeisterschaft gesichert hatte, traf die Borussia im Achtelfinale um die deutsche Meisterschaft erneut auf den VfR Mannheim. Wiederum verlor der BVB gegen die Kurpfälzer, diesmal mit 1:3. In den folgenden Spielzeiten wurde der Verein West-Dritter (1951 unter Trainer Sepp Kretschmann) und -Vierter (1952 unter Trainer Hans Schmidt), in der Saison 1952/53 gelang der Gewinn des vierten Oberligatitels. Die Qualifikation für das Meisterschafts-Finale wurde knapp verpasst: Hinter dem VfB Stuttgart belegte der BVB wegen des schlechteren Torquotienten den zweiten Platz in seiner Endrundengruppe.
Nach einem vierten (1954) und einem fünften Platz (1955) wurde die Saison 1955/56 zur bis dato erfolgreichsten in der Vereinsgeschichte der Borussia. Nicht nur wurde unter Trainer Helmut Schneider die fünfte Westmeisterschaft gewonnen, es folgte der erneute Einzug ins Finale um die deutsche Meisterschaft. Dort besiegte der BVB im Berliner Olympiastadion vor 75.000 Zuschauern den Karlsruher SC mit 4:2 und wurde zum ersten Mal Deutscher Meister.
Im Europapokal der Landesmeister schied die Borussia in der zweiten Runde gegen Manchester United aus, erfolgreich wurde die Saison dennoch. In derselben Aufstellung wie im Vorjahr besiegte der BVB im Endspiel um die deutsche Meisterschaft 1957 den Hamburger SV mit 4:1, zuvor hatte die Mannschaft sich die bis dato sechste Westmeisterschaft gesichert. Trainer Schneider verzichtete im Endspiel auf den jungen Nationalspieler Aki Schmidt, weil er die Vorjahresmeisterelf nicht verändern wollte. Nie wieder sollte eine deutsche Mannschaft mit derselben Endspielmannschaft deutscher Meister werden.
Als Meister qualifiziert, schied der BVB im Europapokal erneut in der zweiten Runde aus, diesmal gegen die AC Mailand. Nach diesen Meisterschaften erreichte die Borussia 1958 und 1959 zwei fünfte Plätze bei den Westmeisterschaften, die Mannschaft war mittlerweile überaltert. Max Merkel, dessen deutsche Trainer-Karriere in Dortmund begann, nahm ab dem Sommer 1958 die Verjüngung der Mannschaft in Angriff und baute junge Spieler wie „Hoppy“ Kurrat, Charly Schütz, Timo Konietzka und Lothar Emmerich in die Mannschaft ein – und das mit Erfolg, nach einem dritten Platz 1960 reichte es in der Saison 1960/61 wieder zum Einzug ins Finale um die deutsche Meisterschaft. Die junge Dortmunder Mannschaft unterlag dem 1. FC Nürnberg in Hannover mit 0:3.
Max Merkel verließ nach der Endspielniederlage den BVB, und Borussia sicherte sich die Dienste von Trainer Hermann Eppenhoff, der als Spieler mit dem Revierrivalen aus Schalke drei Mal deutscher Meister gewesen war. 1962 wurde der BVB mit dieser im Umbruch befindlichen Mannschaft Achter der Oberliga West. In der letzten Saison vor der Einführung der Bundesliga wurde der Verein 1963 hinter dem 1. FC Köln Zweiter der Oberliga und qualifizierte sich wieder für die Endrunde der deutschen Meisterschaft. Nach einem ersten Platz in der Endrundengruppe zog der BVB erneut ins Endspiel ein, in dem er auf die Kölner traf, die in Stuttgart mit 3:1 bezwungen wurden. Im DFB-Pokal dieses Jahres erreichte Dortmund – erstmals in der Vereinsgeschichte – das Finale, das in Hannover mit 0:3 gegen den Hamburger SV verloren wurde.

#### 1963 bis 1972 – Europapokalsieg und schleichender Niedergang
| Saison  | Platz | Tore  | Punkte | ⌀ Zusch. |
| ------- | ----- | ----- | ------ | -------- |
| 1963/64 | 04.   | 73:57 | 33:27  | 22.113   |
| 1964/65 | 03.   | 67:48 | 36:24  | 24.078   |
| 1965/66 | 02.   | 70:36 | 47:21  | 24.906   |
| 1966/67 | 03.   | 70:41 | 39:29  | 26.104   |
| 1967/68 | 14.   | 60:59 | 31:37  | 21.877   |
| 1968/69 | 16.   | 49:54 | 30:38  | 23.096   |
| 1969/70 | 05.   | 60:67 | 36:32  | 18.709   |
| 1970/71 | 13.   | 54:60 | 29:39  | 17.974   |
| 1971/72 | 17.   | 34:83 | 20:48  | 16.011   |

In der Premierensaison der Bundesliga, deren Gründungsmitglied der BVB als amtierender deutscher Meister war, gehörte die Borussia zu den Favoriten auf den Titel. Am Ende kam der BVB trotz 73 Treffern nicht über den vierten Platz hinaus. Im Europapokal der Landesmeister gelangte der BVB bis ins Halbfinale, in dem er Inter Mailand, dem späteren Cupsieger, unterlag. Zuvor war Benfica Lissabon um Stürmerstar Eusébio in der zweiten Runde mit 5:0 bezwungen worden. Ein Jahr später wurden die Borussen Dritter in der Bundesliga, gleichzeitig erreichten sie zum zweiten Mal das Finale des DFB-Pokals. Dort wurde, erneut in Hannover, Alemannia Aachen mit 2:0 besiegt. Im Messepokal schied der BVB in der zweiten Runde gegen Manchester United mit 1:6 und 0:4 aus. Gegen die mit späteren Weltmeistern besetzte Mannschaft um Bobby Charlton und George Best war der BVB aussichtslos unterlegen.
Durch eine Heimniederlage gegen den späteren Meister 1860 München am vorletzten Spieltag der Saison 1966 – womöglich bedingt durch die Belastungen aus dem Europapokal – verpasste der BVB die Meisterschaft und wurde lediglich Vizemeister. Dafür feierte der Club seinen bis dahin größten Triumph, als er im Europapokal der Pokalsieger zum ersten deutschen Europapokalsieger wurde. Im Viertelfinale gegen Atlético Madrid (1:1 in Madrid, 1:0 in Dortmund) und im Halbfinale gegen Titelverteidiger West Ham United (2:1 in London, 3:1 zuhause) gelangen der Borussia Siege, die den BVB zur dritten deutschen Mannschaft machten, die ein Europapokalfinale erreichte. Im Hampden Park von Glasgow wurde der FC Liverpool trotz Feldvorteilen der Engländer mit 2:1 nach Verlängerung besiegt. In der 106. Minute war es Stan Libuda vorbehalten, mit einem kuriosen Tor die Entscheidung herbeizuführen. Libuda schoss aus 30 Metern in hohem Bogen über Torwart Tommy Lawrence den Ball an die Querlatte. Von dort prallte der Ball gegen den Körper von Verteidiger Ron Yeats und danach ins Tor. Dieser erste Sieg einer deutschen Mannschaft im Europapokal wurde in Dortmund am folgenden Tag mit einem Autokorso durch die Innenstadt gefeiert.
Als Titelverteidiger automatisch qualifiziert, ging es in der neuen Saison in der ersten Runde des Europapokals erneut nach Glasgow gegen die Rangers. Dort verlor der BVB mit 1:2. Im Rückspiel in der Roten Erde gelang es den Borussen vor 40.000 Zuschauern nicht, ein Tor zu schießen, so dass der Verein nach dem 0:0 ausschied. In der Bundesliga wurde der dritte Platz erreicht. Im Vorfeld dieser Spielzeit begann der allmähliche Niedergang der Borussia, als die Vereinsführung um Präsident Willi Steegmann zunächst Trainer Multhaup vorzeitig nach Köln wechseln ließ und mit Heinz Murach einen ligaunerfahrenen Trainer verpflichtete, der bis dahin beim Fußballverband Niederrhein beschäftigt war. Gleichzeitig wurden ausschließlich Spieler mittelmäßiger Qualität eingekauft und aus der traditionell starken Jugend der Borussia rückten kaum gute Aktive nach.
Folgerichtig wurde Borussia Dortmund 1968 Tabellenvierzehnter, ein Jahr später wurde als Sechzehnter der Abstieg erst am letzten Spieltag verhindert, als der BVB in der Roten Erde mit 3:0 gegen Kickers Offenbach gewann. Der Wechsel an der Vereinsspitze zu Walter Kliemt im Winter 1967/68 hatte wenig an den internen Strukturen des BVB verändert, zudem blieben aufgrund der sportlichen Misserfolge die Zuschauer aus.
Nach einem zwischenzeitlichen Hoch in der Saison 1969/70, als der Verein Fünfter wurde, begann als Konsequenz aus dem eingetretenen Finanzengpass „der große Ausverkauf“. 1969 war Lothar Emmerich ohne gleichwertigen Ersatz abgegeben worden, 1970 beendete Wolfgang Paul, der langjährige Kapitän der Mannschaft, seine Karriere. Ein Jahr später wurden nach einem 13. Platz in der Tabelle die Leistungsträger Wosab, Neuberger, Weist und Held verkauft. Es folgte 1972 der 17. Platz mit 20 Punkten und damit 36 Jahre nach dem Aufstieg in die höchste Spielklasse der Abstieg in die Regionalliga West.

#### 1972 bis 1988 – Sportlich wie finanziell schwierige Zeiten
| Saison                                               | Platz | Tore  | Punkte | ⌀ Zusch. |
| ---------------------------------------------------- | ----- | ----- | ------ | -------- |
| 1972/73                                              | 04.   | 77:45 | 41:27  | 10.600   |
| 1973/74                                              | 06.   | 63:50 | 37:31  | 08.900   |
| 1974/75                                              | 06.   | 65:44 | 46:30  | 25.400   |
| 1975/76                                              | 02.   | 93:37 | 52:24  | 26.800   |
| 1976/77                                              | 08.   | 73:64 | 34:34  | 42.400   |
| 1977/78                                              | 11.   | 57:71 | 33:35  | 36.764   |
| 1978/79                                              | 12.   | 54:70 | 31:37  | 27.403   |
| 1979/80                                              | 06.   | 64:56 | 36:32  | 34.243   |
| 1980/81                                              | 07.   | 69:59 | 35:33  | 33.120   |
| 1981/82                                              | 06.   | 59:40 | 41:27  | 27.409   |
| 1982/83                                              | 07.   | 78:62 | 39:29  | 26.031   |
| 1983/84                                              | 13.   | 54:65 | 30:38  | 20.306   |
| 1984/85                                              | 14.   | 51:65 | 30:38  | 24.512   |
| 1985/86                                              | 16.   | 49:65 | 28:40  | 22.573   |
| 1986/87                                              | 04.   | 70:50 | 40:28  | 32.129   |
| 1987/88                                              | 13.   | 51:54 | 29:39  | 27.921   |
| violett unterlegt: Spielzeit in der Zweitklassigkeit |       |       |        |          |

Im ersten Jahr als Zweitligist erreichte Borussia Dortmund als Vierter der Regionalliga West den direkten Wiederaufstieg nicht, Tiefpunkt der Saison war trotz eines 9:0-Erfolgs gegen Preußen Münster die Zuschauerzahl von knapp 1500 Zuschauern am letzten Spieltag. Da sich der Kader in der Saison 1972/73 nur punktuell von demjenigen aus der Abstiegssaison unterschied, wurde die notwendige Umstellung der Mannschaft zur Spielzeit 1973/74 vollzogen. Unter Trainer Bédl wurde der Verein Sechster, finanziell und sportlich lag die Borussia praktisch am Boden.
Umso wichtiger war der Wechsel in der Vorstandsetage von Walter Kliemt zu Heinz Günther, der den längst fälligen Sanierungskurs bei der Borussia einläutete. Dennoch fehlten selbst nach dem Verkauf des vereinseigenen Geländes an der Brackeler Straße noch rund 1,3 Millionen Mark zur Erteilung der Lizenz für die neu geschaffene 2. Bundesliga, die auf vielfältige Weise beschafft werden mussten. Neben Kürzungen der Spielergehälter sorgte die finanzielle Unterstützung der öffentlichen Hand wie der lokalen Industrie letztlich für das Überleben des Vereins. Die Stadt übernahm Bürgschaften, und Hoesch stellte dem Verein neben Geld die Trainingsplätze am Hoeschpark sowie den medizinischen Apparat zur Verfügung. Aus Dank zierten das BVB-Trikot der Schriftzug „Dortmund“ auf dem Rücken und ein Kreis mit dem Dortmunder Fernsehturm, Blumen und einem Fußball auf der Brust. Der Schriftzug „Dortmund“ ist geblieben.
Ebenso wichtig für die Zukunft des Profifußballs in Dortmund war die Eröffnung des Westfalenstadions, das für die Fußball-Weltmeisterschaft 1974 an der Westseite der Roten Erde errichtet wurde. Die neue Arena lockte trotz Zweitklassigkeit und einem sechsten Platz in der Abschlusstabelle im Schnitt 25.000 Zuschauer zur Borussia, was für spürbare Entspannung in der Vereinskasse sorgte. Gleichzeitig wurde das Halbfinale im DFB-Pokal erreicht, in dem der BVB in der Verlängerung gegen den MSV Duisburg mit 1:2 unterlag.
Der Wiederaufstieg gelang der Borussia in der folgenden Saison, dank des zweiten Platzes in der Abschlusstabelle und zweier Siege in den Entscheidungsspielen um den Aufstieg gegen die Mannschaft des 1. FC Nürnberg. Im Laufe der Saison war Trainer Otto Knefler entlassen und durch Horst Buhtz ersetzt worden. Vor den Aufstiegsspielen wurde Buhtz entlassen, weil dieser sich bereits mit dem Relegationskonkurrenten Nürnberg für die neue Saison geeinigt hatte. Neuer Trainer wurde Otto Rehhagel.
Vor und während der Saison 1976/77 verpflichtete der BVB wichtige neue Spieler wie Ente Lippens und Manni Burgsmüller und erreichte einen sicheren achten Rang. Insbesondere der Zuschauerschnitt von über 40.000 Besuchern machte den BVB plötzlich zu einem der wohlhabendsten Vereine Deutschlands. Mit entsprechend hohen Erwartungen ging es in die Spielzeit 1977/78, die mit einem elften Platz und einem 0:12 am letzten Spieltag gegen Borussia Mönchengladbach endete. Mit der höchsten Niederlage der Bundesligageschichte endete die Ägide von Otto Rehhagel beim BVB, der den Kopf für diese Niederlage hinhalten musste. Im folgenden Jahr blieb der BVB Mittelmaß, unter Trainer Uli Maslo schloss der Verein die Saison 1978/79 als Zwölfter ab. Im März 1979 wurde der Rechtsanwalt Reinhard Rauball Präsident der Borussia, der den aufgrund fehlender Erfolge und ausbleibenden Zuschauern ins Schlingern geratenen BVB wieder in ruhigeres Fahrwasser brachte.
Ein Paukenschlag war im Sommer 1979 die Verpflichtung von Udo Lattek als Trainer, der in München und Mönchengladbach erfolgreich tätig gewesen war. Neben Platz sechs im Abschlussklassement wurde das Halbfinale des DFB-Pokals erreicht, das der BVB gegen den späteren Sieger Fortuna Düsseldorf mit 1:3 verlor. Latteks erste Zeit beim BVB ging während der Saison 1980/81 zu Ende, als er die Borussia in Richtung FC Barcelona verließ.
Es folgte eine Phase ständiger Trainerwechsel, zwischen Frühjahr 1981 und Frühjahr 1986 waren zehn verschiedene Übungsleiter beim Verein tätig. Zunächst kam Branko Zebec vom Hamburger SV, unter dem sich die Mannschaft vor allem in taktischer Hinsicht verbesserte und 1981/82 Sechster der Bundesliga wurde. Durch diesen Erfolg qualifizierte sich die Borussia erstmals seit 1966 wieder für einen Europapokalwettbewerb; Zebec musste den BVB jedoch aufgrund seiner augenscheinlichen Alkoholprobleme verlassen, auf ihn folgte Karl-Heinz Feldkamp. Unter ihm erreichte der Verein im folgenden Jahr den siebten Platz, im UEFA-Pokal schied der BVB in der ersten Runde gegen die Glasgow Rangers aus.
Im September 1982 war Rauball aus beruflichen Gründen als Präsident zurückgetreten, was nicht nur ein Machtvakuum im Vorstand hinterließ, sondern eine sportliche wie finanzielle Talfahrt zur Folge hatte. Unter dem Interims- und späteren Vizepräsidenten Friedhelm Cramer und dem Präsidenten Frank Roring hatte sich der Verein schließlich mit 8,3 Millionen Mark dermaßen verschuldet, dass das Amtsgericht Dortmund am 22. Oktober 1984 einen Notvorstand ernennen musste. Präsident wurde erneut Rauball, als Vizepräsident wurde ihm Gerd Niebaum zur Seite gestellt, der 1986 das Amt des Präsidenten übernahm. Erneut war es mit Hilfe lokaler Sponsoren möglich, den Lizenzentzug abzuwenden, sportlich blieb die Lage der Borussia in den nächsten Jahren jedoch prekär. 1984/85 rettete sich der BVB auf den 14. Platz. In der darauf folgenden Saison musste der Verein als Sechzehnter in die Relegation. Nach einer 0:2-Niederlage bei Fortuna Köln war die Borussia im Rückspiel gezwungen, mit zwei Treffern Unterschied zu gewinnen, was erst in der Nachspielzeit durch das 3:1 von Jürgen Wegmann gelang. Der Verein erwirkte so ein Entscheidungsspiel auf neutralem Platz, das Borussia Dortmund im Düsseldorfer Rheinstadion mit 8:0 für sich entschied. Mehr als 30.000 Anhänger begleiteten damals ihren Verein zu diesem Spiel in die Landeshauptstadt.
Der in letzter Minute abgewendete Abstieg sollte sich als „heilsamer Schock“ für die Borussia herausstellen. So wurden vor der Saison 1986/87 mit Frank Mill, Norbert Dickel und Thomas Helmer wichtige Stützen verpflichtet, unter Trainer Reinhard Saftig erreichte der BVB am Ende der Saison Platz 4 und somit die Teilnahme am UEFA-Pokal. Einen kleinen Dämpfer erhielt die neue Euphorie durch Platz 13 in der folgenden Saison, im UEFA-Pokal erreichte der Verein nach dem Ausschalten von Celtic Glasgow (1:2 und 2:0) und Velez Mostar (2:0 und 1:2) das Achtelfinale, in dem er nach einem 3:0 zuhause mit 0:5 nach Verlängerung beim FC Brügge ausschied.

#### 1988 bis 1997 – Pokalsieg, Meisterschaft, Champions League und Weltpokal
| Saison                                             | Platz | Tore  | Punkte | ⌀ Zusch. |
| -------------------------------------------------- | ----- | ----- | ------ | -------- |
| 1988/89                                            | 07.   | 56:40 | 37:31  | 29.176   |
| 1989/90                                            | 04.   | 51:35 | 41:27  | 34.810   |
| 1990/91                                            | 10.   | 46:57 | 34:34  | 33.564   |
| 1991/92                                            | 02.   | 66:47 | 52:24  | 41.188   |
| 1992/93                                            | 04.   | 61:43 | 41:27  | 40.028   |
| 1993/94                                            | 04.   | 49:45 | 39:29  | 40.381   |
| 1994/95                                            | 01.   | 67:33 | 49:19  | 40.914   |
| 1995/96                                            | 01.   | 76:38 | 68     | 41.886   |
| 1996/97                                            | 03.   | 63:41 | 63     | 51.516   |
| grün unterlegt: Gewinn der deutschen Meisterschaft |       |       |        |          |

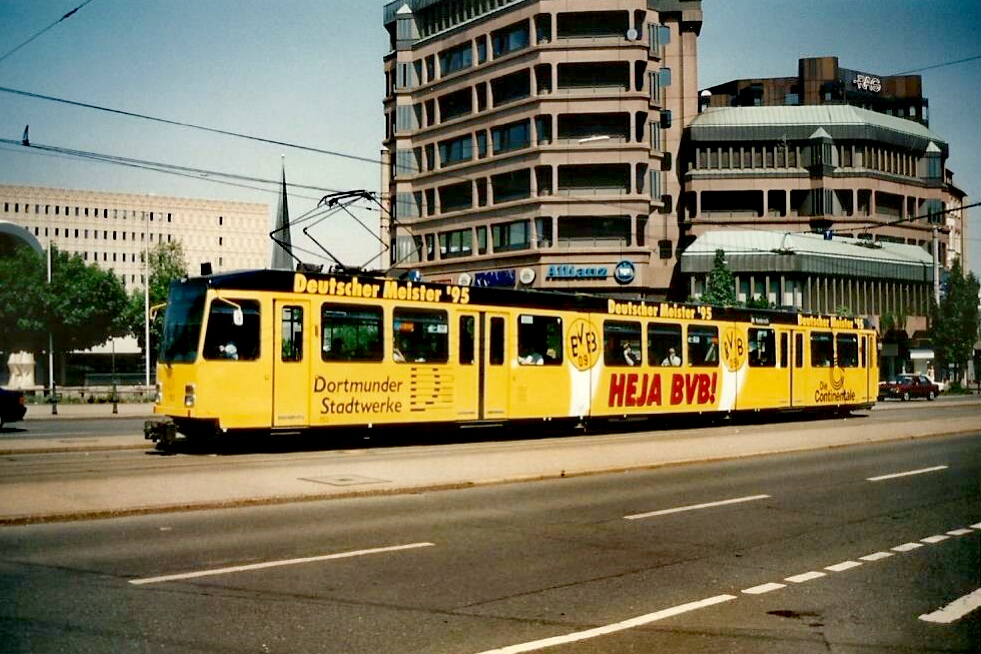
Straßenbahn in der Meisterstadt 1995

Vor der Saison 1988/89 wurden als weitere „Korsettstangen“ für die Mannschaft das Frankfurter Talent Andreas Möller und der Münchener Michael Rummenigge verpflichtet. Im Trainingslager vor der Saison verließ Reinhard Saftig nach Streitigkeiten um den Mannschaftskapitän den Club. Ihm folgte Horst Köppel.
Unter Köppel erreichte der BVB mit dem DFB-Pokal 1988/89 seinen ersten Titel seit 23 Jahren. Im Finale besiegte Borussia Dortmund Werder Bremen mit 4:1, Torschützen waren nach der Bremer Führung Norbert Dickel mit zwei Treffern, Frank Mill und Michael Lusch. Während des Spiels war die Borussia von etwa 40.000 Fans im mit 76.000 Zuschauern ausverkauften Berliner Olympiastadion angefeuert worden, etwa 200.000 Menschen empfingen die Mannschaft am nächsten Tag in Dortmund. Dieser Titelgewinn stellte bis 2008 die letzte Teilnahme der Borussia an einem Pokalfinale dar; in der Folgezeit schied der BVB mit Ausnahme der Saison 1995/96 regelmäßig in den ersten drei Runden aus.
Trotz des Zweitrundenaus gegen Sampdoria Genua im Europapokal der Pokalsieger setzte sich die Borussia mit einem vierten Platz in der Saison 1989/90 in der oberen Hälfte der Bundesliga fest, gleichzeitig wurde mit der Verpflichtung Michael Meiers als Manager eine weitere zukunftsweisende Personalentscheidung getroffen. Erster wichtiger Einkauf zur neuen Saison war Flemming Povlsen, der für die damalige Rekordsumme von 4,1 Millionen DM von der PSV Eindhoven zum BVB kam. Zum Saisonende wurde der zehnte Platz belegt, eine außergewöhnliche Heimschwäche mit lediglich vier Siegen im Westfalenstadion hatte eine bessere Platzierung verhindert. Köppel wurde daher durch Ottmar Hitzfeld vom Grasshopper Club Zürich ersetzt, was sich als Glücksgriff für die Borussia herausstellen sollte. Zudem wurde mit Stéphane Chapuisat von Bayer 05 Uerdingen ein Spieler verpflichtet, der sich in den 1990er Jahren als durchschlagskräftigster Stürmer der Borussia erweisen sollte.
In der ersten Saison unter Hitzfeld war der BVB dem vierten Meistertitel der Vereinsgeschichte nahe, denn die Borussia spielte ihre erfolgreichste Runde seit Bestehen der Bundesliga. Der mögliche Meistertitel wurde am letzten Spieltag verloren, als der VfB Stuttgart in der Schlussphase sein Spiel bei Bayer 04 Leverkusen mit 2:1 gewann. Bis dahin hätte dem BVB der 1:0-Erfolg beim MSV Duisburg zum Titelgewinn gereicht. Trotz der Vizemeisterschaft wurde im Laufe der folgenden Saison weiter in die Mannschaft investiert, mit Stefan Reuter und Matthias Sammer wurden deutsche Nationalspieler aus Italien ins Ruhrgebiet gelockt.

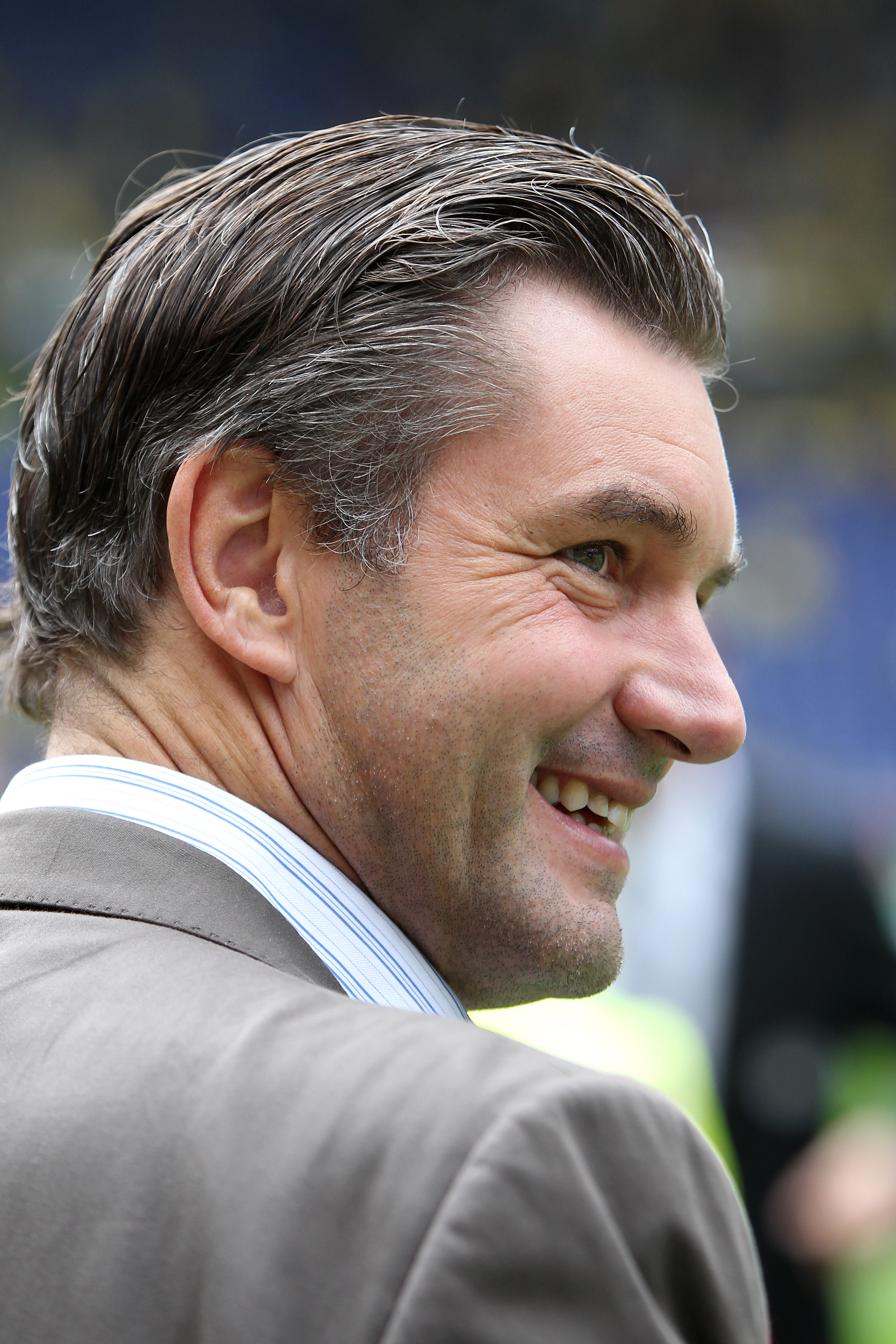
Von 1981 bis 1998 als Spieler und von 1998 bis 2022 als Manager beim BVB aktiv: Michael Zorc (2011)

Entsprechend erfolgreich gestaltete sich die folgende Spielzeit. Neben einem vierten Platz in der Bundesliga erreichte der BVB das Finale des UEFA-Pokals gegen Juventus Turin. Zuvor hatte der Verein sich im Halbfinale gegen die AJ Auxerre im Elfmeterschießen durchgesetzt, das Dortmunder „Eigengewächs“ Stefan Klos wehrte den letzten Schuss der Franzosen ab. Im Endspiel zeigte sich Juventus Turin als zu stark: Nach einem 1:3 vor heimischer Kulisse verlor der BVB das Rückspiel mit 0:3. Durch die lange UEFA-Cup-Saison schwang sich der BVB aufgrund der hohen Fernsehgelder für die Übertragungen zum finanzstärksten Verein der Liga auf. Folgerichtig wurde gemäß dem Motto „Wir investieren in Steine und Beine“ zur Saison 1993/94 mit Karl-Heinz Riedle ein weiterer Nationalspieler verpflichtet. Dennoch verlief die Saison mit einem vierten Platz eher ernüchternd, denn der Verein hatte, aufgrund der personellen Verstärkung, das Ziel Meisterschaft ausgegeben.
Borussia blieb dem Motto treu und investierte erneut stark in die Mannschaft, unter anderem kam Andreas Möller gemeinsam mit Júlio César von Juventus Turin an den Borsigplatz. Im DFB-Pokal schied die Mannschaft bereits in der zweiten Runde im Fritz-Walter-Stadion gegen den 1. FC Kaiserslautern nach einem 6:3 n. V. aus, bei dem neun verschiedene Spieler trafen. Erfolgreicher lief es in der Bundesliga-Saison 1994/95. Hier sicherte sich der BVB am letzten Spieltag den Titel vor Werder Bremen. Die erste nationale Meisterschaft des BVB nach 32 Jahren wurde von Zehntausenden auf dem Rasen des Westfalenstadions gefeiert, am Tag nach dem Titelgewinn wurden Spieler und Trainer von über 500.000 Fans in den Straßen der Stadt bei der größten Meisterfeier der deutschen Fußballgeschichte empfangen. 1995/96 errang Borussia Dortmund den Titel, den sie sich am 33. Spieltag durch ein 2:2 beim TSV 1860 München sicherte.
Zu einer der bisher erfolgreichsten Saison der Vereinsgeschichte avancierte die Spielzeit 1996/97, als die Borussia aufgrund der Mehrfachbelastung durch die Champions League einen dritten Platz in der Liga belegte und auf europäischer Bühne das Finale erreichte. Im ausverkauften Münchener Olympiastadion wurde Juventus Turin mit 3:1 besiegt. Der junge Lars Ricken sorgte unmittelbar nach seiner Einwechslung mit einem Fernschuss aus 30 Metern für die Entscheidung. Im Dezember 1997 gewann der BVB zudem den Weltpokal durch ein 2:0 gegen Cruzeiro Belo Horizonte in Tokio.

#### 1997 bis 2004 – Große Investitionen, sechste deutsche Meisterschaft sowie das UEFA-Cup-Finale
| Saison                                             | Platz | Tore  | Punkte | ⌀ Zusch. | Kader |
| -------------------------------------------------- | ----- | ----- | ------ | -------- | ----- |
| 1997/98                                            | 10.   | 57:55 | 43     | 52.274   | Kader |
| 1998/99                                            | 04.   | 48:34 | 57     | 62.992   | Kader |
| 1999/00                                            | 11.   | 41:38 | 40     | 58.791   | Kader |
| 2000/01                                            | 03.   | 62:42 | 58     | 61.318   | Kader |
| 2001/02                                            | 01.   | 62:33 | 70     | 62.221   | Kader |
| 2002/03                                            | 03.   | 51:27 | 58     | 67.858   |       |
| 2003/04                                            | 06.   | 59:48 | 55     | 79.647   |       |
| grün unterlegt: Gewinn der deutschen Meisterschaft |       |       |        |          |       |

Nach den großen Erfolgen Mitte der 1990er kam mit dem Gewinn der Champions League der Umbruch. Ottmar Hitzfeld legte sein Traineramt nach der Saison 1996/97 nieder und begann seine Arbeit als Sportdirektor beim BVB. Seine Nachfolge trat der Italiener Nevio Scala an. Gleichzeitig verließen verdiente Spieler den Verein, die zumeist durch teure Profis ersetzt wurden, die in Dortmund nicht an die Leistung bei anderen Clubs anknüpften. So spielte der 1998 verpflichtete Welt- und Europameister Thomas Häßler nur ein Jahr beim BVB, und die für zweistellige Millionenbeträge gekauften Fredi Bobič und Victor Ikpeba konnten in Dortmund nicht an vorherige Leistungen anknüpfen. Insgesamt wurden in dieser Zeit über 80 Millionen DM in neue Spieler investiert, die sportlichen Erfolge fielen jedoch vergleichsweise mager aus.
In der Spielzeit unter Scala erreichte die Borussia den zehnten Platz in der Bundesliga, in der Champions League gelang dem BVB der Einzug ins Halbfinale, in dem er gegen den späteren Sieger Real Madrid ausschied. Legendär ist das Hinspiel wegen des „Torfalls von Madrid“ im Santiago-Bernabéu-Stadion, als ein Torpfosten abbrach und das Spiel erst mit neunzigminütiger Verzögerung angepfiffen wurde. Scala verließ aufgrund der Misserfolge den Club vorzeitig, zudem wechselte Sportdirektor Hitzfeld auf die Trainerbank des FC Bayern München. Als Ersatz übernahm der bis dahin als Nachwuchstrainer und Jugendkoordinator beim BVB tätige Michael Skibbe den Cheftrainerposten zur Saison 1998/99. Skibbe führte die Mannschaft in seiner ersten Saison auf einen respektablen vierten Platz, der seinerzeit zur Teilnahme an der Qualifikation zur Champions League berechtigte.
Die Spielzeit 1999/2000 begann für den BVB erfolgreich, endete jedoch fast mit dem zweiten Abstieg aus der Bundesliga nach 1972. Gestartet war der BVB mit sechs Siegen aus den ersten acht Spielen und einer souveränen Tabellenführung; von den folgenden 23 Partien gewann die Mannschaft jedoch nur noch eine. Nach einer Niederlage im ersten Spiel nach der Winterpause wurde der Trainer Skibbe beurlaubt und durch den ehemaligen Borussen Bernd Krauss ersetzt. Dieser erreichte in den elf Spielen unter seiner Regie keinen Sieg und wurde nach zwei Monaten wieder entlassen. Der Verein schwebte in Abstiegsgefahr, als Udo Lattek für seine letzte Station im Profifußball reaktiviert wurde. Ihm zur Seite stand Matthias Sammer als Co-Trainer. Dieser hatte nach einer Infektion im Kniegelenk 1998 seine Karriere als Spieler beenden müssen. Beide führten den BVB schließlich auf den elften Platz in der Abschlusstabelle.

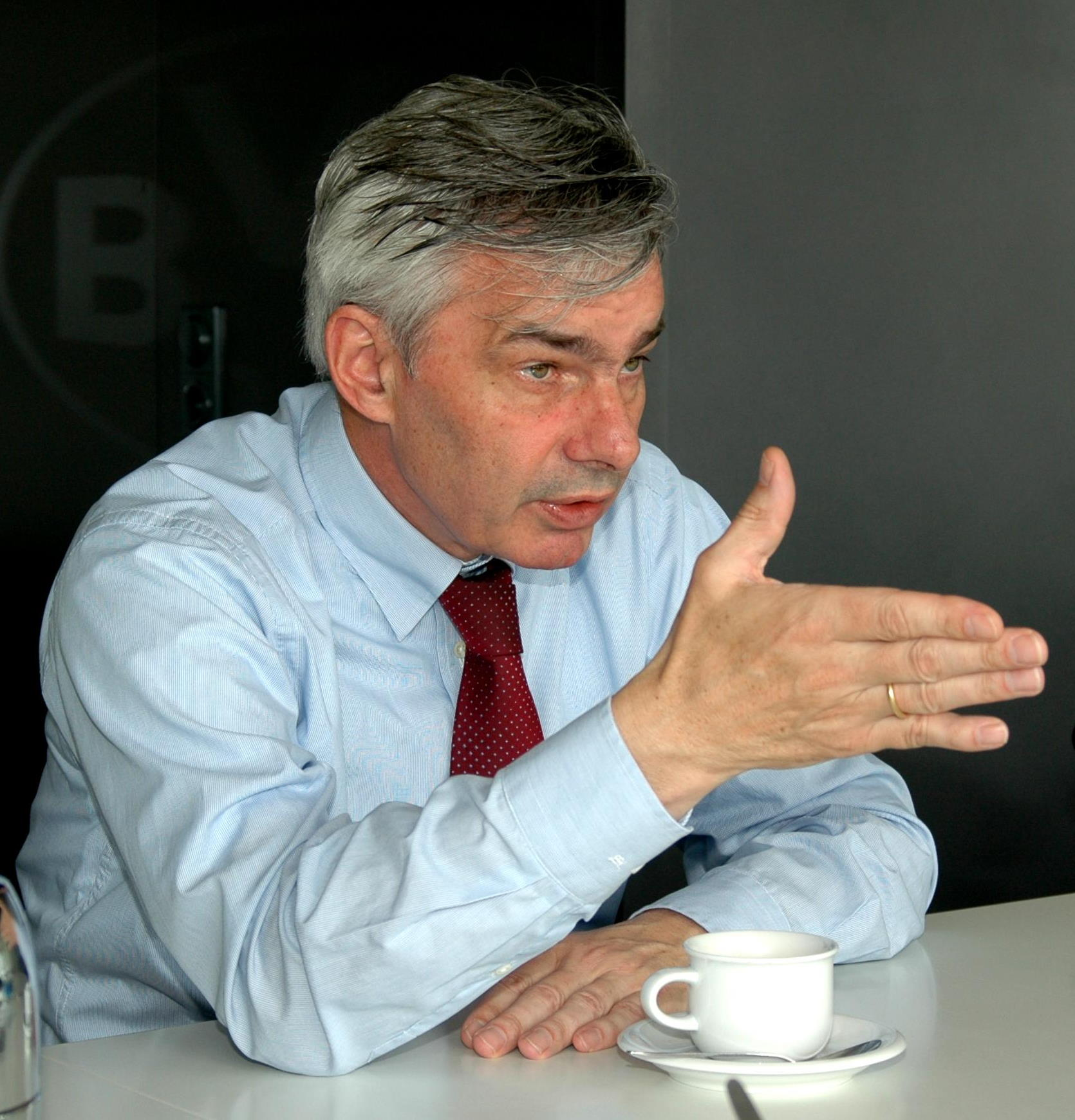
Langjähriger Manager der Borussia: Michael Meier (2005)

Im selben Jahr wurde die Umwandlung großer Teile des Vereins in eine börsennotierte Gesellschaft beschlossen. Am 28. November 1999 stimmte die Mitgliederversammlung des BVB der Ausgliederung der Lizenzspielerabteilung in die Borussia Dortmund GmbH & Co. KGaA zu. Als bislang einziger Fußballbundesligist ging Borussia Dortmund am 31. Oktober 2000 an die Börse. Der Ausgabekurs der BVB-Aktie lag seinerzeit bei elf Euro. Der Verein platzierte 13,5 Millionen Aktien an der Börse, die netto einen Emissionserlös von 130 Millionen Euro einbrachten. Weitere Tochterunternehmen wurden nach 2000 gegründet.
Auf sportlicher Ebene sollte zur Saison 2000/01 der junge Trainer Matthias Sammer einen Aufschwung bewirken. Trotz wenig spektakulärer Neuverpflichtungen (erst in der Winterpause kam der Tscheche Tomáš Rosický zum BVB) wurde diese „neue“ Mannschaft unter Sammer Dritter der Bundesliga und qualifizierte sich für die Champions League. Nach der Saison investierte Borussia wieder intensiv in neue Spieler, für zweistellige Millionenbeträge kamen Jan Koller und Márcio Amoroso nach Dortmund, später wurde noch Ewerthon verpflichtet. Diese Investitionen führten dazu, dass der BVB 2002 seine sechste deutsche Meisterschaft errang, als die Mannschaft mit drei Siegen an den letzten drei Spieltagen die um fünf Punkte enteilten Leverkusener noch überflügelte. In derselben Saison erreichte die Borussia das UEFA-Pokal-Finale, in dem der Verein Feyenoord Rotterdam mit 2:3 unterlag. Zuvor war im Halbfinale die AC Mailand ausgeschaltet worden; das 4:0 im Hinspiel in Dortmund gilt als bestes Spiel unter der Ägide Matthias Sammers.
In der folgenden Sommerpause wurden weitere Spieler verpflichtet. Prominentester Einkauf war Torsten Frings, der für 9 Millionen Euro aus Bremen kam. Die Jahre nach 2002 gestalteten sich jedoch weit weniger erfolgreich als die Meistersaison. In der Champions League war 2003 nach der Zwischenrunde Endstation, und in der Liga erreichte der BVB den dritten Platz. In der folgenden Champions-League-Qualifikation schied der Verein zudem gegen den FC Brügge im Elfmeterschießen aus und erreichte damit „nur“ den UEFA-Pokal. Dort war in der zweiten Runde der FC Sochaux zu stark für die Schwarz-Gelben. In der Bundesliga wurde der Verein Sechster und verpasste die Qualifikation für den UEFA-Pokal. Als Konsequenz trennte sich der Verein von Matthias Sammer und ging mit dem neuen Cheftrainer Bert van Marwijk in die darauffolgende Saison.

#### 2004 bis 2008 – Sportliches Mittelmaß und Fast-Insolvenz
| Saison  | Platz | Tore  | Punkte | ⌀ Zusch. |
| ------- | ----- | ----- | ------ | -------- |
| 2004/05 | 07.   | 47:44 | 55     | 77.235   |
| 2005/06 | 07.   | 45:42 | 46     | 72.658   |
| 2006/07 | 09.   | 41:43 | 44     | 72.782   |
| 2007/08 | 13.   | 50:62 | 40     | 72.510   |

Durch die letzten Misserfolge, aber auch durch unternehmerische Fehlentscheidungen im Zuge des Stadionausbaus litt der Verein einige Jahre unter erheblichen finanziellen Lasten.
Die Krise führte zum Abtritt der Verantwortlichen um den langjährigen Präsidenten Gerd Niebaum, der im November 2004 als Präsident und im Februar 2005 als Geschäftsführer der KGaA zurücktrat. Niebaum hatte zuvor gemeinsam mit dem Manager Michael Meier eingeräumt, dass der Verein Schulden in Höhe von 98 Mio. Euro angehäuft habe und der Fortbestand von Borussia Dortmund ernsthaft gefährdet sei. Meier wurde nach Auslaufen seines Vertrages am 30. Juni 2005 nicht mehr weiterbeschäftigt. Die Nachfolge traten Reinhard Rauball als Präsident (bereits zum dritten Mal) und Hans-Joachim Watzke als Geschäftsführer an.
Die wirtschaftliche Konsolidierung wurde mit einer deutlichen Senkung des Etats für die Bundesligamannschaft verbunden; die letzten Stars des Vereins wechselten ins Ausland, und das Transferbudget wurde erheblich gekürzt. Dedê hingegen hielt dem BVB die Treue und wechselte erst im Jahr 2011 nach 13 Jahren Vereinszugehörigkeit. Folglich behauptete sich der BVB in den folgenden Spielzeiten nicht mehr in der Spitze der Bundesliga. Am Ende der Saison 2004/05 zog der BVB mit dem siebten Platz und 55 Punkten in den UI-Cup ein. Nachdem die Mannschaft zum Ende der Hinrunde auf Tabellenplatz 14 gelegen hatte, absolvierte sie mit 37 Punkten eine starke Rückrunde.
Im Folgejahr 2005/06 beendete die Borussia die Spielzeit nach einer Runde ohne große Höhepunkte als Tabellensiebter, in der Saison 2006/07 wurde die Mannschaft Neunter. Zur Winterpause hatte sich der BVB als Neunter im Mittelfeld der Liga befunden, die dürftigen Leistungen insbesondere in Heimspielen brachten die sportliche Leitung um Trainer Bert van Marwijk in die Kritik. Der Niederländer, dessen neuformierte Offensive nicht den Erwartungen genügte, verkündete nach der Partie gegen den VfL Wolfsburg zunächst seinen Rücktritt zum Saisonende. Am 18. Dezember, zwei Niederlagen später, gab die Geschäftsführung um Hans-Joachim Watzke allerdings dessen sofortige Beurlaubung bekannt. Nachfolger wurde einen Tag später Jürgen Röber, der einen Vertrag bis zum Saisonende erhielt. Unter Röber, der nach acht Spielen als Trainer seinen Rücktritt erklärte, setzte die Mannschaft ihren Abwärtstrend fort und geriet in den Abstiegskampf. Der Gang in die Zweitklassigkeit wurde unter Röbers Nachfolger Thomas Doll nach einer Serie von 15 Punkten aus sechs Spielen vermieden.
Trotz einer überzeugenden Vorbereitung und zahlreichen Neuverpflichtungen belegte Borussia Dortmund in der folgenden Spielzeit 2007/08 einen Platz im unteren Mittelfeld der Tabelle und beendete die Saison auf dem 13. Tabellenplatz – dem schlechtesten Ergebnis der letzten 20 Jahre. Trainer Doll trat nach der Saison zurück. Erfolgreicher verlief die Spielzeit im DFB-Pokal. Dort zog der BVB erstmals seit dem Pokalgewinn in der Saison 1988/89 wieder ins Finale ein. Im Endspiel unterlag der Verein dem FC Bayern München mit 1:2 nach Verlängerung und trat aufgrund der Meisterschaft von Bayern München dennoch im UEFA-Pokal 2008/09 an.

#### 2008 bis 2015 – Die Ära Klopp mit zwei Meisterschaften, Pokalsieg und Champions-League-Finale
| Saison                                             | Platz | Tore  | Punkte | ⌀ Zusch. |
| -------------------------------------------------- | ----- | ----- | ------ | -------- |
| 2008/09                                            | 6.    | 60:37 | 59     | 74.830   |
| 2009/10                                            | 5.    | 54:42 | 57     | 77.247   |
| 2010/11                                            | 1.    | 67:22 | 75     | 79.151   |
| 2011/12                                            | 1.    | 80:25 | 81     | 80.522   |
| 2012/13                                            | 2.    | 81:42 | 66     | 80.482   |
| 2013/14                                            | 2.    | 80:38 | 71     | 80.297   |
| 2014/15                                            | 7.    | 47:42 | 46     | 80.463   |
| grün unterlegt: Gewinn der deutschen Meisterschaft |       |       |        |          |

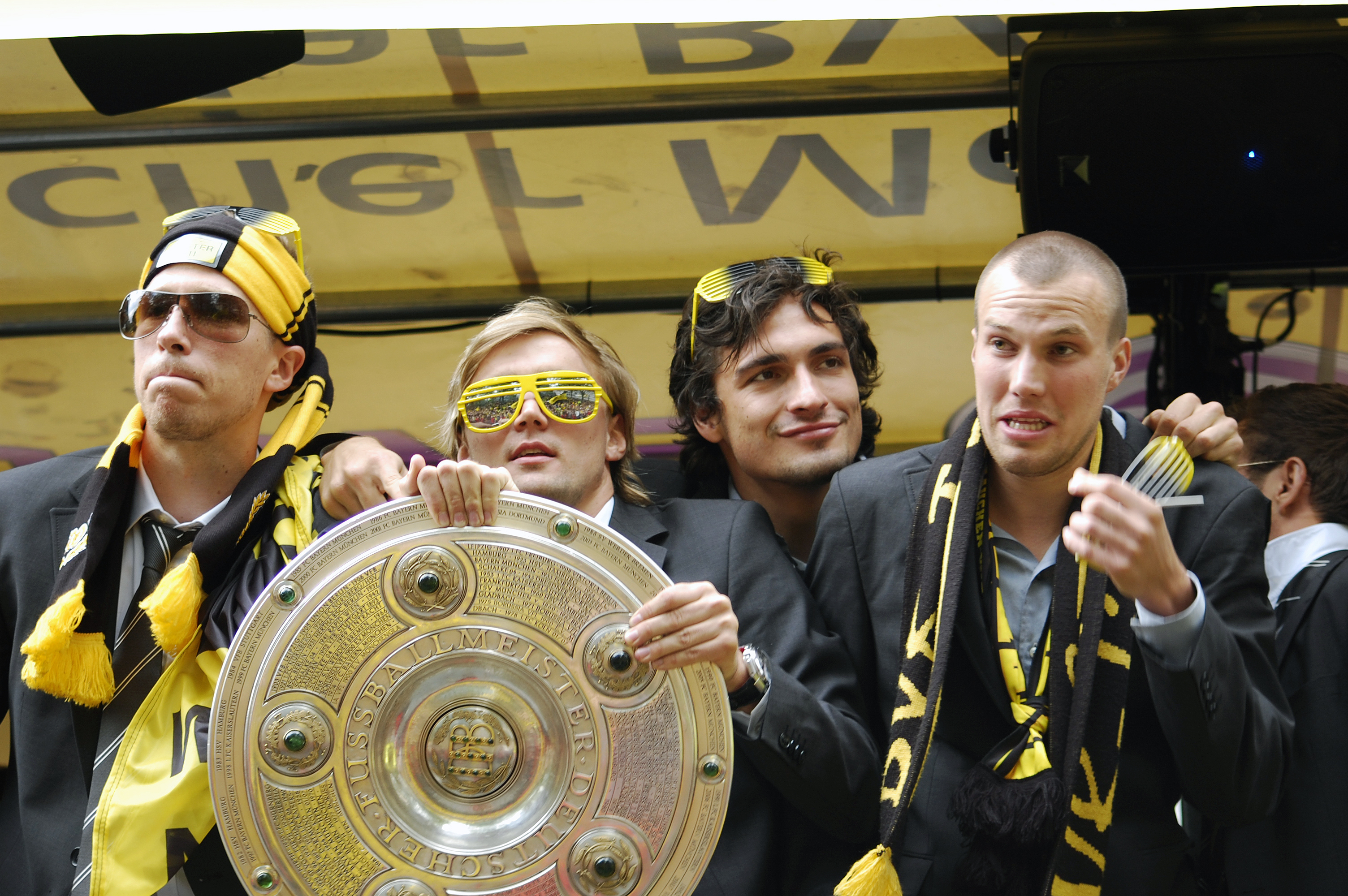
Spieler der Borussia nach dem Gewinn der Meisterschaft 2011 (von links: Stiepermann, Schmelzer, Hummels, Großkreutz)

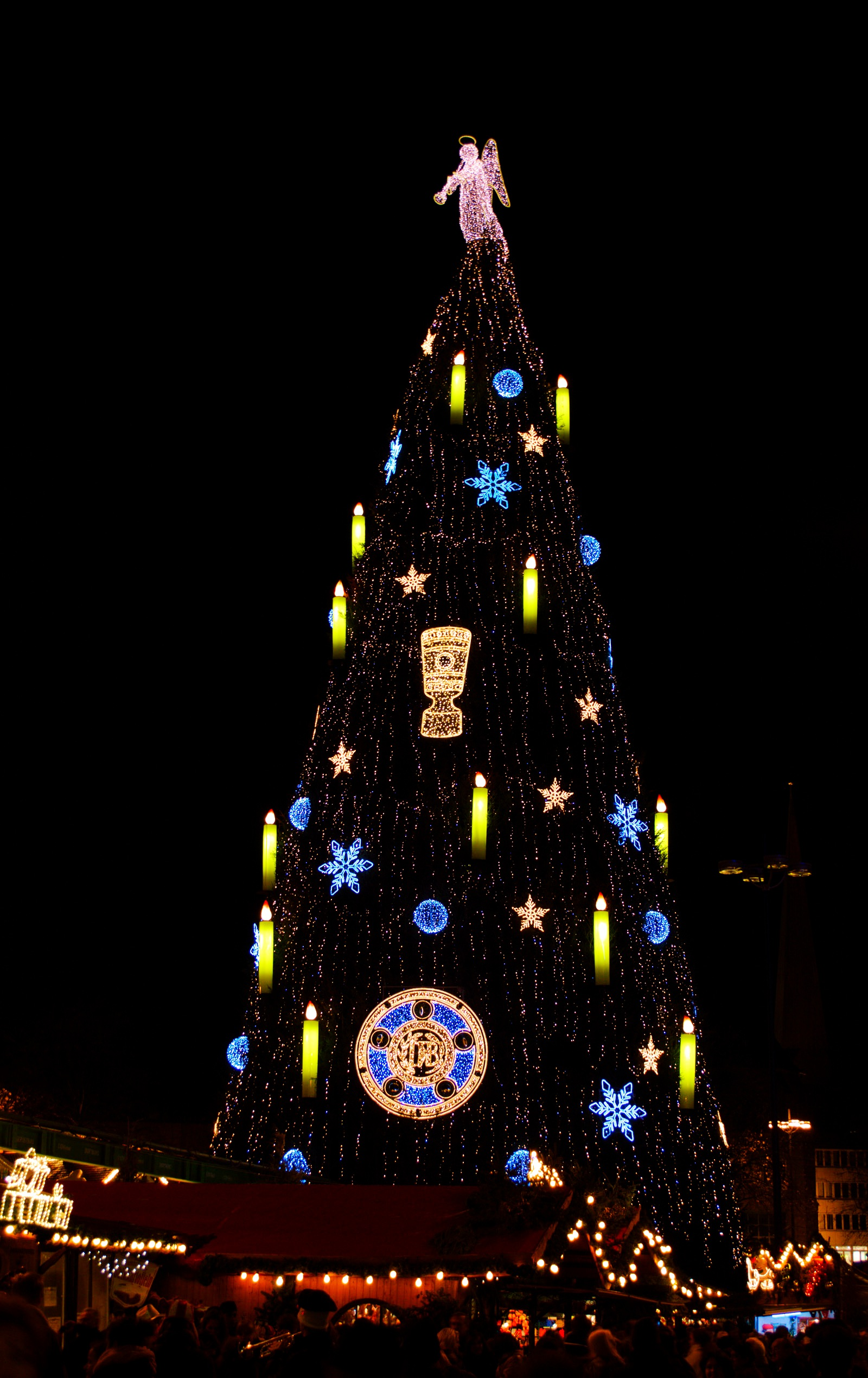
Weihnachtsbaum geschmückt mit Meisterschale und DFB-Pokal auf dem Dortmunder Weihnachtsmarkt 2012

Ab der Saison 2008/09 wurde Borussia Dortmund von dem früheren Mainzer Chefcoach Jürgen Klopp als Trainer betreut und erlebte seitdem eine positive sportliche Entwicklung. Nach einer konsequenten Verjüngung der Mannschaft stand in Klopps erster Saison ein sechster Rang zu Buche, womit sich der BVB nicht für das internationale Geschäft qualifizierte – bisher einmalig bei 59 erreichten Punkten. Im DFB-Pokal schied der BVB im Achtelfinale aus. Im UEFA-Pokal scheiterte der BVB bereits in der ersten Runde an Udinese Calcio; nach einer 0:2-Niederlage vor heimischem Publikum egalisierte die Mannschaft das Ergebnis im Rückspiel, wobei die Treffer erst in den Nachspielzeiten der beiden Halbzeiten markiert wurden. Die Borussia unterlag jedoch im entscheidenden Elfmeterschießen. Das Erreichen einer Qualifikationsrunde zum europäischen Wettbewerb gelang in der Saison 2009/10, als Borussia zum Saisonende den fünften Rang belegte, der zur Teilnahme an der Qualifikation zur Europa League berechtigte.
In der Saison 2010/11 sicherte sich die junge Dortmunder Mannschaft (bis auf Torhüter Roman Weidenfeller war kein Stammspieler älter als Mitte 20) drei Spieltage vor Ende der Hinrunde die Herbstmeisterschaft. Als dominierende Mannschaft der gesamten Bundesligasaison feierte der BVB am 32. Spieltag seine siebte deutsche Meisterschaft. Zudem wurde vor Saisonbeginn mit 51.200 verkauften Saisontickets ein neuer Dauerkartenrekord in der Bundesliga aufgestellt. Sowohl im DFB-Pokal als auch in der Europa League schied der BVB vor der Winterpause aus. In der zweiten Runde des DFB-Pokals scheiterte Borussia Dortmund beim Drittligisten Kickers Offenbach nach Elfmeterschießen. Nach den Siegen in der Qualifikation der Europa League gegen Qarabağ Ağdam traf der BVB auf Karpaty Lwiw, den FC Sevilla sowie Paris Saint-Germain. Dort schied die Mannschaft als Drittplatzierter hinter Paris Saint-Germain und dem FC Sevilla aus dem Wettbewerb aus.
Zur Folgesaison 2011/12 verließ Nuri Şahin den Verein und schloss sich Real Madrid an, auch der Brasilianer Dedê kehrte dem BVB nach 13 Jahren im Verein den Rücken. Ein Neuzugang war der kroatische Nationalspieler Ivan Perišić. In dieser Saison stand der BVB ebenfalls bereits am 32. Spieltag als Meister fest und stellte mit 81 Punkten einen Bundesligarekord auf, den zuvor der FC Bayern München in den Jahren 1972 und 1973 mit umgerechnet jeweils 79 Punkten erreicht hatte. Zum Ende der Hinrunde betrug der Rückstand auf die Bayern noch drei Punkte; mit 47 von 51 möglichen Punkten nach der Winterpause stellte der BVB zusätzlich einen neuen Rekord für die beste Halbserie in der Bundesliga auf. Zudem erreichte Borussia Dortmund das Finale des DFB-Pokals, nachdem die Mannschaft den SV Sandhausen, Dynamo Dresden, Fortuna Düsseldorf, Holstein Kiel sowie die SpVgg Greuther Fürth ausgeschaltet hatte, wobei die „Schwarz-Gelben“ gegen die Fortuna erst im Elfmeterschießen siegten sowie gegen die SpVgg Greuther Fürth in der letzten Sekunde der Verlängerung mit 1:0 triumphierten. Im Finale wurde Bayern München nach ausgeglichenen Duellen in der Bundesliga unerwartet hoch mit 5:2 bezwungen, was vorerst den Höhepunkt des Erfolgs markierte. Damit erreichte der BVB erstmals in seiner Vereinsgeschichte das Double. Zudem erreichte mit dem BVB erstmals in der Geschichte des europäischen Fußballs ein Verein die Marke von über 80.000 Zuschauern pro Ligaspiel einer Saison; 2011/12 kamen im Schnitt 80.552 Zuschauer zu den Heimspielen.
In der Champions League hatte es ein frühes Ausscheiden als Gruppenletzter hinter dem FC Arsenal, Olympique Marseille und Olympiakos Piräus gegeben.
Nach der Saison verließ mit Shinji Kagawa lediglich ein Leistungsträger den Verein Richtung Manchester United. Dieser wurde durch Marco Reus von Borussia Mönchengladbach ersetzt, der bereits von 1995 bis 2005 im Nachwuchs der Dortmunder gespielt hatte. In der Champions League 2012/13 überstand der BVB die „Meister- und Todesgruppe“ mit Ajax Amsterdam, Manchester City und Real Madrid und erreichte bereits am vorletzten Spieltag als Gruppensieger das Achtelfinale. Durch Heimsiege gegen Schachtar Donezk, den FC Málaga und Real Madrid erreichte Dortmund nach 16 Jahren wieder das Finale, wobei es gegen Málaga zu einem Herzschlagfinale mit zwei Toren in der Nachspielzeit gekommen war. Das Endspiel verlor die Borussia mit 1:2 gegen den FC Bayern München. Die Bayern waren in den beiden anderen Wettbewerben dafür verantwortlich, dass Borussia Dortmund zum ersten Mal seit drei Jahren ohne Titel blieb: In der Bundesliga reichte es nur zur Vizemeisterschaft, während im Viertelfinale des DFB-Pokals durch ein 0:1 in München ebenfalls Endstation für den BVB war. Als Vizemeister trat der Verein am 27. Juli 2013 im DFL-Supercup gegen den FC Bayern an und sicherte sich mit einem 4:2-Sieg dessen ersten Gewinn seit 1996 und wurde zusammen mit dem FC Bayern wieder Rekordsieger. Außerdem war die Borussia dadurch die einzige Mannschaft, die den Bayern auf nationaler Ebene im Jahr 2013 eine Niederlage beibringen konnte. In der Saison 2013/14 gewannen die Dortmunder zum ersten Mal in ihrer Bundesliga-Geschichte jedes der ersten fünf Spiele. Außerdem wurde am 3. November 2013 mit dem sechsten Heimsieg in Folge ein Rekord aus der Saison 2003/04 eingestellt. Trotz des starken Auftakts mit der Tabellenführung über einige Spieltage, belegten die Dortmunder zur Winterpause den vierten Platz. In der Rückrunde steigerte sich die Mannschaft und wurde letztlich wieder Vizemeister.
In der Jahreshauptversammlung 2013 meldete der BVB, dass sowohl der Verein als auch die KGaA schuldenfrei sind. Die börsennotierte Gesellschaft hatte im Geschäftsjahr 2012/13 einen Gewinn von 53,3 Millionen Euro gemacht, sodass seitdem die Guthaben die Verbindlichkeiten übersteigen.
Dank der Vizemeisterschaft qualifizierte sich der Verein für den DFL-Supercup 2014 gegen den FC Bayern. Durch den 2:0-Sieg im eigenen Stadion wurde der BVB zum alleinigen Rekordsieger des Wettbewerbs.
Die Saison 2014/15 lief für den BVB – nach vier Jahren als Meister oder Vizemeister – weniger erfolgreich. Am ersten Spieltag kassierte der BVB bei der 0:2-Heimpleite gegen Bayer 04 Leverkusen bereits nach neun Sekunden von Karim Bellarabi das bis dahin schnellste Tor der Bundesligageschichte. Die Hinrunde schloss das Team nach zehn Niederlagen mit 15 Punkten auf dem 17. Tabellenplatz ab. In der Gruppenphase der Champions League überzeugten die Dortmunder allerdings weitgehend und zogen als Gruppensieger vor dem FC Arsenal, dem RSC Anderlecht und Galatasaray Istanbul in das Achtelfinale ein, in dem der Verein gegen Juventus Turin ausschied. In der Rückrunde konnte sich der BVB schnell von den unteren Plätzen absetzen. Sechs Spieltage vor Saisonende gab Jürgen Klopp nach sieben Jahren seinen Rücktritt zum Saisonende bekannt. Im Saisonendspurt zog die Mannschaft nach einem 2:0-Auswärtssieg im Elfmeterschießen gegen den FC Bayern München ins DFB-Pokal-Finale ein und erreichte in der Liga noch den 7. Tabellenplatz. In Klopps letztem Spiel verlor der BVB das 72. DFB-Pokalfinale gegen den Vizemeister VfL Wolfsburg mit 1:3, zog dennoch über die Liga in die 3. Qualifikationsrunde der Europa League ein.

#### Seit 2015 – Gegenwart
| Saison  | Platz | Tore  | Punkte | ⌀ Zusch. | BL-Kader |
| ------- | ----- | ----- | ------ | -------- | -------- |
| 2015/16 | 2.    | 82:34 | 78     | 80.959   | BL-Kader |
| 2016/17 | 3.    | 72:40 | 64     | 79.653   | BL-Kader |
| 2017/18 | 4.    | 64:47 | 55     | 79.496   | BL-Kader |
| 2018/19 | 2.    | 81:44 | 76     | 80.820   | BL-Kader |
| 2019/20 | 2.    | 84:41 | 69     | 81.171   | BL-Kader |
| 2020/21 | 3.    | 75:46 | 64     | 01.282   | BL-Kader |
| 2021/22 | 2.    | 85:52 | 69     | 41.800   | BL-Kader |
| 2022/23 | 2.    | 83:44 | 71     | 81.228   | BL-Kader |
| 2023/24 | 5.    | 68:43 | 63     | 81.305   | BL-Kader |
| 2024/25 | 4.    | 71:51 | 57     | 81.365   | BL-Kader |

Zur Saison 2015/16 verließen neben Trainer Jürgen Klopp altgediente Spieler wie Jakub Błaszczykowski, Kevin Großkreutz und Sebastian Kehl den Verein. Das Traineramt übernahm Thomas Tuchel. Neu verpflichtet wurden unter anderem Gonzalo Castro und Julian Weigl sowie Torwart Roman Bürki, der den langjährigen Stammtorwart Roman Weidenfeller in der Liga und im Pokal ablöste. Unter Tuchel konnte der BVB in der Hinrunde an alte Leistungen anknüpfen und überwinterte schließlich mit 12 Siegen und 38 Punkten auf dem zweiten Tabellenplatz. Die Rückrunde verlief für den BVB in der Liga erfolgreich: Mit 78 Punkten belegte er am Saisonende als bis dahin bester Vizemeister den zweiten Tabellenplatz hinter dem FC Bayern München. International zog die Borussia über den Wolfsberger AC und den Odds BK in die Gruppenphase der UEFA Europa League ein, in der sie hinter dem FK Krasnodar und vor PAOK Thessaloniki und dem FK Qəbələ den zweiten Platz belegte. Über den FC Porto und Tottenham Hotspur zog der BVB ins Viertelfinale ein und schied gegen den vom Ex-Trainer Jürgen Klopp trainierten FC Liverpool aus. Im DFB-Pokal zog die Mannschaft über den Drittligisten Chemnitzer FC und den Zweitligisten SC Paderborn 07 sowie über die Erstligisten FC Augsburg, VfB Stuttgart und Hertha BSC ins Pokalfinale ein, in dem sie dem FC Bayern München mit 3:4 im Elfmeterschießen unterlag, nachdem das Spiel zuvor torlos geblieben war.
Die Saison 2016/17 war durch einen personellen Umbruch im Kader gekennzeichnet. Leistungsträger wie Mats Hummels (zum FC Bayern München), İlkay Gündoğan (Manchester City) und Henrich Mchitarjan (Manchester United) verließen den Verein. Neu verpflichtet wurden vermehrt junge Spieler wie der 18-jährige Emre Mor (vom FC Nordsjælland), der 19-jährige Ousmane Dembélé (Stade Rennes), der 22-jährige Europameister Raphaël Guerreiro (FC Lorient) oder – zur Rückrunde – der 17-jährige Alexander Isak (AIK Solna). Außerdem verstärkte der Verein sich mit André Schürrle (VfL Wolfsburg), Marc Bartra (FC Barcelona) und Mario Götze, der nach drei Jahren beim FC Bayern München nach Dortmund zurückkehrte. In der Hinrunde konnte die umgebaute Mannschaft nicht an die Leistungen der Vorsaison anknüpfen und stand nach dem 17. Spieltag mit 30 Punkten auf dem vierten Tabellenplatz. Die Rückrunde lief mit einer Punktausbeute von 34 Punkten etwas besser. Mit insgesamt 64 Punkten konnte der BVB die Saison hinter dem FC Bayern München und RB Leipzig auf dem dritten Tabellenplatz abschließen und sich direkt für die Champions-League-Gruppenphase qualifizieren. In der Champions League zog der BVB als Gruppensieger vor Real Madrid, Sporting Lissabon und Legia Warschau in das Achtelfinale ein. Der 8:4-Sieg am fünften Gruppenspieltag gegen Legia Warschau stellt das bis dahin torreichste Spiel der Geschichte des Wettbewerbs dar. Über Benfica Lissabon im Achtelfinale erreichte der BVB das Viertelfinale, in dem er auf die AS Monaco traf. Das Hinspiel in Dortmund, das mit 2:3 verloren wurde, wurde von einem Anschlag auf den Mannschaftsbus, bei dem Marc Bartra und ein Polizist verletzt wurden, überschattet und um 22 Stunden verschoben. Das Rückspiel in Monaco verlor der BVB mit 1:3 und schied aus dem Wettbewerb aus. Im DFB-Pokal zog der BVB nach Siegen über den Regionalligisten Eintracht Trier, den Zweitligisten Union Berlin, Hertha BSC, den Drittligisten Sportfreunde Lotte und den FC Bayern München in das Pokalfinale ein, in dem er Eintracht Frankfurt mit 2:1 besiegen und den vierten Pokalsieg der Vereinsgeschichte feiern konnte. Drei Tage nach dem Pokalfinale trennte sich der Verein aufgrund von Differenzen von Thomas Tuchel.
Zur Saison 2017/18 übernahm Peter Bosz die Mannschaft. In der Sommertransferperiode sorgte der Transfer von Ousmane Dembélé für Aufsehen, der für eine garantierte Ablösesumme in Höhe von 105 Mio. Euro zum FC Barcelona wechselte und zum bis dahin zweitteuersten Spieler der Fußballgeschichte wurde. Ebenso verließen unter anderem der Weltmeister Matthias Ginter (Borussia Mönchengladbach) und der langjährige Spieler Sven Bender (Bayer 04 Leverkusen) den BVB. Neuzugänge waren unter anderem Maximilian Philipp (SC Freiburg), Ömer Toprak (Bayer 04 Leverkusen), Mahmoud Dahoud (Borussia Mönchengladbach) oder der zu diesem Zeitpunkt noch unbekannte Jadon Sancho (A-Jugend Manchester City). Unter Bosz stand der BVB nach sieben Spieltagen mit 19 von 21 möglichen Punkten fünf Punkte vor dem FC Bayern München an der Tabellenspitze. In den folgenden acht Spielen holte die Mannschaft nur noch drei Punkte und rutschte auf den siebten Tabellenplatz ab. Dazu schied sie aus der Champions League mit zwei gewonnenen Punkten hinter Tottenham Hotspur und Real Madrid und vor APOEL Nikosia aus. Nach insgesamt neun Pflichtspielen in Folge ohne Sieg, darunter ein 4:4 im Revierderby gegen den FC Schalke 04 nach einer 4:0-Führung, wurde Bosz nach dem 15. Spieltag durch den eine Woche zuvor beim 1. FC Köln freigestellten Peter Stöger ersetzt. Unter Stöger gewann der BVB die letzten beiden Ligaspiele vor der Winterpause und beendete die Hinrunde mit 28 Punkten auf dem dritten Tabellenplatz. Im DFB-Pokal schied er nach Siegen gegen den Sechstligisten 1. FC Rielasingen-Arlen und den Drittligisten 1. FC Magdeburg nach einer 1:2-Niederlage beim FC Bayern München im Achtelfinale aus. In der Wintertransferperiode verließen unter anderem Pierre-Emerick Aubameyang (FC Arsenal), Marc Bartra (Betis Sevilla) und der langjährige Spieler Neven Subotić (AS Saint-Étienne) den Verein. Verstärkt wurde der Kader mit Manuel Akanji (FC Basel) und Michy Batshuayi, der bis zum Saisonende vom FC Chelsea ausgeliehen wurde und fortan Aubameyang im Sturmzentrum ersetzte. Nach einer wechselhaften Rückrunde, in der er in der Rückrundentabelle den dritten Platz belegte, aber auch unter anderem 0:6 beim FC Bayern München verlor und im Achtelfinale der Europa League gegen den FC Red Bull Salzburg ausschied, belegte der BVB am Saisonende mit 55 Punkten den vierten Tabellenplatz und qualifizierte sich aufgrund der besseren Tordifferenz vor Bayer 04 Leverkusen für die Champions League.
Zur Saison 2018/19 wurde Lucien Favre neuer Cheftrainer der Mannschaft und ernannte Marco Reus als Nachfolger Marcel Schmelzers zum Kapitän. Sebastian Kehl übernahm die neu geschaffene Position des Leiters der Lizenzspielerabteilung. Neu verpflichtet wurden unter anderem Thomas Delaney (Werder Bremen), Abdou Diallo (Mainz 05), Achraf Hakimi (Real Madrid), Axel Witsel (Tianjin Quanjian) und Paco Alcácer (FC Barcelona). Zudem kehrte Jacob Bruun Larsen von seiner Leihe vom VfB Stuttgart zurück. Den Verein verließen unter anderem die langjährigen Spieler Roman Weidenfeller (Karriereende) und Nuri Şahin (Werder Bremen) sowie Sokratis (FC Arsenal) und André Schürrle (FC Fulham). Der BVB startete stark in die Saison und beendete die Hinrunde, nachdem er nur eine Niederlage am 16. Spieltag gegen den Aufsteiger Fortuna Düsseldorf hatte hinnehmen müssen, mit 42 und sechs Punkten Vorsprung auf den FC Bayern München als Herbstmeister, zudem wurde mit einem 7:0 gegen den 1. FC Nürnberg der höchste Sieg der kompletten Hinrunde erzielt; auch Titelverteidiger Bayern sowie Revierrivale Schalke wurden besiegt. Nach zwischenzeitlich neun Zählern vor den Bayern ging am 24. Spieltag das erste Mal die Tabellenführung verloren und konnte nur noch in der 27. Runde kurzfristig zurückerobert werden, am Ende stand nach zwei schwächeren Spielzeiten wieder die Vizemeisterschaft – neben den wenigsten Niederlagen (4 zusammen mit dem Meister) wurden ferner die zweitmeisten Treffer erzielt. Jadon Sancho konnte mit 17 die meisten Assists vorweisen und teilte sich zudem mit Kapitän Reus den zweiten Platz der Scorerliste, wohingegen Paco Alcácer 18 Tore schoss, vier weniger als der Torschützenkönig Robert Lewandowski. Keeper Roman Bürki spielte in 33 Ligaeinsätzen zwölfmal zu Null und teilte sich in der Rangliste Platz 2 mit Bayerns Neuer. Sowohl in der Champions League als auch im Pokal war jeweils im Achtelfinale Schluss, an Tottenham respektive Bremen gab es kein Vorbeikommen.
Im Vorfeld der Spielzeit 2019/20 verließ Christian Pulisic als zweitteuerster Abgang den Verein und schloss sich dem amtierenden Europa-League-Sieger FC Chelsea an. Von der Bundesligakonkurrenz wurden hingegen die deutschen Nationalspieler Nico Schulz (TSG 1899 Hoffenheim) und Julian Brandt (Bayer 04 Leverkusen) sowie der Angreifer Thorgan Hazard (Borussia Mönchengladbach) und Rückkehrer Mats Hummels (FC Bayern München) verpflichtet. Nach einem 2:0 über den Doublesieger der Vorsaison, Bayern München, gewann der BVB zum sechsten Mal den DFL-Supercup. Abgänge von Spielern wie Christian Pulisic oder Abdou Diallo, die zu europäischen Topvereinen gewechselt waren, wurden mit Thorgan Hazard, Rückkehrer Mats Hummels oder Julian Brandt, die alle von Bundesligakonkurrenten kamen, kompensiert. Nach zwei Tabellenführungen in Folge, welche die einzigen für den Rest der Saison bleiben sollten, ging Platz 1 an Leipzig verloren, trotzdem konnte sich der BVB in der Folge erneut in der Spitzengruppe etablieren und im Endspurt ärgster Verfolger des FC Bayern bleiben. In der Winterpause wurde der erst 19-jährige Stürmer Erling Haaland verpflichtet, der mit mehreren ligainternen Torrekorden auf sich aufmerksam machte und Paco Alcácer ersetzte. Bereits drei Spieltage vor Schluss war die Borussia wieder für die Champions League qualifiziert, nach 33 Spielen und einem Sieg im direkten Duell mit Leipzig die zweite Vizemeisterschaft in Folge sicher. Weiters konnte der vereinsinterne Bundesligarekord von 82 Treffern aus der Spielzeit 2015/16 um zwei Tore überboten werden. Sowohl in der Königsklasse wie auch im Pokal schied Dortmund bereits im Achtelfinale aus.
Als einziger Leistungsträger verließ Achraf Hakimi, dessen zweijähriger Leihvertrag ausgelaufen war, im Sommer 2020 den Verein. Auch Mario Götze, der zuletzt unter Lucien Favre überhaupt keine Rolle mehr gespielt hatte, kehrte der Borussia endgültig den Rücken und ging in die Niederlande. Mit Thomas Meunier wurde ein erfahrener Außenbahnakteur verpflichtet, mit Jude Bellingham, einem erst 17 Jahre alten, englischen Zweitligaprofi, hingegen ein Perspektivspieler. Der BVB stand in der Hinrunde kein einziges Mal auf Rang 1, hatte die zweitmeisten Tore hinter dem FC Bayern erzielt, jedoch auch unter den Top-10-Mannschaften die meisten Spiele, nämlich sechs, verloren. Darunter war ein 1:5 gegen Aufsteiger Stuttgart, nach dem er sich nach etwas mehr als zwei Jahren von Trainer Favre trennte. Für ihn rückte sein bisheriger Assistent Edin Terzić nach, mit dem die Verantwortlichen bis zum Saisonende planten. Mit Giovanni Reyna entwickelte sich ein vereinseigener Nachwuchsspieler zur Stammkraft, wohingegen Erfolgsgaranten wie Marco Reus, Jadon Sancho oder Julian Brandt unter Formkrisen litten. Unter Terzić erreichte der BVB das Viertelfinale der Champions League, in dem er gegen Manchester City ausschied, und wurde mit einem 4:1-Sieg gegen RB Leipzig zum fünften Mal DFB-Pokalsieger. In der Liga stand er auch in der Rückrunde lange Zeit nur auf den Europa-League-Plätzen, nach einer 1:2-Niederlage gegen Konkurrenten Eintracht Frankfurt am 27. Spieltag sogar mit sieben Zählern Rückstand auf Platz 4, der für die Champions-League-Gruppenphase qualifizierte. Nachdem der BVB jedoch sämtliche der letzten sieben Saisonspiele gewonnen hatte – darunter mit Leipzig und Wolfsburg auch gegen zwei Teams der Spitzengruppe – und die Konkurrenz kleinere Schwächen gezeigt hatte, wurde die Saison schlussendlich mit 64 Zählern auf Platz 3 abgeschlossen und der BVB qualifizierte sich abermals für die Champions League.
Zur Saison 2021/22 musste die Borussia Jadon Sancho, der im dritten Jahr in Folge über 30 Scorerpunkte gesammelt hatte, zu Manchester United ziehen lassen. Darüber hinaus beendete Łukasz Piszczek nach elf Jahren im Dienste des Vereins seine aktive Profikarriere und kehrte in seine polnische Heimat zurück. Mit Gregor Kobel kaufte man nach mehreren Wechseln zwischen Roman Bürki und Marwin Hitz in der Vorsaison den dritten Schweizer Nationalkeeper. Von der PSV Eindhoven wurde hingegen Donyell Malen geholt, der Flügelspieler hatte zuvor mit der niederländischen Nationalmannschaft an der EM 2021 teilgenommen und konnte mit der PSV auch Europapokalerfahrung nachweisen. Auf der Trainerbank gab es ebenfalls einen Wechsel, nachdem die Vereinsverantwortlichen bereits im Lauf der vorherigen Spielzeit ein Arrangement mit Marco Rose vom Ligakonkurrenten Borussia Mönchengladbach getroffen hatten. Edin Terzić wechselte auf eigenen Wunsch ins Management und wurde technischer Direktor; dieses Amt wurde für ihn neu geschaffen.
In der Bundesliga belegte Dortmund ab dem 8. Spieltag durchgängig den zweiten Tabellenplatz. Infolge der Heimniederlage gegen den FC Bayern München am 14. Spieltag wuchs der Rückstand auf die Tabellenspitze zunächst auf vier, bis zum Ende der Hinrunde auf neun Zähler an. Empfindlichen Heimniederlagen gegen Bayer 04 Leverkusen und RB Leipzig sowie weiteren Punktverlusten u. a. gegen Augsburg und Köln geschuldet, gelang es Dortmund in der Rückrunde nicht, den Bayern die zehnte Meisterschaft in Folge streitig zu machen, sodass am Saisonschluss 69 Punkte und die Vizemeisterschaft zu Buche standen.
Trotz der zur Vorsaison verbesserten Punkteausbeute in der Liga trennte sich Borussia Dortmund am 20. Mai 2022 von Marco Rose, nachdem man in der Champions League in der Gruppenphase, im DFB-Pokal im Achtelfinale gegen den FC St. Pauli und in der Europa League in den Play-offs gegen die Glasgow Rangers ausgeschieden war.
Zur Saison 2022/23 übernahm Edin Terzić erneut das Traineramt und erhielt einen bis zum 30. Juni 2025 gültigen Dreijahresvertrag. Darüber hinaus folgte Sebastian Kehl auf den Sportdirektor Michael Zorc, der seine Funktionärslaufbahn beendete. Wie schon in den Vorjahren musste zu Saisonbeginn der Abgang eines Leistungsträgers kompensiert werden: Der effektivste Angreifer Erling Haaland wechselte zum englischen Meister Manchester City. Im Gegenzug wurden unter anderem die Verteidiger Niklas Süle (FC Bayern) und Nico Schlotterbeck (SC Freiburg) sowie die Stürmer Karim Adeyemi (Red Bull Salzburg) und Sébastien Haller (Ajax Amsterdam) verpflichtet. Neben Roman Bürki und Marwin Hitz verließen mit Manuel Akanji und Axel Witsel verdiente Spieler ebenfalls den BVB. Der langjährige Kapitän Marcel Schmelzer kehrte hingegen nicht mehr von seiner schweren Knieverletzung zurück und beendete seine aktive Laufbahn. In der Hinrunde verlor der BVB sechs seiner Ligaspiele und rangierte nach dem 17. Spieltag mit fünf Zählern Rückstand auf den Tabellenführer Bayern München auf dem 6. Platz. Im neuen Jahr schied er in der Champions League im Achtelfinale gegen den FC Chelsea aus, der spätere Sieger RB Leipzig warf Dortmund hingegen aus dem DFB-Pokal. Nach der Umstellung von einem 4–2–3–1-Spielsystem auf ein 4–3–3 zeigte sich Borussia Dortmund in der Rückrunde stabiler und verlor nur gegen den FC Bayern. Vor dem letzten Spieltag stand der BVB schließlich mit zwei Zählern Vorsprung auf den Münchner Rivalen auf dem 1. Platz. Ein Unentschieden gegen Mainz 05, das die Mannschaft noch erreichte, nachdem sie nach 25 Minuten bereits mit 0:2 in Rückstand geraten war, war letztendlich aber nicht genug. Der FC Bayern gewann gegen Köln und hatte bei einer gleich hohen Punktzahl ein besseres Torverhältnis. Somit konnten die Münchner ihren Titel verteidigen.
Mit Raphaël Guerreiro, der sieben Jahre in Schwarz-Gelb gespielt hatte, ging im Sommer 2023 das erste Mal seit mehreren Jahren wieder ein Dortmunder Spieler zum FC Bayern. Während Mahmoud Dahoud, der nur ein Jahr weniger beim BVB aktiv gewesen war, in die Premier League wechselte, zog es in Person von Jude Bellingham erneut einen jungen Spieler, dem beim BVB der Durchbruch gelungen war, zu einem europäischen Topklub. Die Ablösesumme, die der amtierende spanische Meister Real Madrid bezahlte, soll bei über 100 Mio. Euro gelegen haben. Von direkten Bundesligakonkurrenten wurden der linke Flügelspieler Ramy Bensebaini (Mönchengladbach) und die im Mittelfeld einsetzbaren Marcel Sabitzer (Bayern München) und Felix Nmecha (Wolfsburg) verpflichtet. Nachdem Marco Reus als Spielführer zurückgetreten war, folgte auf ihn im Amt Ende Juli 2023 Emre Can. Die Mannschaft absolvierte eine durchwachsene Hinrunde, blieb ab Saisonbeginn zunächst neun Partien in Folge ohne Niederlage, holte aber dann aus den folgenden acht Spielen nur noch einen Sieg. Darüber hinaus schieden die Dortmunder im DFB-Pokal-Achtelfinale gegen den VfB Stuttgart aus. Vor dem Gang in die Winterpause bestätigten die Vereinsverantwortlichen öffentlich, weiter an Trainer Terzić wie auch an Sportdirektor Kehl festhalten zu wollen. Einer der Gründe hierfür könnte beispielsweise auch das Erreichen des Champions-League-Achtelfinals als Gruppensieger vor Paris Saint-Germain, Milan und Newcastle gewesen sein. Im Rückrundenverlauf machte beispielsweise der leihweise im Winter verpflichtete Linksverteidiger Ian Maatsen von sich reden, als er auf Anhieb zum Stammspieler wurde und etwa mit einer überdurchschnittlich hohen Passquote glänzen konnte. Weitere Höhepunkte stellten der erste Sieg gegen den FC Bayern in dessen Stadion seit zehn Jahren (2:0) sowie der Einzug ins Finale der Champions League dar. Letzteres hatte Borussia Dortmund zuletzt vor elf Jahren geschafft, als man dann aber Bayern München unterlag. Nachdem es zur Pause des Endspiels 0:0 gestanden hatte, erzielten Spieler des Rekordsiegers Real Madrid innerhalb von zehn Minuten zwei Tore. Auf den Meistertitel hatten aber weder die Dortmunder noch die Münchner nach dem 29. Spieltag noch eine Chance, nachdem sich diesen vorzeitig Bayer 04 Leverkusen gesichert hatte. Im Anschluss an die Spielzeit bat Trainer Terzić die Vereinsverantwortlichen um eine Vertragsauflösung.
Auf Terzić folgte im Amt Nuri Şahin, der ihm in der Rückrunde bereits assistiert und auch mehrere Jahre selbst für den Verein gespielt hatte. Unter diesem gelang dem BVB am 2. Spieltag der Champions League ein 7:1 gegen Celtic Glasgow. Gemeinsam mit einem 6:0 gegen Legia Warschau in der Spielzeit 2016/17 war dies der höchste Sieg des Vereins in diesem Wettbewerb. Neben dem langjährigen Kapitän Marco Reus verließ mit Mats Hummels ein weiterer Führungsspieler nach fünf weiteren Jahren in Schwarz-Gelb den Verein. Nach den ersten sechs Spieltagen und zur Winterpause stand der BVB als zweitbester deutscher Verein auf Rang 9 von 36 der Ligatabelle der Champions League. In der Bundesliga spielte die Mannschaft ab dem 12. Spieltag dreimal in Folge 1:1, ehe ein 3:1-Sieg gegen den VfL Wolfsburg folgte. Anschließend gingen vier Pflichtspiele in Folge, darunter gegen den Aufsteiger und Tabellenvorletzten Holstein Kiel (2:4), verloren. Daraufhin wurde Şahin freigestellt. Lars Ricken, Geschäftsführer Sport, äußerte sich dazu wie folgt: „Wir schätzen Nuri Sahin und seine Arbeit sehr, haben uns eine lange Zusammenarbeit gewünscht und hatten bis zuletzt die Hoffnung, dass wir gemeinsam die sportliche Wende schaffen. Nach vier Niederlagen in Serie, bedingt durch lediglich einen Sieg aus den vergangenen neun Spielen und als aktueller Tabellenzehnter der Bundesliga haben wir aber leider den Glauben daran verloren, in der gegenwärtigen Konstellation noch unsere sportlichen Ziele erreichen zu können. Diese Entscheidung tut mir auch persönlich weh, aber sie war nach dem Spiel in Bologna nicht mehr vermeidbar.“ Die durch diverse Verletzungen geschwächte Mannschaft wurde sodann für drei Partien, von denen zwei gewonnen wurden und eine unentschieden endete, von Mike Tullberg trainiert. Der etatmäßige Übungsleiter der eigenen U19 führte den BVB in die Achtelfinal-Playoffs der Champions League und kehrte anschließend zu den A-Junioren zurück. Als neuer fester Cheftrainer wurde Niko Kovač verpflichtet, der zuvor in der Bundesliga bereits Bayern München, den VfL Wolfsburg und Eintracht Frankfurt trainiert hatte. Nachdem innerhalb der Führungsebene des Vereins zuletzt auch Konflikte zwischen Sportdirektor Kehl sowie dem erst im Mai 2024 geholten technischen Direktor und Chefscout Sven Mislintat aufgetreten waren, trennte man sich noch vor dem ersten Spiel unter Kovač von Mislintat. Unter Kovač verbesserte sich die Mannschaftsleistung wieder. Es wurden mehr Großchancen herausgespielt, mehr Tore erzielt und die Zweikampfquoten sowie auch die Laufbereitschaft steigerten sich. In der Saisonendphase verlor der BVB seinen nach dem Abgang von Hummels erst zum neuen „Abwehrchef“ herangereiften Stamminnenverteidiger Nico Schlotterbeck in Folge einer schweren Knieverletzung und unterlag anschließend ohne ihn dem FC Barcelona mit 0:4 im Viertelfinalhinspiel der Champions League. Das Rückspiel gewannen die Dortmunder zwar mit 3:1, schieden aber aufgrund des Torverhältnisses aus dem Wettbewerb aus. Alle drei Dortmunder Treffer wurden durch Serhou Guirassy erzielt, den Spaniern gelangen hingegen über das ganze Spiel verteilt nur zwei Torschüsse, aber auch ein Treffer. In der Bundesliga holte die Mannschaft mit Trainer Kovač aus den letzten acht Spielen 22 von 24 Punkten und schaffte es so noch auf Rang vier, der die Qualifikation für die Champions-League-Gruppenphase 2025/26 bedeutete. Der erst zu dieser Saison aus Stuttgart verpflichtete Stürmer Serhou Guirassy wurde hinter dem Torschützenkönig Harry Kane mit 21 Treffern zum zweitbesten Torjäger der Liga.

### Jugendarbeit
Die A-Jugend der Borussia wurde zuletzt für ein Jahr von Michael Skibbe, der bereits Ende der 90er Jahre sowohl die U19 als auch die Profimannschaft trainiert hatte, betreut, seit Sommer 2020 ist Mike Tullberg für die Mannschaft verantwortlich. A-Jugend und zweite Mannschaft sind ebenfalls in die Borussia Dortmund KGaA ausgegliedert.
Die größten Erfolge Borussia Dortmunds sind mit der systematischen Förderung junger Fußballer in den eigenen Jugendmannschaften verbunden. Sowohl in den späten 1950er und frühen 1960er Jahren als auch Mitte der 1990er waren Dortmunder „Eigengewächse“ wichtige Stützen der großen Mannschaften des BVB.
Die Geschichte wichtiger Dortmunder Jugendspieler beginnt mit August Lenz, der 1927 zum BVB stieß und zum ersten Nationalspieler der Borussia avancierte. Mit ihm stieg die Borussia 1936 in die Gauliga auf und etablierte sich langfristig als eine der erfolgreichsten Mannschaften Westfalens (und später Deutschlands). Da der BVB sich bis dahin weder sportlich noch infrastrukturell sonderlich von den vielen anderen Dortmunder Fußballvereinen unterschieden hatte, stellt Lenz’ Eintritt in den Verein womöglich die entscheidende Weichenstellung zur Entwicklung zu einem deutschen Spitzenverein dar.
Die Titelgewinne der Borussia in der Oberliga West in den 1950ern lassen sich zu einem wesentlichen Teil auf eine hervorragende Talentsuche in der Region zurückführen. Schon 1949, als der BVB deutscher Vizemeister wurde, bestand die Mannschaft zu guten Teilen aus früheren Jugendspielern, die 1939 gegen Schalke 04 Westfalenmeister wurden. Ebenso waren viele Mitglieder der Meistermannschaft von 1956 und 1957 „Kinder des Ruhrgebiets“, die entweder bereits als Jugendliche (beispielsweise Max Michallek, Helmut Bracht oder Herbert Sandmann) für den BVB aktiv waren oder zu Beginn ihrer Zeit im Herrenbereich (unter anderem Willi Burgsmüller) zur Borussia stießen. Diese erfolgreiche Talentsuche setzte sich bis Anfang der 1960er fort, als Spieler wie „Hoppy“ Kurrat oder Timo Konietzka in die erste Elf der Borussia eingebaut wurden. Als Hauptgrund für den langsamen Abstieg des BVB nach dem Gewinn des Europapokals 1966 gilt die Vernachlässigung der Jugendarbeit. So wurden die finanziellen Mittel nicht mehr in hochkarätige Talente aus der Region investiert.
Erst zu Beginn der 1980er Jahre brachte die Jugendabteilung der Borussia wieder namhafte Spieler hervor. Mit Michael Zorc und Ralf Loose gaben in der Saison 1981/82 zwei Juniorenweltmeister ihr Debüt in der Bundesliga, Ersterer war später als Mannschaftskapitän das Herz der Meistermannschaften von 1995 und 1996. Auch Stefan Klos, der zwischen 1991 und 1998 als Stammtorwart an allen großen Erfolgen im Tor stehen mitwirkte, absolvierte in Dortmund sein Profidebüt.
Seit dieser Zeit erreichte der Verein einige Erfolge bei deutschen Jugendmeisterschaften. Die A-Jugend der Borussia gewann zwischen 1994 und 1998 alle Endspiele um die deutsche Meisterschaft und die B-Jugend gewann den Titel 1984, 1993, 1996 und 1998. Daneben lässt sich die Rangliste der jüngsten Bundesligatorschützen aller Zeiten anführen, in der (zum Teil ehemalige) Spieler des BVB vier der ersten fünf Plätze belegen. Neben Lars Ricken und Ibrahim Tanko waren es in jüngerer Zeit Marc-André Kruska und Nuri Şahin, die mit jeweils 17 Jahren ihren ersten Treffer in der Bundesliga erzielten. Şahin war zudem vom 6. August 2005 bis zum 21. November 2020 der jüngste in der Bundesliga eingesetzte Spieler. Auf ihn folgte Youssoufa Moukoko, ebenfalls Dortmunder Jungspieler, der im Alter von 16 Jahren und einem Tag in der höchsten deutschen Spielklasse debütierte.
2005 wurden Marc-André Kruska (U18-Gold) und Sebastian Tyrała (U17-Bronze), 2009 und 2010 Mario Götze (U17- und U18-Gold), 2015 Felix Passlack (U17-Gold) und 2018 Luca Unbehaun (U17-Bronze) mit der Fritz-Walter-Medaille als beste Nachwuchsspieler ihres Jahrgangs geehrt. Im Jahr 2021 folgten der bereits erwähnte Youssoufa Moukoko (U17-Gold) und Ansgar Knauff (U19-Silber).
In der bis dato letzten Meisterschaftssaison 2011/12 waren drei frühere Jugendspieler des BVB Stammspieler in der ersten Mannschaft: Marcel Schmelzer, Kevin Großkreutz und Mario Götze. Beim Titelgewinn im Jahr zuvor zählte außerdem Nuri Şahin als ehemaliger Jugendspieler zum Stammpersonal. 2012 kehrte der Nationalspieler Marco Reus zum BVB zurück, für den er zehn Jahre in der Jugend gespielt hatte. 2016 mit einem 5:3-Sieg im Finalspiel gegen 1899 Hoffenheim und 2017 durch ein 8:7 im Elfmeterschießen gegen FC Bayern München wurde die A-Jugend erneut Deutscher Meister.
Im November 2017 startete der Verein einen Projekt-Wettbewerb, bei dem sich im Fußball- und Leichtathletik-Verband Westfalen (FLVW) organisierte Vereine bewerben konnten, um finanzielle Unterstützung zu erhalten. Das Projekt zur Förderung des regionalen Nachwuchses war mit 200.000 Euro dotiert, wobei 150.000 von der KGaA und 50.000 vom eingetragenen Verein beigesteuert wurden.
Bis zum Sommer 2023 folgten zwei weitere Meisterschaften für die A- und eine für die B-Junioren, mit Sergio Gómez, Jadon Sancho, Luca Unbehaun, Tobias Raschl, Youssoufa Moukoko, Jamie Bynoe-Gittens und Giovanni Reyna gelang darüber hinaus weiteren Nachwuchstalenten der Sprung in die Bundesligamannschaft. Jedoch konnten sich in der Folge nur die Offensivkräfte Sancho, Moukoko und Reyna dort etablieren, alle drei wurden schließlich sogar A-Nationalspieler ihrer Heimatländer.

#### Titel der A-Junioren
- 9× Deutscher A-Junioren-Meister (seit 1968/69): 1994, 1995, 1996, 1997, 1998, 2016, 2017, 2019, 2022
- 6× Meister der A-Junioren-Bundesliga West (2003/04–2023/24): 2009, 2016, 2017, 2022, 2023, 2024
- 1× NRW-Junioren-Ligapokalsieger (einmalige Austragung): 2021

#### Titel der B-Junioren
- 8× Deutscher B-Junioren-Meister (seit 1976/77): 1984, 1993, 1996, 1998, 2014, 2015, 2018, 2024
- 6× Meister der B-Junioren-Bundesliga West (2007/08–2023/24): 2008, 2014, 2015, 2016, 2018, 2019

#### Jugendakademien
Der Verein unterhält seit 2011 neben dem vereinseigenen Nachwuchsleistungszentrum auch eine Jugendakademie für Kinder zwischen 6 und 13 Jahren. In Zusammenarbeit mit lokalen Vereinen und Talentschulen bestehen so unter anderem Zweigakademien in den Vereinigten Staaten, in Japan, der Volksrepublik China oder Singapur. Darüber hinaus wurde im Sommer 2019 die BVB-Akademie Łukasz Piszczek genannte Kinder- und Jugendfußballschule im polnischen Goczałkowice-Zdrój, wo der gleichnamige BVB-Spieler aufwuchs, eröffnet.

#### Bekannte ehemalige Jugendspieler
Im Folgenden eine Auswahl von Spielern, die vor ihrem ersten Profieinsatz mindestens ein Jahr in der Jugendabteilung von Borussia Dortmund aktiv waren und während ihrer Profilaufbahn mindestens 50 Spiele in einer der fünf „großen“ Ligen Bundesliga (beziehungsweise vor 1963 in der Oberliga), Premier League, Primera División, Serie A und Ligue 1 absolviert haben (in der Klammer sind Geburtsjahr bzw. Lebenszeit des Spielers angegeben). Fettgedruckte Spieler stehen im aktuellen Profikader.
Stand: 12. Mai 2024
- Hans-Joachim Andree (1950)
- Tolgay Arslan (1990)
- Maurice Banach (1967–1991)
- Felix Bastians (1988)
- Jacob Bruun Larsen (1998)
- Markus Brzenska (1984)
- Kerem Demirbay (1993)
- Thorsten Fink (1967)
- Daniel Ginczek (1991)
- Armin Görtz (1959)
- Mario Götze (1992)
- Kevin Großkreutz (1988)
- Koray Günter (1994)
- Uwe Hünemeier (1986)
- Eike Immel (1960)
- Helmut Kapitulski (1934)
- Stefan Klos (1971)
- Peter Knäbel (1966)
- Florian Kringe (1982)
- Marc-André Kruska (1987)
- Dieter Kurrat (1942–2017)
- Ralf Loose (1963)
- Youssoufa Moukoko (2004)
- David Odonkor (1984)
- Lars Ricken (1976)
- Marco Reus (1989)
- Antonio Rüdiger (1993)
- Nuri Şahin (1988)
- Herbert Sandmann (1928–2007)
- Marcel Schmelzer (1988)
- Theo Schneider (1960)
- Pascal Stenzel (1996)
- Daniel Simmes (1966)
- Christian Timm (1979)
- Mirko Votava (1956)
- Michael Zorc (1962)

### Geschichte der anderen Abteilungen des Vereins
Neben der Fußballabteilung gab und gibt es in der Geschichte der Borussia weitere Sportabteilungen, deren Erfolge jedoch mit Ausnahme der Handballabteilung nicht annähernd an jene der Herrenfußballabteilung anknüpfen.

#### Leichtathletikabteilung
Die Leichtathletikabteilung der Borussia bestand seit der Gründung des Vereins im Jahr 1909. Wie bereits oben angedeutet, wurde sie noch vor der Fußballabteilung in den Westdeutschen Spielverband aufgenommen und eröffnete dieser trotz bestehenden Aufnahmestopps die Teilnahme am Spielbetrieb. In dieser frühen Phase der Vereinsgeschichte waren die Mitglieder der Borussia zumeist in beiden Sportarten aktiv (und mäßig erfolgreich). Beispielsweise handeln die ersten Presseberichte über den Verein von der Teilnahme der Mitglieder an den Sedanspielen und der „Castroper Olympiade“.

#### Handballabteilung
Als dritte Abteilung des Vereins wurde 1924 die Handballabteilung des BVB ins Leben gerufen, zunächst den Leichtathleten angegliedert, später jedoch selbstständig. In der Frühzeit waren insbesondere die Herren auf regionaler Ebene erfolgreich, denn schon 1931 konnte der Aufstieg in die höchste Spielklasse geschafft werden. Seit 1926 betrieben Frauen innerhalb des BVB Handball.
Die Handballabteilung hat neben der Fußballabteilung die größten Erfolge vorzuweisen; ihre erste Frauenmannschaft gewann 1997 zunächst den DHB-Pokal der Frauen (im Finale in Riesa wurde der TV Lützellinden mit 24:22 besiegt) und stand danach im Endspiel um den EHF-Pokal, wo sie Olimpija Ljubljana aus Slowenien unterlag. Zudem wurde sie 1999 hinter dem VfB Leipzig deutscher Vizemeister, zwischen 1996 und 1998 sowie 2000 belegte die Mannschaft den dritten Platz in der Abschlusstabelle. Letzter größerer Erfolg der Borussinnen war der Challenge-Cup-Sieg 2003 gegen den HC Selmont Baia Mare aus Rumänien.
Die Erfolge der Handballerinnen sind eng mit Gustl Wilke verbunden, der den BVB von 1989 bis 1999 sowie von 2008 bis 2011 als Trainer betreute. Unter seiner Ägide stieg die Mannschaft 1991 von der Regionalliga in die zweite Bundesliga auf, zwei Jahre später folgte der Aufstieg in die Handball-Bundesliga. Im März 2007 stieg der Verein nach 14 Jahren Zugehörigkeit zur Bundesliga ab, ein Jahr später schaffte er den direkten Wiederaufstieg.
Im Frühjahr 2009 wurde ein Rückzug der Handballabteilung aus dem Profisport erwogen, der jedoch durch Bildung einer Sponsorengruppe aus acht Unternehmen aus der Region abgewendet werden konnte. Der Klassenerhalt in der Bundesliga wurde jedoch nur aufgrund des Lizenzentzugs der Rhein-Main Bienen erreicht. In der Saison 2009/10 stieg Borussia Dortmund sportlich aus der Bundesliga ab. 2015 gelang die Rückkehr in die erste Liga und in der darauffolgenden Saison der Einzug ins Endspiel des DHB-Pokals.
In den darauffolgenden Jahren kehrte der BVB in die nationale Spitze zurück. 2020 lag die Borussia auf Meisterschaftskurs, als die Saison aufgrund der Corona-Pandemie vorzeitig abgebrochen wurde. Ein Jahr später schafften die Dortmunderinnen offiziell den Gewinn der Meisterschaft. 2020 mussten sie sich mit der Vizemeisterschaft hinter der SG BBM Bietigheim begnügen.
Seine Heimspiele trägt Borussia Dortmund in der Sporthalle Wellinghofen aus.

#### Boxabteilung
Neben der Handballabteilung wurde 1924 eine Boxabteilung gegründet, die unter der Leitung von Johann Neuhoff, einem Onkel Max Schmelings, stand. Diese existierte jedoch nur wenige Jahre lang und fusionierte 1929/30 mit den Sportlern von Germania 22 zum neuen Verein Punching 22 Dortmund. Bereits 1932 kämpften die „Boxer vom Borsigplatz“ allerdings wieder unter altem Namen. Ein Jahr später verlieren sich ihre Spuren.

#### Tischtennisabteilung
Die Abteilung wurde im November 1947 gegründet und verfügt über sieben aktive Herrenmannschaften und eine Jugendmannschaft.
Die erste Herrenmannschaft konnte sich bereits wenige Jahre nach der Gründung der Abteilung bis in die Oberliga West, bis 1966 die höchste deutsche Spielklasse, emporspielen. Zur Aufstiegsmannschaft von 1963 gehörten damals unter anderem Wilfried Micke und Karl-Heinz Büttig. Sie hielt sich dort bis 1978, als sie als Tabellenelfter erstmals absteigen musste. Inzwischen spielt die Mannschaft seit der Meisterschaft in der Regionalliga im Jahr 1995 in der zweiten Bundesliga und konnte in der Saison 2003/04 mit dem Gewinn der Meisterschaft in der 2. Bundesliga Nord den größten Erfolg in der Abteilungsgeschichte verbuchen. Sie verzichtete jedoch auf den Aufstieg in die 1. Liga. Gespielt wird in der „kleinen Brügmannhalle“ in der Brügmannstraße, sportlicher Leiter ist momentan Bertram Brust. Bekanntester Spieler war der Chinese Qi Wencheng, der ab 1993 für Dortmund aktiv war.
Im Frühjahr 2009 wurde ein Rückzug der Tischtennisabteilung aus dem Profisport erwogen, der jedoch durch Bildung einer Sponsorengruppe aus acht Unternehmen aus der Region abgewendet werden konnte. Aus den genannten finanziellen Gründen wurde nach der erneuten Zweitligameisterschaft 2008/09 auf einen Aufstieg in die Bundesliga verzichtet.
2024 belegte Dortmund in der zweiten Liga erneut den ersten Platz und nahm diesmal das Aufstiegsrecht wahr. Verstärkt durch international erfahrene Spieler wie den Chinesen Yongyin Li, den dänischen Nationalspieler Anders Lind und den belgischen Nationalspieler Cedric Nuytinck konnte die Klasse gehalten werden, für die Teilnahme an den Playoffs reichte Platz 9 am Ende der Saison allerdings nicht. Borussia Dortmund verzeichnete den viertbesten Zuschauerschnitt in der Hauptrunde der Liga; zum letzten Saisonspiel – gleichzeitig dem letzten Bundesliga-Spiel von Timo Boll – wurde mit 1000 Zuschauern ein neuer Zuschauerrekord aufgestellt.
Literatur
- Bernd Möllmann: Chronik der Tischtennisabteilung von Borussia Dortmund, Zeitschrift tischtennis, 2018/7 Region 3 Seite 8–10

#### Frauenfußball
Die Frauen- und Mädchenfußball-Abteilung ist die jüngste eigenständige Sportabteilung der Borussia. Die erste Damenmannschaft startete zur Saison 2021/22 in der Kreisliga A. Unter der Führung von Abteilungsleiterin Svenja Schlenker stellte der Verein Ende Februar 2021 Thomas Sulewski, der bereits Erfahrungen im Frauenfußball vorweisen konnte, als Trainer der ersten Mannschaft vor. Ferner stellten sich die ehemaligen Profis Christian Timm und Annike Krahn der Abteilung in beratender Funktion zur Verfügung. Aus über 50 Frauen stellten die Verantwortlichen vor Saisonbeginn schließlich ein aus 23 Spielerinnen bestehendes Team zusammen, das am 8. August 2021 sein erstes Freundschaftsspiel gegen die Mannschaft des TSV 1860 München bestritt. Der Mannschaft gelangen in den ersten vier Spielzeiten vier Aufstiege, die die Mannschaft 2025 bis in die drittklassige Regionalliga führte.

#### Blindenfußball
Bei der Mitgliederversammlung in den Westfalenhallen informierte Präsident Reinhard Rauball die Mitglieder über die zum 1. Januar 2017 beabsichtigte Integration des Blindensports in die Fußballabteilung. Sowohl Blindenfußball als auch Torball werden künftig im Verein angeboten. Dadurch wird der bisherige Bundesligist ISC Viktoria Dortmund-Kirchderne in den Verein übergehen und Borussia Dortmund dessen Platz in der Blindenfußball-Bundesliga übernehmen. Der ISC war 2010 Vizemeister im Blindenfußball der Männer. Im Torball stehen drei deutsche Meisterschaften der Frauen sowie zwei nationale Meistertitel der Männer zu Buche.

### Borussia Dortmund GmbH & Co. KGaA

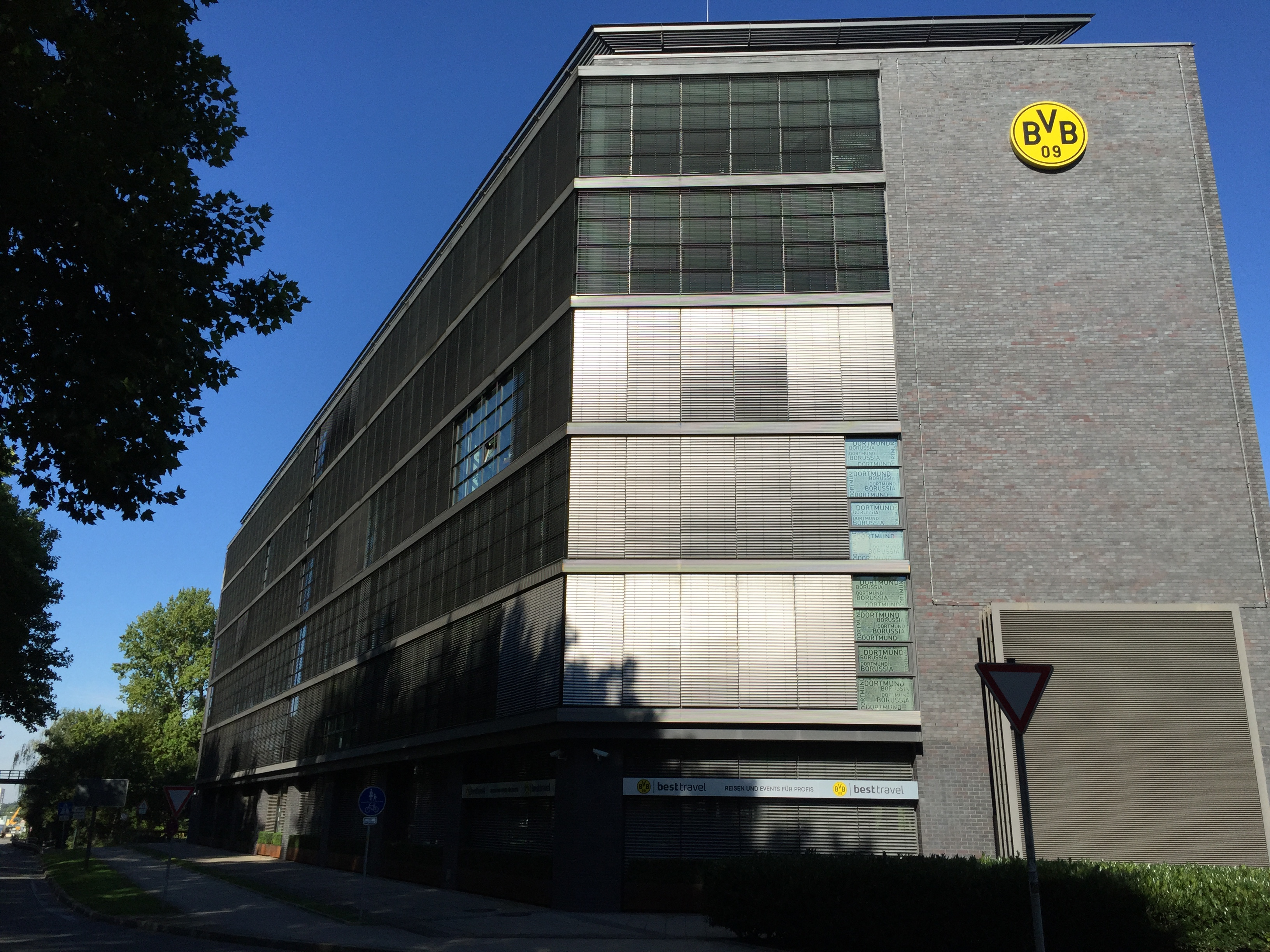
Geschäftsstelle Borussia Dortmund

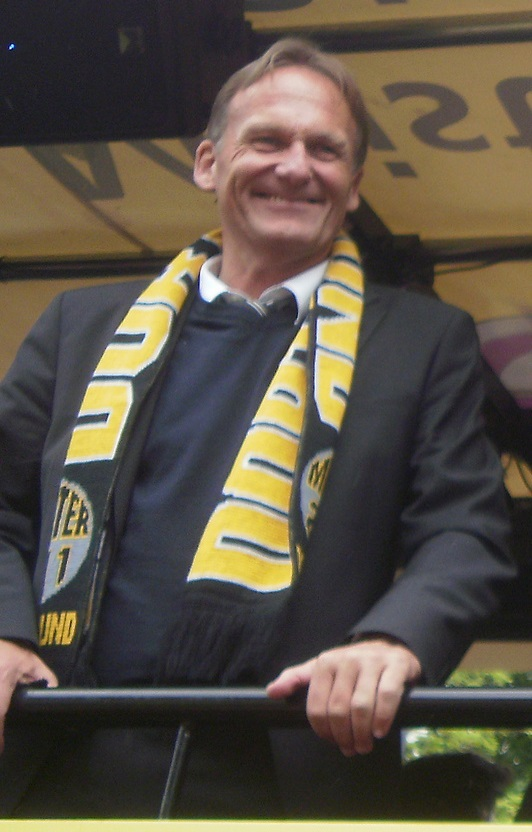
Vorsitzender der Geschäftsführung Hans-Joachim Watzke

#### Geschichte
Am 28. November 1999 stimmte die Jahreshauptversammlung des Vereins dem Vorschlag der Vereinsführung zu, den steuerpflichtigen wirtschaftlichen Geschäftsbetrieb auszugliedern. Daraufhin wurde rückwirkend zum 1. Juli 1999 die Borussia Dortmund GmbH & Co. Kommanditgesellschaft auf Aktien gegründet. Die Komplementär-GmbH ist die Borussia Dortmund Geschäftsführungs-GmbH, eine 100%ige Tochter des Vereins. Mit der Struktur der GmbH & Co. KGaA wurde die Auflage des Ligaverbands sichergestellt, dass der Verein die Kontrolle über die Lizenzspielerabteilung besitzt. Auf der Jahreshauptversammlung des Vereins am 26. Februar 2000 wurde der Börsengang der KGaA beschlossen. Dieser fand am 31. Oktober 2000 statt zu einem Ausgabekurs von elf Euro unter Führung der Deutschen Bank AG (gemeinsam mit der WGZ-Bank, Dresdner Kleinwort Benson, der WestLB, der Sparkasse Dortmund und der Dortmunder Volksbank).
Im Zuge des Börsengangs versuchte die Vereinsführung um Präsident Gerd Niebaum, der zugleich als Geschäftsführer der KGaA amtierte, und Manager Michael Meier, die Geschäftsfelder von Borussia Dortmund zu erweitern. Zu diesem Zweck wurden verschiedene Tochterunternehmen gegründet, deren prominentestes die goool.de Sportswear GmbH war, die als BVB Stadion Holding GmbH firmiert. Ab 2000 versuchte der BVB unter diesem Label erfolglos, als bislang einziger Klub der Bundesliga eine eigene Sportartikelmarke zu etablieren. Die eigene Profimannschaft wurde von 2000 bis 2004 durch goool.de ausgestattet, andere Vereine wie Dynamo Dresden oder Kickers Offenbach zum Teil bis zur Einstellung des Geschäftsbetriebs 2008. Daneben erwarb Borussia Dortmund 2000 das Mannschaftshotel Lennhof in Barop, das fünf Jahre später an einen Schwerter Unternehmer verkauft wurde, gründete mit der B.E.S.T. Borussia.Euro Lloyd Sports.Travel GmbH (besttravel Dortmund GmbH) ein Reiseunternehmen und erwarb Anteile an der Orthomed GmbH, die Rehabilitationszentren betreibt.
Wichtigstes Projekt neben der Sicherung der sportlichen Leistungsfähigkeit durch den Kauf neuer Spieler war jedoch die dritte Stufe des Stadionausbaus. Dabei wurden in den Ecken des Westfalenstadions Sitzplätze errichtet, die die Kapazität des Stadions auf mehr als 80.000 Plätze erhöhten und letztlich zur Austragung eines Halbfinals der Fußball-Weltmeisterschaft 2006 führten. Parallel dazu wurde die nach dem Börsengang von 47 auf 75 % aufgestockte Beteiligung von Borussia Dortmund an der 1995 gegründeten Westfalenstadion GmbH & Co. KG sukzessive an die Molsiris GmbH, eine Tochter der Commerzbank AG, veräußert. Die KGaA verpflichtete sich dabei zu einer jährlichen Mietzahlung an Molsiris und zu einem Rückkauf im Jahr 2017.
Trotz der durch den Börsengang und den Verkauf der Anteile am Stadion eingenommenen Gelder litt der Verein ab 2003 unter erheblichen finanziellen Lasten, die insbesondere auf viel zu hohe Kosten für den Spielerkader und ausbleibende sportliche Erfolge nach der Meisterschaft 2002 zurückzuführen waren. Allein im Geschäftsjahr 2003/04 erwirtschaftete die KGaA ein Minus von über 65 Millionen Euro, der Schuldenstand erhöhte sich auf mehr als 118 Millionen Euro. Infolgedessen sah sich die KGaA gezwungen, wichtige Spieler abzugeben. Kritiker warfen der Vereinsführung unprofessionelles Handeln vor; der Verein habe die enormen Einnahmen nach 2000 „vernichtet“. Der Kurs der BVB-Aktie lag mittlerweile weit unter dem Ausgabekurs von elf Euro. Sowohl für Klein- wie für institutionelle Anleger hat sich die Investition in das Wertpapier bisher nicht rentiert, Experten rechneten auf lange Sicht nicht mit einem baldigen Erreichen des Emissionspreises.
Die Krise führte zum Abtritt der Verantwortlichen um den langjährigen Präsidenten Niebaum, der im November 2004 als Präsident und im Februar 2005 als Geschäftsführer der KGaA zurücktrat. Niebaum hatte zuvor gemeinsam mit Manager Meier einräumen müssen, dass der Verein Schulden in Höhe von 98 Mio. Euro angehäuft habe und der Fortbestand von Borussia Dortmund ernsthaft gefährdet sei. Meier wurde nach Auslaufen seines Vertrages am 30. Juni 2005 nicht mehr weiter beschäftigt. Die Nachfolge traten Reinhard Rauball als Vereinspräsident (bereits zum dritten Mal) und Hans-Joachim Watzke als Geschäftsführer der KGaA an. Vor allem Watzke machte sich in den folgenden Jahren durch die erfolgreiche Sanierung der Borussia einen Namen; vier Kapitalerhöhungen (2004, zweimal 2006 und 2014) bei einem aktuellen Grundkapital von 85.925.000 Euro sowie der Rückkauf des Stadions (verbunden mit der Umbenennung in „Signal Iduna Park“) unter finanzieller Unterstützung der US-Investmentbank Morgan Stanley stellten die Borussia Dortmund GmbH & Co. KGaA wieder auf solide Füße.
Hundertprozentige Tochterunternehmen der KGaA sind die BVB Merchandising GmbH, die BVB Stadion Holding GmbH, die BVB Stadionmanagement GmbH, die Sports & Bytes GmbH, die den Internetauftritt des BVB betreut, sowie die besttravel Dortmund GmbH. Weiterhin besitzt die KGaA Anteile an der Orthomed GmbH (33,33 %). Über Tochterfirmen hält die KGaA Anteile in Höhe von je 94,90 % an der BVB Beteiligungs-GmbH und der BVB Stadion GmbH. Bedeutende Kommanditaktionäre sind Evonik Industries (9,83 %), Bernd Geske (9,35 %), der Ballspielverein Borussia 09 e. V. Dortmund (5,53 %), Signal Iduna (5,43 %), Puma (5 %) und die Ralph Dommermuth Beteiligungen GmbH (1&1) (5,004 %). Die übrigen Aktien (59,86 %) befinden sich in Streubesitz (Stand: 20. April 2020).
2012 schüttete die Borussia Dortmund GmbH & Co KGaA zum ersten Mal überhaupt eine Dividende aus. Im Geschäftsjahr 2011/12 verbuchte diese einen Nettogewinn von 34,3 Millionen Euro, von denen 3,7 Millionen Euro als Dividende an die Aktionäre ausgezahlt wurden. Damit betrug die Ausschüttung sechs Cent pro Aktie.
Wirtschaftlich gehört Borussia Dortmund zu den erfolgreichsten Kapitalgesellschaften des europäischen Fußballs: Nach der Saison 2012/13 belegte der BVB mit einem Umsatz in Höhe von 513,7 Millionen Euro Rang elf in der Rangliste der umsatzstärksten Klubs.
Ende 2013 hat die Borussia Dortmund GmbH & Co. KGaA ihre Konzerngesellschaften BVB Stadion Holding GmbH, BVB Beteiligungs-GmbH sowie BVB Stadion GmbH auf sich verschmolzen und das bisher der BVB Stadion GmbH gehörende Erbbaurecht am Stadiongrundstück erworben.
Am 27. Mai 2014 erhielt die Borussia Dortmund GmbH & Co. KGaA mit Wirkung zum 30. Mai 2014 die Zulassung zum Prime Standard der Frankfurter Wertpapierbörse und erfüllt somit eine Voraussetzung zur Aufnahme in einen Auswahlindex (z. B. SDAX) der Deutsche Börse AG.
Mit Wirkung zum 23. Juni 2014 wurden die Aktien der Borussia Dortmund GmbH & Co. KGaA in den Auswahlindex SDAX der Deutschen Börse AG aufgenommen, mussten den Index jedoch zum 20. September 2021 wieder verlassen.
Im November 2014 bekräftigte Geschäftsführer Hans-Joachim Watzke, dass der Verein schuldenfrei und wirtschaftlich „so stark wie nie zuvor“ sei. Infolgedessen plante der Verein, den Spieleretat anzuheben. Seit dem 25. Juli 2023 ist die Aktie seit gut zweijähriger Abstinenz wieder im SDAX vertreten.
Für die Saison 2023/24 lag der Umsatz ohne Transfereinnahmen bei 513,7 Millionen Euro und erreichte damit einen Rekordwert. Weltweit lag der BVB damit auf Platz 11.

#### Wirtschaftliche Kennzahlen
Die aktuellen wirtschaftlichen Kennzahlen ergeben sich aus dem Jahresabschluss der Borussia Dortmund GmbH & Co. Kommanditgesellschaft auf Aktien zum 30. Juni 2024:
| Kenngröße                                    | 2017/18 | 2018/19 | 2019/20 | 2020/21 | 2021/22 | 2022/23 | 2023/24 | Einheit   |
| -------------------------------------------- | ------- | ------- | ------- | ------- | ------- | ------- | ------- | --------- |
| Bilanzsumme                                  | 496,4   | 513,7   | 517,9   | 450,5   | 455,1   | 511,8   | 589,7   | Mio. Euro |
| Anlagevermögen                               | 349,4   | 391,7   | 441,5   | 389,8   | 358,4   | 440,7   | 473,3   | Mio. Euro |
| – davon Sachanlagen                          | 195,4   | 195,5   | 193,0   | 183,5   | 172,5   | 182,3   | 198,2   | Mio. Euro |
| Umsatzerlöse                                 | 498,0   | 461,9   | 370,2   | 334,2   | 351,6   | 418,2   | 509,1   | Mio. Euro |
| Personalaufwand                              | 174,5   | 193,6   | 215,2   | 215,7   | 231,2   | 236,2   | 268,5   | Mio. Euro |
| Abschreibungen                               | 90,6    | 88,4    | 106,1   | 111,0   | 109,9   | 106,3   | 104,3   | Mio. Euro |
| Ergebnis der gewöhnlichen Geschäftstätigkeit | 38,9    | 23,5    | −43,1   | −72,1   | −29,2   | 16,9    | 45,9    | Mio. Euro |
| Konzerngesamtergebnis                        | 32,7    | 17,4    | −43,9   | −72,8   | −35,1   | 9,6     | 44,3    | Mio. Euro |
| Arbeitnehmer                                 | 431     | 473     |         |         |         |         |         | Personen  |
| – davon Sportliche Abteilung                 | 257     | 269     |         |         |         |         |         | Personen  |
| – davon Auszubildende                        | 4       | 4       |         |         |         |         |         | Personen  |
| – davon Übrige                               | 170     | 200     |         |         |         |         |         | Personen  |

#### Unternehmensleitung
- Vorsitzender der Geschäftsführung, zuständig für Unternehmensstrategie, Unternehmenskommunikation, Kommunikation und Personal: Hans-Joachim Watzke
  - Direktor Kommunikation: Sascha Fligge
  - Direktorin Personal: Corinna Timmermann
- Geschäftsführer Sport: Lars Ricken
  - Direktor Sport: Sebastian Kehl
- Geschäftsführer Finanzen, Organisation, Recht & IR: Thomas Treß
  - Direktor Organisation: Christian Hockenjos
  - Direktor Finanzen: Mark Stahlschmidt
  - Direktor Recht & IR: Robin Steden
- Geschäftsführer Marketing & Vertrieb, Digitalisierung & Internationalisierung: Carsten Cramer
  - Direktor Marketing & Vertrieb: Alexander Mühl
  - Direktor Internationalisierung & Commercial Partnerships: Benedikt Scholz[120]

#### Aufsichtsrat
Stand: November 2024
- Vorsitzende: Silke Seidel
- Stellv. Vorsitzender: Ulrich Leitermann
- Matthias Bäumer
- Judith Dommermuth
- Bernd Geske
- Bodo Löttgen
- Reinhold Lunow
- Bernhard Pellens
- Christian Schmid
- Michael Zorc

## Erfolge

### Männerfußball

#### Meisterschaftserfolge
Die Fußball-Herrenmannschaft ist mit acht deutschen Meistertiteln die erfolgreichste Abteilung von Borussia Dortmund. In der ewigen Tabelle der Bundesliga belegt der Verein zum Saisonende 2019/20 nach 53 Jahren Bundesligazugehörigkeit mit 2875 Punkten den zweiten Platz. Zudem steht der BVB mit 179 Spieltagen als Tabellenführer auf dem zweiten Platz in der ewigen Liste der Tabellenführer. Borussia Dortmund ist neben Borussia Mönchengladbach, dem FC Bayern München und dem Hamburger SV einer von vier Vereinen, der seinen Titel in der Bundesliga verteidigen konnte (1995/96 und 2011/12). Die Begegnungen zwischen Borussia Dortmund und dem Hamburger SV sind mit 337 Toren in 93 Partien das torreichste Duell in der Geschichte der Bundesliga (Stand: 14. September 2013). Als erste Mannschaft überhaupt wurden die Fußballer von Borussia Dortmund nach der Meisterschaft 1957 mit der Ehrung Mannschaft des Jahres ausgezeichnet. In den Jahren 1995 und 2011 nach den Titelgewinnen in der Bundesliga wurde der Borussia diese Ehre erneut zuteil. Darüber hinaus wurden die A-Junioren (1994 bis 1998, 2016, 2017 und 2019) achtmal und die B-Junioren (1984, 1993, 1996, 1998, 2014, 2015 und 2018) des Vereins siebenmal Deutscher Meister.
- Deutscher Meister (8): 1956, 1957, 1963, 1995, 1996, 2002, 2011, 2012

- Deutscher Vizemeister (11): 1949, 1961, 1966, 1992, 2013, 2014, 2016, 2019, 2020, 2022, 2023

#### Internationale Erfolge
Borussia Dortmund gewann mit dem Europapokal der Pokalsieger 1965/66 als erster deutscher Verein überhaupt einen Europapokal. Nach dem Gewinn der Champions-League 1997 und dem Gewinn des Weltpokals 1997 wählte der internationale Sportjournalisten-Verband Association Internationale de la Presse Sportive (AIPS) Borussia Dortmund zur Welt-Mannschaft des Jahres 1997, vor den Chicago Bulls und der niederländischen Volleyball-Nationalmannschaft.
- Champions-League-Sieger: 1997

- Champions-League-Finalist (2): 2013, 2024

- Sieger des Europapokals der Pokalsieger: 1966
- UEFA-Pokal-Finalist (2): 1993, 2002
- Weltpokalsieger: 1997
- UEFA-Superpokal-Finalist: 1997

#### Pokalerfolge
Die Borussia gewann den DFB-Pokal fünfmal und stand zehnmal im Finale. Dabei wurde 2012 zum ersten Mal das Double aus Meisterschaft und Pokal gewonnen. Mit vier Endspielteilnahmen in Folge zwischen 2014 und 2017 wurde, wenngleich auch nur eine zum Erfolg führte, ein Rekord aufgestellt und der des FC Bayern München aus den 1980er Jahren überboten. Außerdem ist der BVB mit neun Teilnahmen und sechs Siegen nach den Münchnern zweiterfolgreichster Teilnehmer am DFL-Supercup.
- DFB-Pokalsieger (5): 1965, 1989, 2012, 2017, 2021
  - DFB-Pokalfinalist (5): 1963, 2008, 2014, 2015, 2016
- Deutscher Supercupsieger (6): 1989, 1995, 1996, 2013, 2014, 2019
- Inoffizieller Supercupsieger: 2008

#### Weitere Erfolge
Borussia Dortmund ist der einzige Verein, der den DFB-Hallen-Pokal mehr als einmal gewinnen konnte und gewann diesen 1990, 1991 und 1992 dreimal in Folge.
- Deutscher Hallenmeister (4): 1990, 1991, 1992, 1999
- Westdeutscher Meister (6): 1948, 1949, 1950, 1953, 1956, 1957
- Westfälischer Meister: 1947

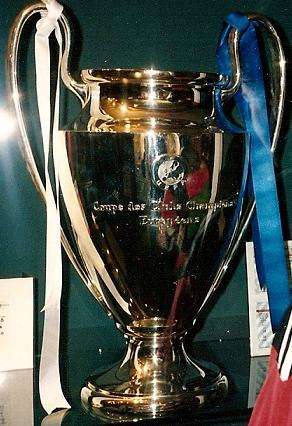
1997: Borussia Dortmund wird Champions-League-Sieger
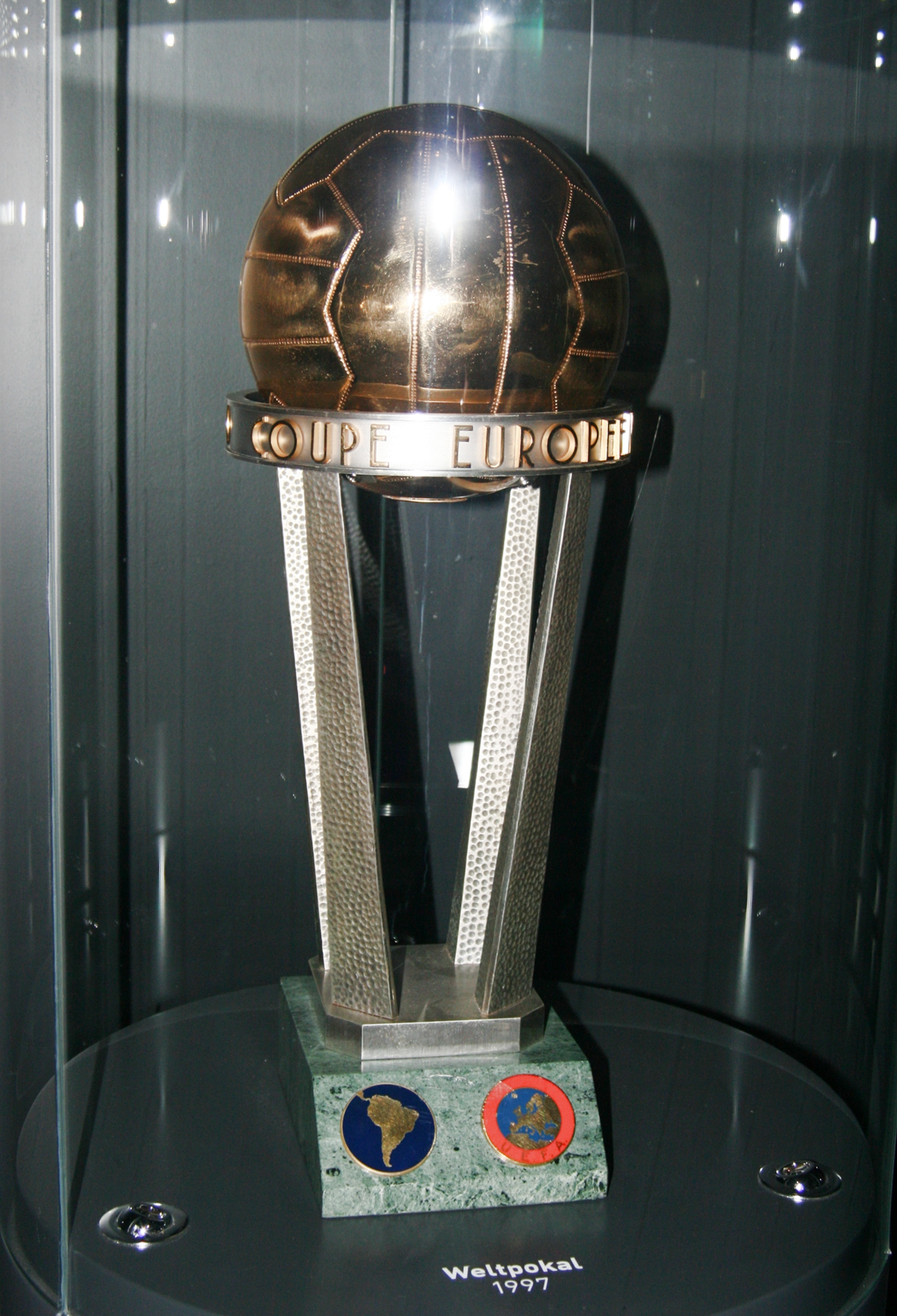
1997: Der Weltpokal kommt in die Schatzkammer
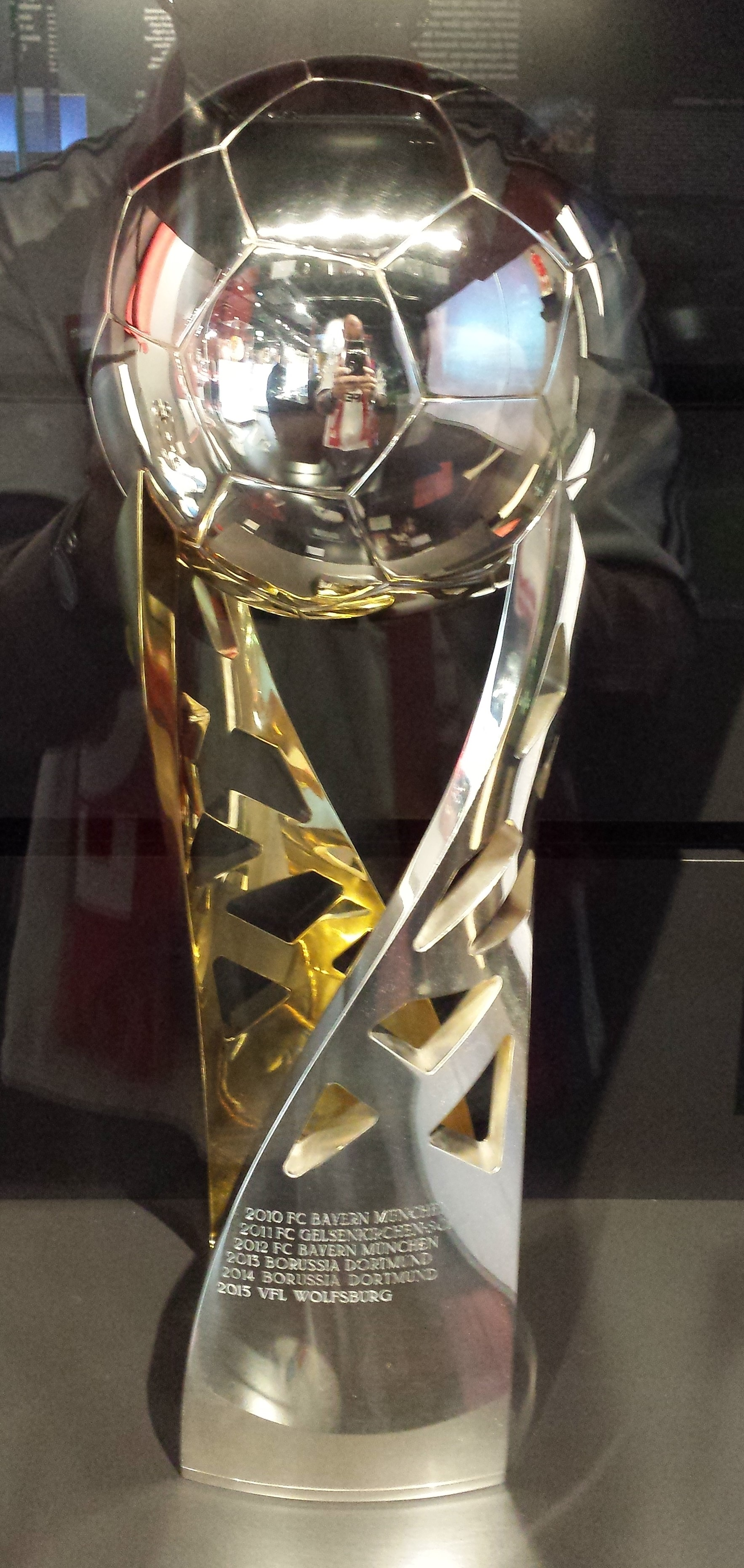
Insgesamt sechsmal war man offiziell im Supercup erfolgreich

### Damenhandball
- EHF-Pokalfinalist: 1997
- Challenge-Cup-Sieger: 2003
- DHB-Pokalsieger: 1997
- DHB-Pokalfinalist (3): 1994, 1998, 2016
- Deutscher Meister: 2021
- Deutscher Vizemeister (2): 1999, 2022

### Herrentischtennis
- 1965/66: Oberliga West (damals höchste deutsche Spielklasse)
- Meister in der Zweiten Bundesliga Nord (2): 2004, 2009
- Meister in der Zweiten Bundesliga: 2024

## Spieler und Trainer der Fußballabteilung
Für mehr Informationen zu den handelnden Personen bei Borussia Dortmund: Borussia Dortmund/Zahlen und Fakten#Personen. Für eine komplette Auflistung aller Erstliga-Spieler des BV Borussia Dortmund seit 1947 siehe Liste der Fußballspieler von Borussia Dortmund.

### Erste Mannschaft

#### Aktueller Kader
Kapitän der Mannschaft ist Emre Can, seine Stellvertreter sind Julian Brandt und Nico Schlotterbeck. Darüber hinaus gehören noch Gregor Kobel und Marcel Sabitzer dem Mannschaftsrat an.
Stand Kader: 18. August 2025

Stand Spiele und Tore: Saisonende 2024/25
| Pos.       | Nr. | Nat.               | Name                  | Geburtstag    | BL-Spiele (1) | BL-Tore (1) | im Verein seit | Vertrag bis | vorheriger Verein             |
| ---------- | --- | ------------------ | --------------------- | ------------- | ------------- | ----------- | -------------- | ----------- | ----------------------------- |
| Tor        | 01  | Schweiz            | Gregor Kobel          | 6. Dez. 1997  | 115           | 0           | 2021           | 2028        | VfB Stuttgart                 |
| Tor        | 30  | Deutschland        | Patrick Drewes        | 4. Feb. 1993  | 000           | 0           | 2025           | 2027        | VfL Bochum                    |
| Tor        | 31  | Deutschland        | Silas Ostrzinski II   | 19. Nov. 2003 | 000           | 0           | 2018           | 2027        | SpVg Hagen11 (Jugend)         |
| Tor        | 33  | Deutschland        | Alexander Meyer       | 13. Apr. 1991 | 017           | 0           | 2022           | 2026        | SSV Jahn Regensburg           |
| Abwehr     | 02  | Brasilien          | Yan Couto             | 3. Juni 2002  | 021           | 0           | 2024           | 2025        | Manchester City               |
| Abwehr     | 03  | Deutschland        | Waldemar Anton        | 20. Juli 1996 | 026           | 02          | 2024           | 2028        | VfB Stuttgart                 |
| Abwehr     | 04  | Deutschland        | Nico Schlotterbeck    | 1. Dez. 1999  | 084           | 06          | 2022           | 2027        | SC Freiburg                   |
| Abwehr     | 05  | Algerien           | Ramy Bensebaini       | 16. Apr. 1995 | 048           | 01          | 2023           | 2027        | Borussia Mönchengladbach      |
| Abwehr     | 24  | Schweden           | Daniel Svensson       | 12. Feb. 2002 | 012           | 01          | 2025           | 2029        | FC Nordsjælland               |
| Abwehr     | 25  | Deutschland        | Niklas Süle           | 3. Sep. 1995  | 067           | 03          | 2022           | 2026        | FC Bayern München             |
| Abwehr     | 26  | Norwegen           | Julian Ryerson        | 17. Nov. 1997 | 067           | 07          | 2023           | 2028        | 1. FC Union Berlin            |
| Abwehr     | 39  | Italien            | Filippo Mané          | 8. März 2005  | 000           | 0           | 2022           | 2028        | Sampdoria Genua (Jugend)      |
| Abwehr     | 42  | Deutschland        | Almugera Kabar U20    | 6. Juni 2006  | 005           | 0           | 2019           | 2028        | Hammer SpVg (Jugend)          |
| Mittelfeld | 06  | Turkei             | Salih Özcan           | 11. Jan. 1998 | 060           | 0           | 2022           | 2026        | 1. FC Köln                    |
| Mittelfeld | 07  | England            | Jobe Bellingham       | 23. Sep. 2005 | 000           | 0           | 2025           | 2030        | AFC Sunderland                |
| Mittelfeld | 08  | Deutschland        | Felix Nmecha          | 10. Okt. 2000 | 046           | 05          | 2023           | 2028        | VfL Wolfsburg                 |
| Mittelfeld | 10  | Deutschland        | Julian Brandt         | 2. Mai 1996   | 189           | 36          | 2019           | 2026        | Bayer 04 Leverkusen           |
| Mittelfeld | 13  | Deutschland        | Pascal Groß           | 15. Juni 1991 | 030           | 0           | 2024           | 2026        | Brighton & Hove Albion        |
| Mittelfeld | 20  | Osterreich         | Marcel Sabitzer       | 17. März 1994 | 051           | 05          | 2023           | 2027        | FC Bayern München             |
| Mittelfeld | 21  | Vereinigte Staaten | Giovanni Reyna        | 13. Nov. 2002 | 106           | 15          | 2019           | 2026        | New York City FC (Jugend)     |
| Mittelfeld | 23  | Deutschland        | Emre Can              | 12. Jan. 1994 | 147           | 15          | 2020           | 2026        | Juventus Turin                |
| Sturm      | 09  | Guinea-a           | Serhou Guirassy       | 12. März 1996 | 030           | 21          | 2024           | 2028        | VfB Stuttgart                 |
| Sturm      | 14  | Deutschland        | Maximilian Beier      | 17. Okt. 2002 | 029           | 08          | 2024           | 2029        | TSG 1899 Hoffenheim           |
| Sturm      | 16  | Belgien            | Julien Duranville U20 | 5. Mai 2006   | 015           | 0           | 2023           | 2027        | RSC Anderlecht                |
| Sturm      | 27  | Deutschland        | Karim Adeyemi         | 18. Jan. 2002 | 070           | 16          | 2022           | 2027        | FC Red Bull Salzburg          |
| Sturm      | 37  | Vereinigte Staaten | Cole Campbell U20     | 20. Feb. 2006 | 004           | 0           | 2022           | 2028        | Breiðablik Kópavogur (Jugend) |

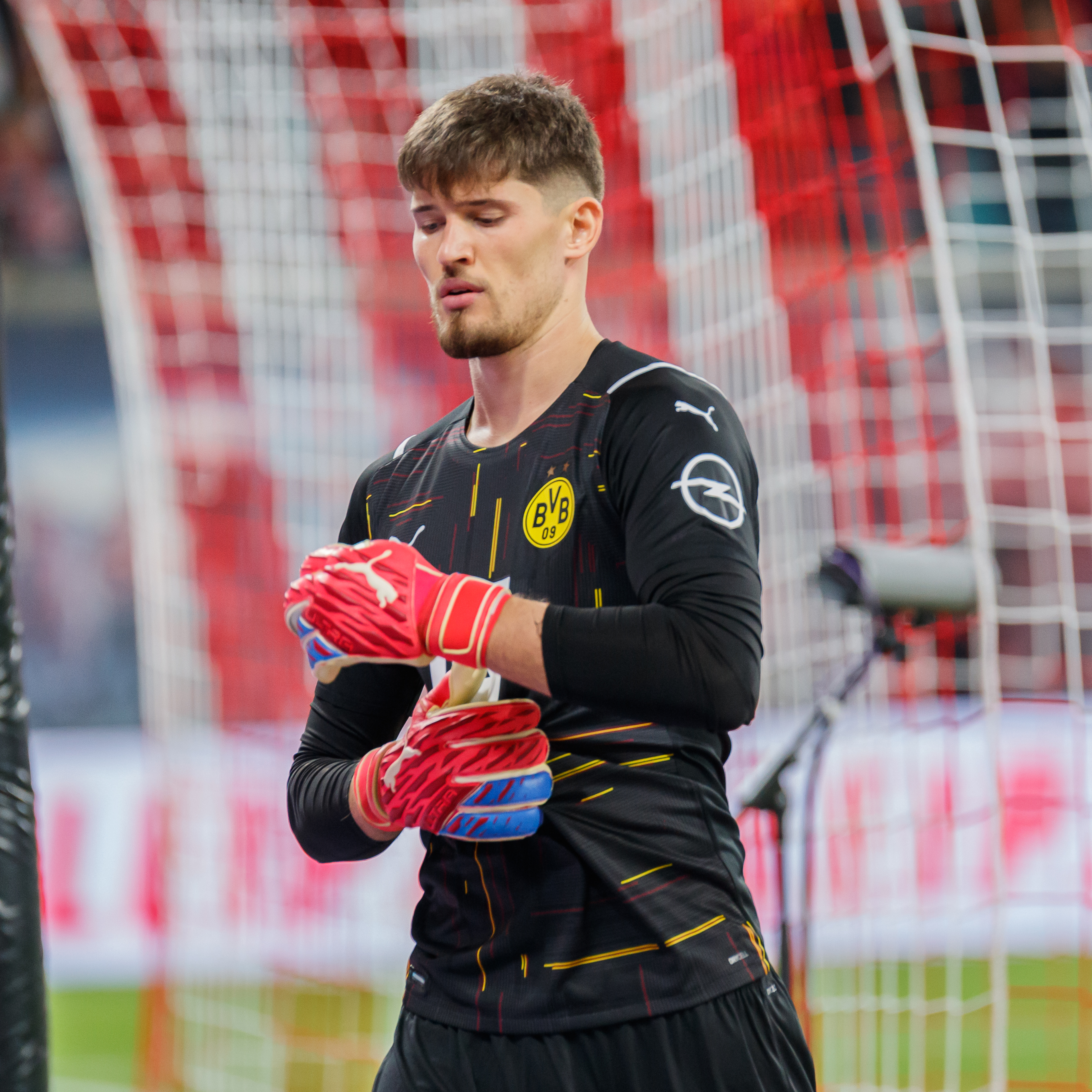
Gregor Kobel
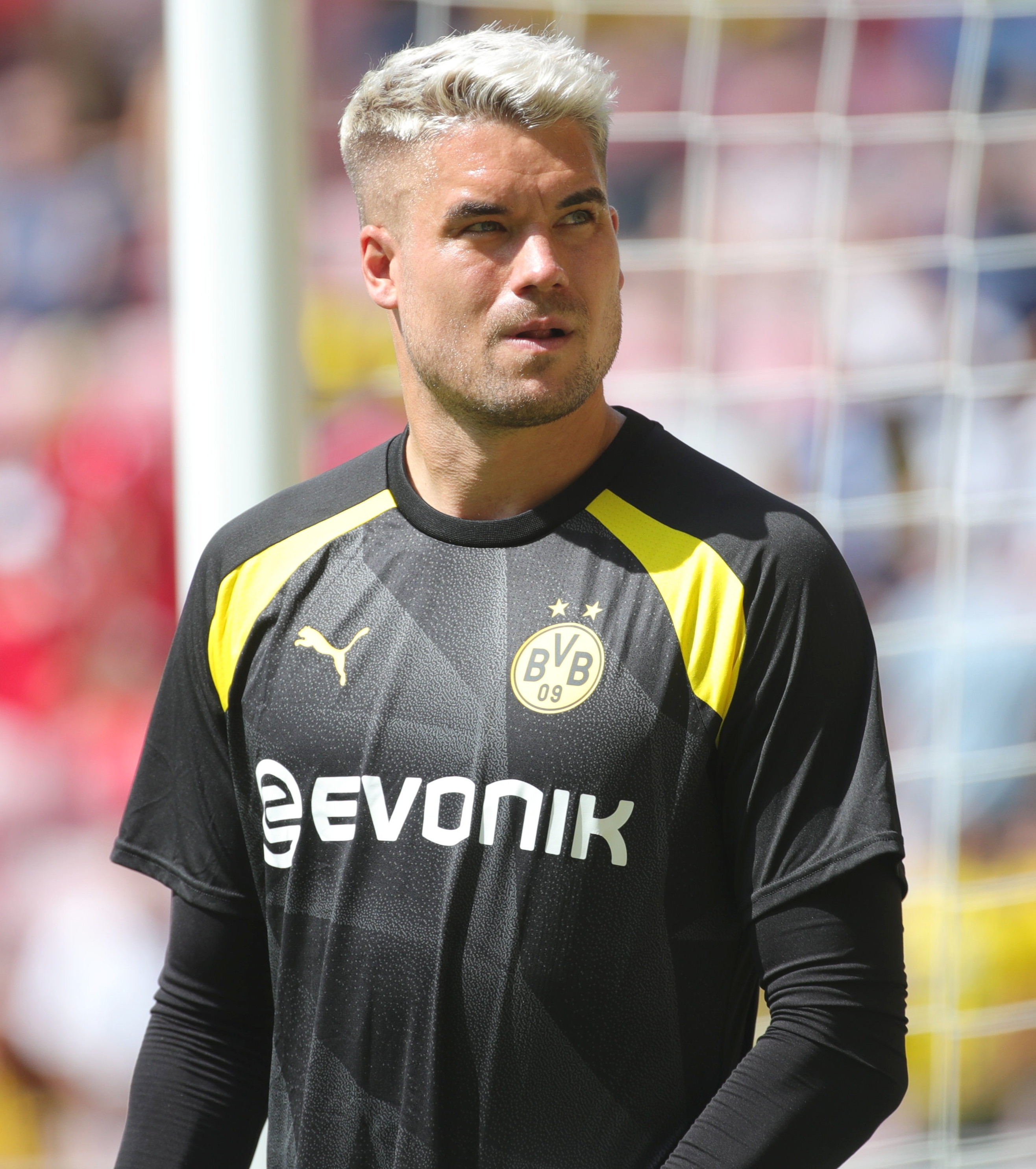
Alexander Meyer
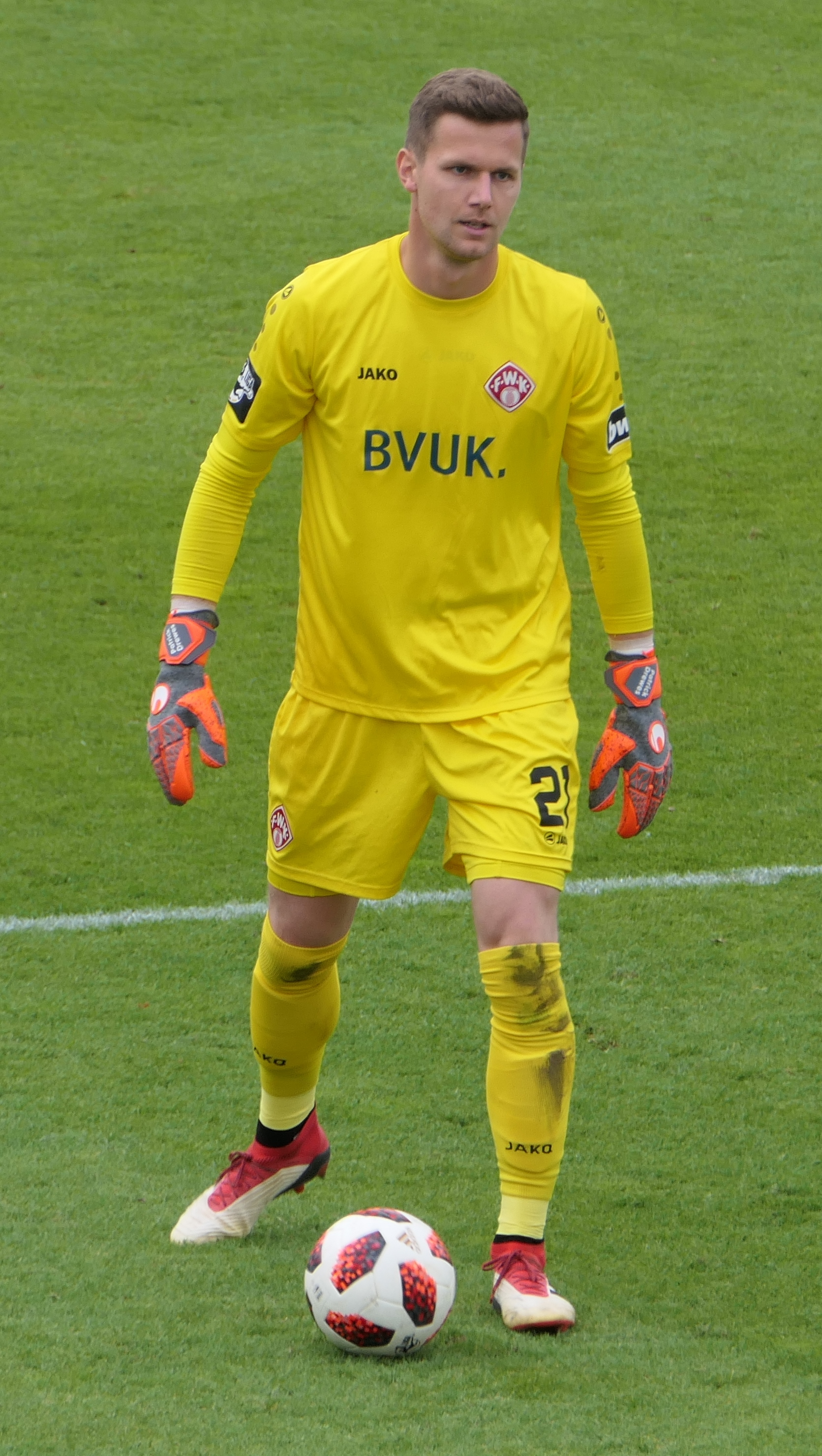
Patrick Drewes

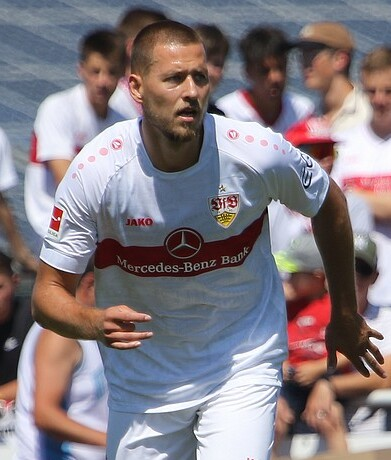
Waldemar Anton
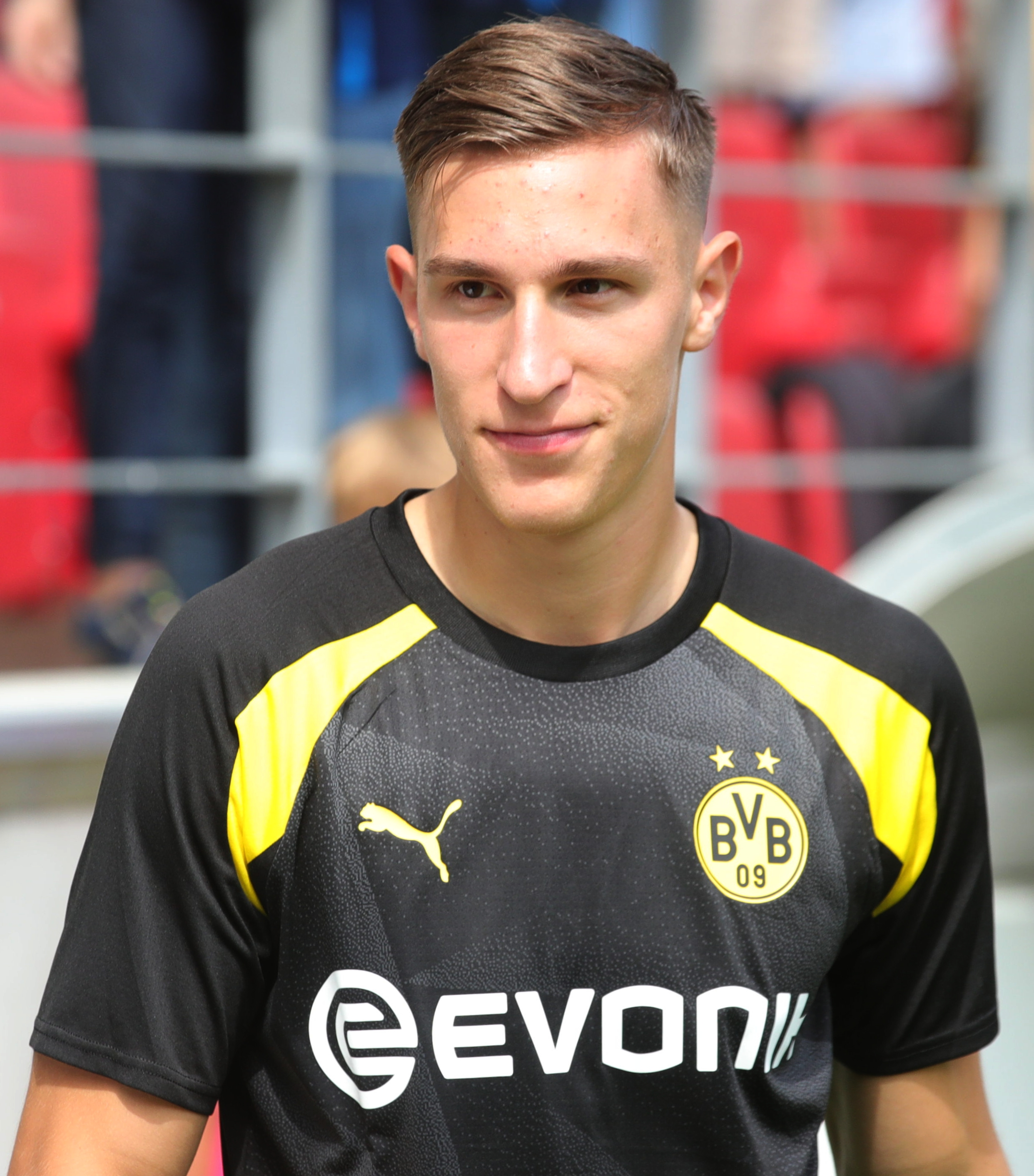
Nico Schlotterbeck
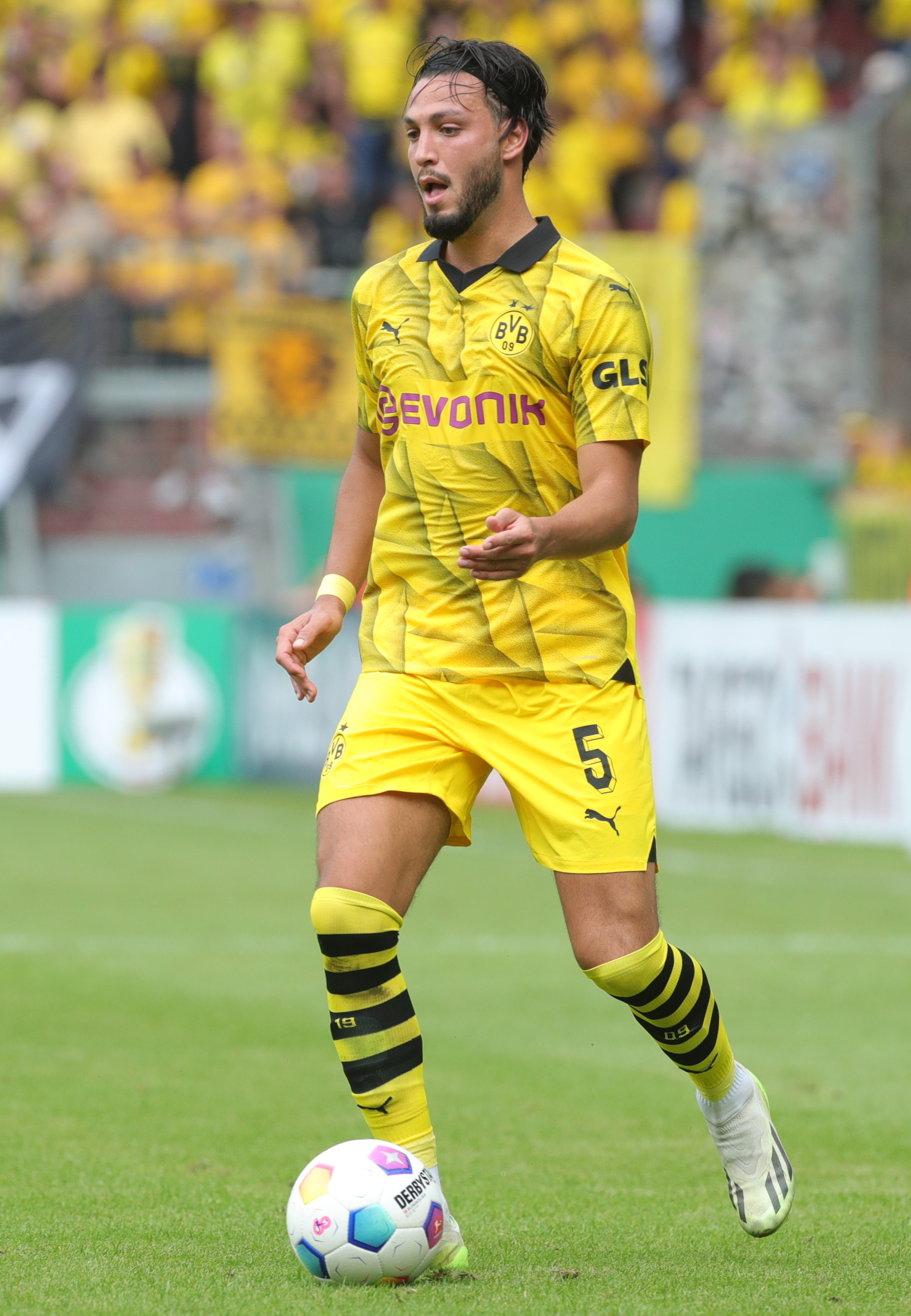
Ramy Bensebaini
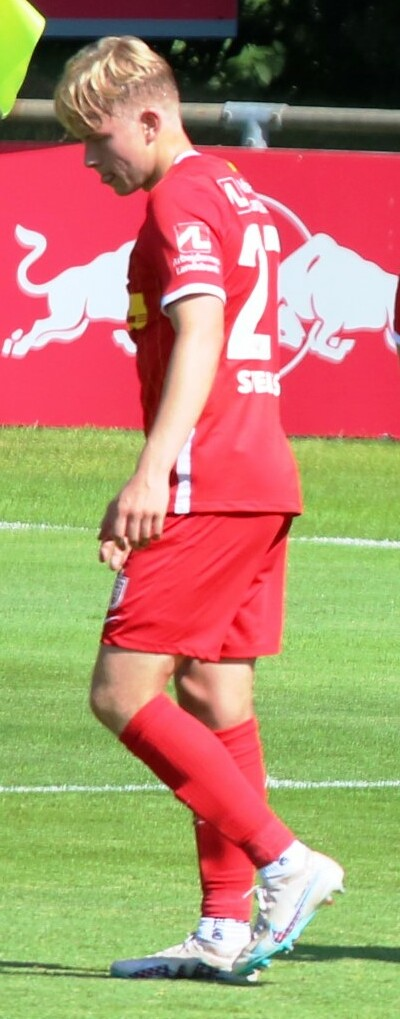
Daniel Svensson
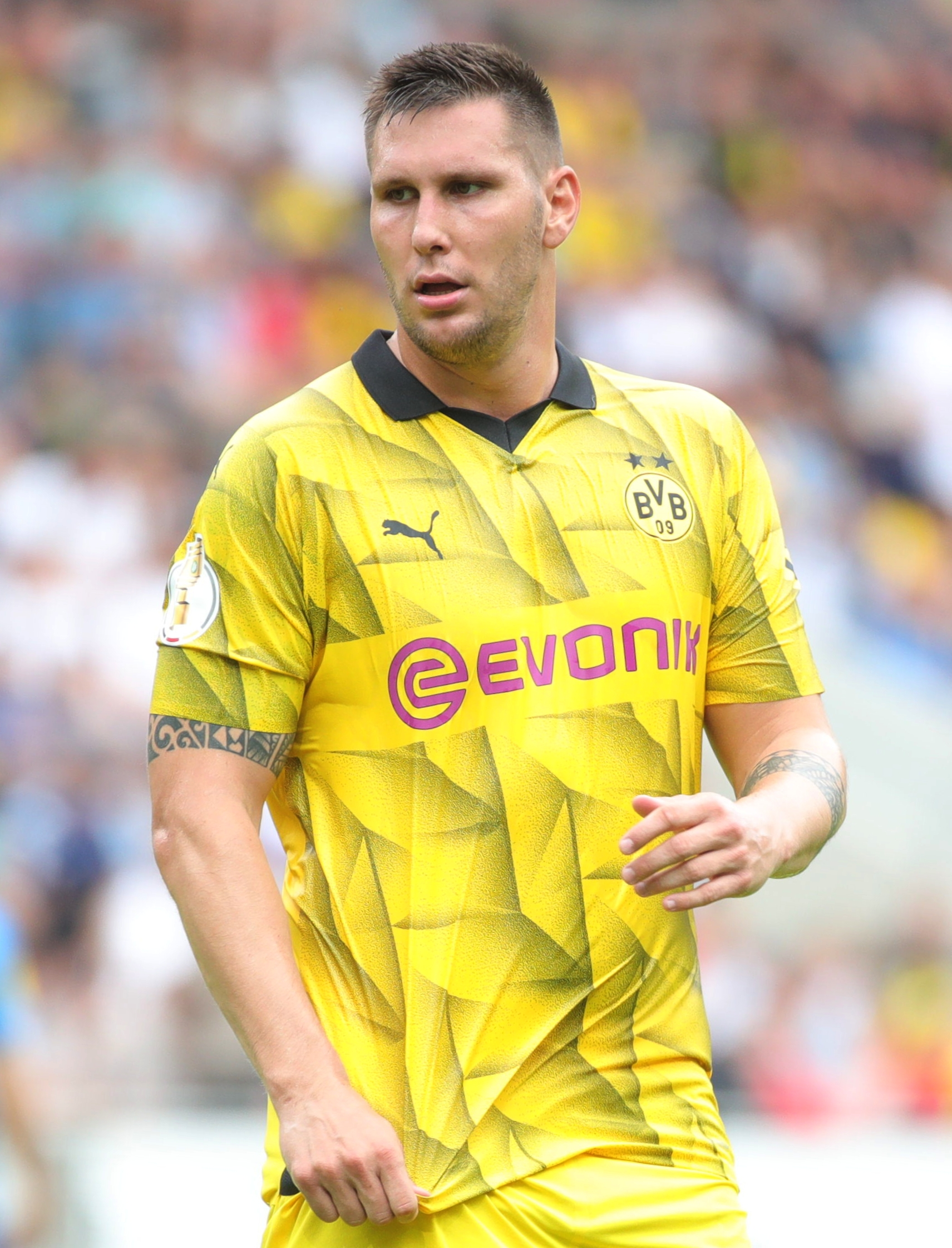
Niklas Süle
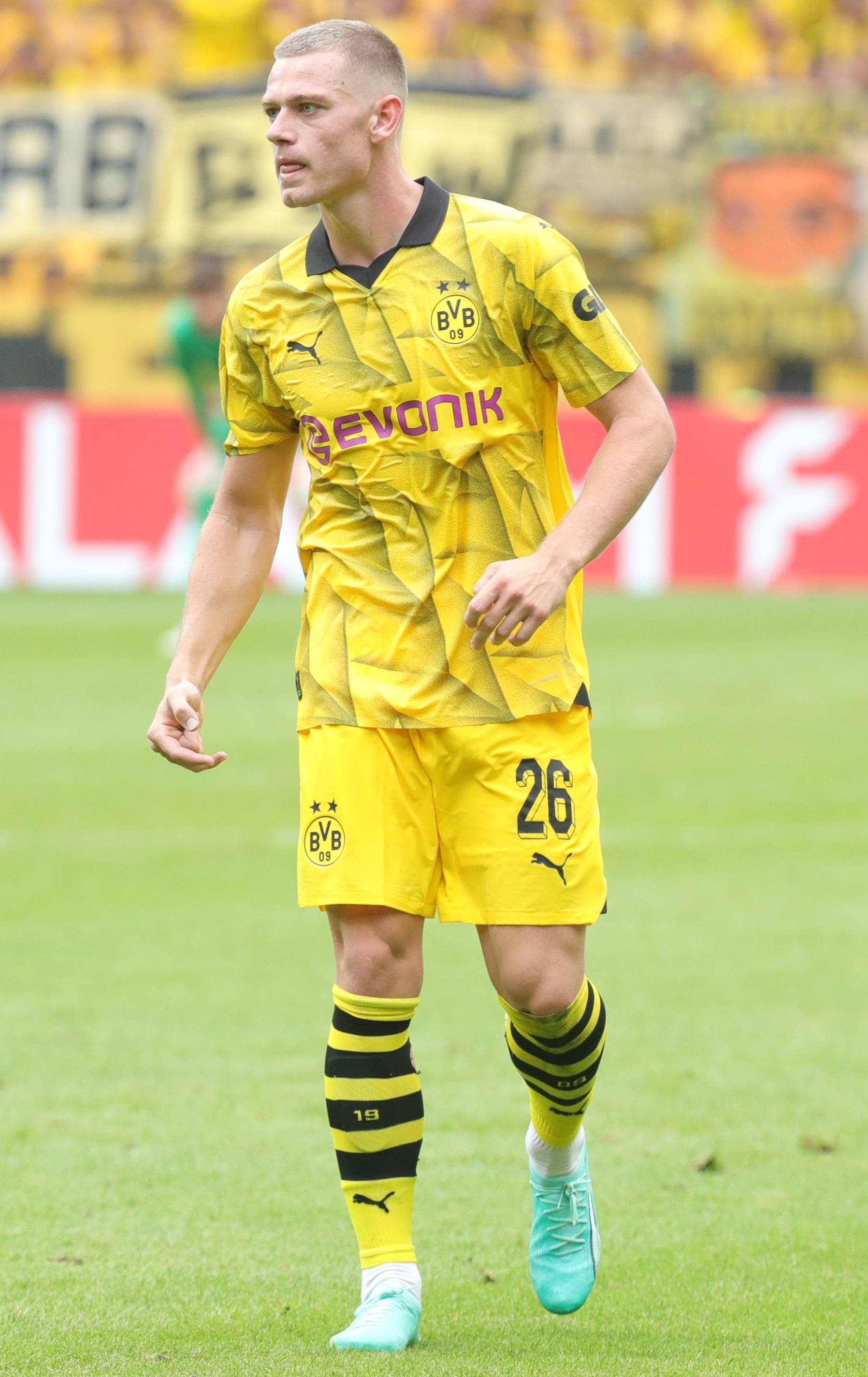
Julian Ryerson

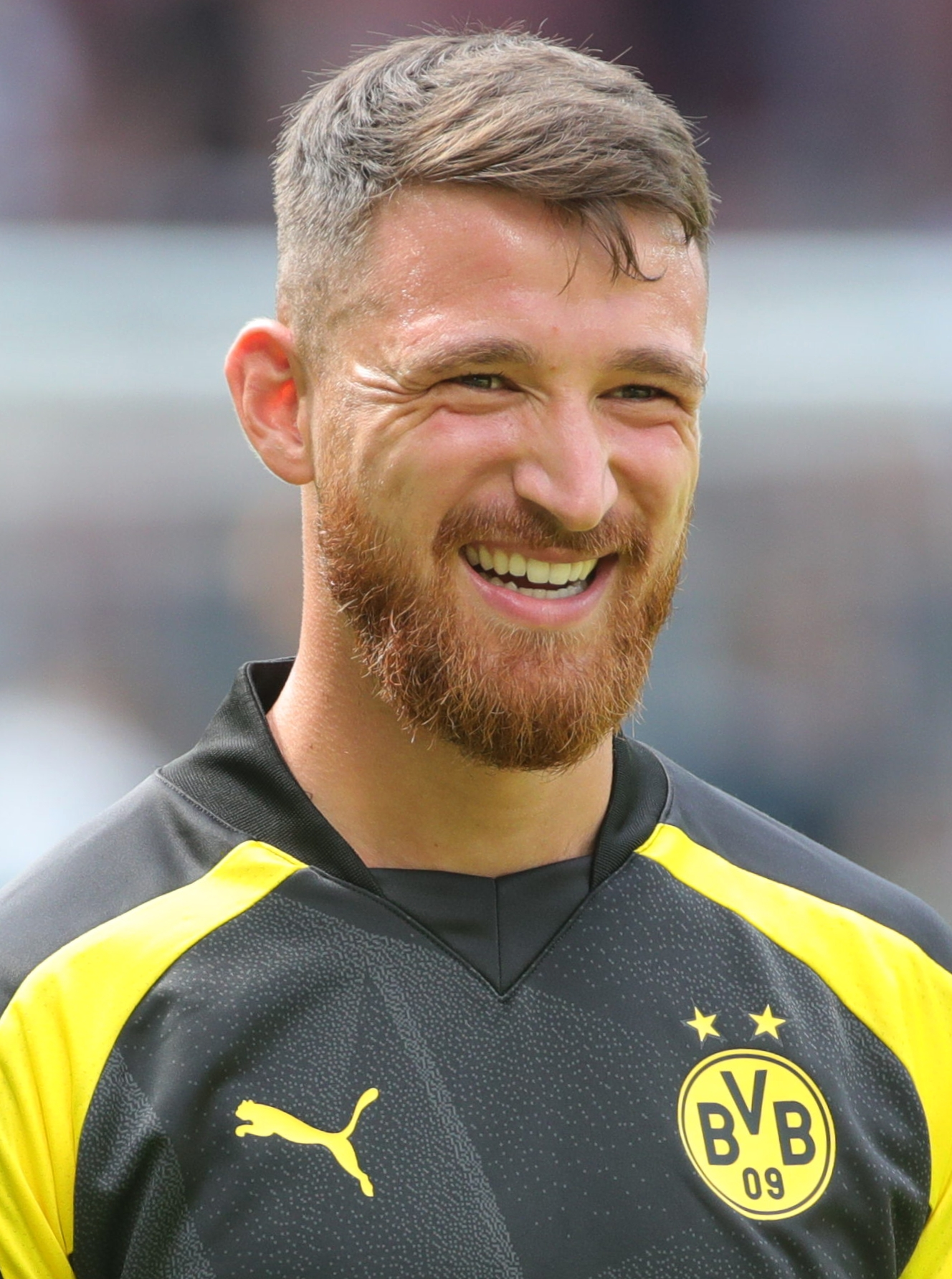
Salih Özcan
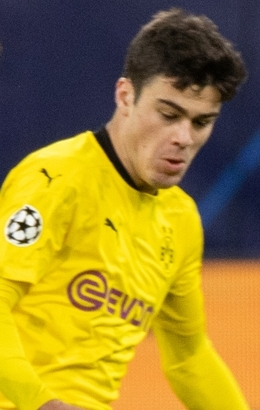
Giovanni Reyna
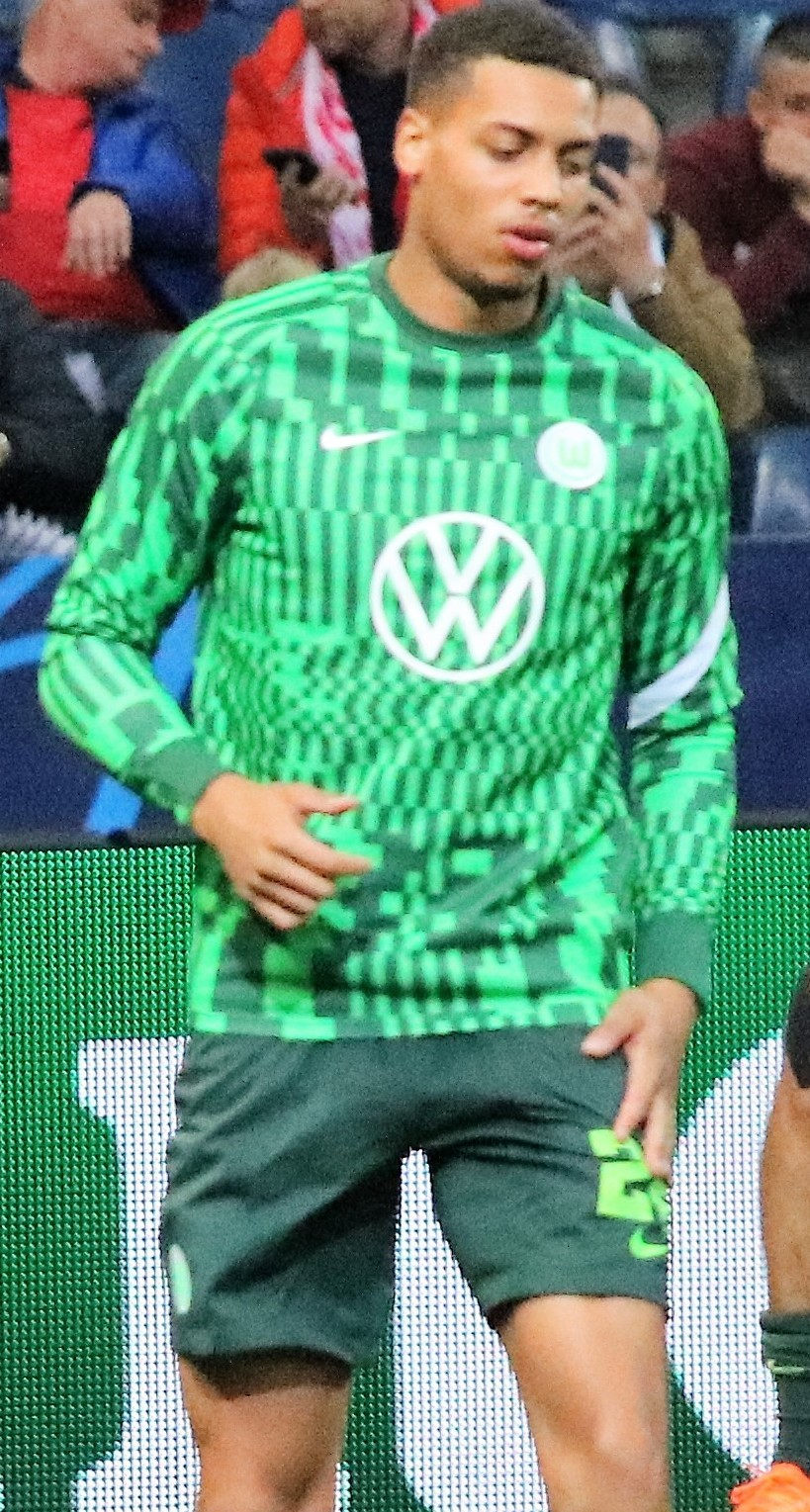
Felix Nmecha
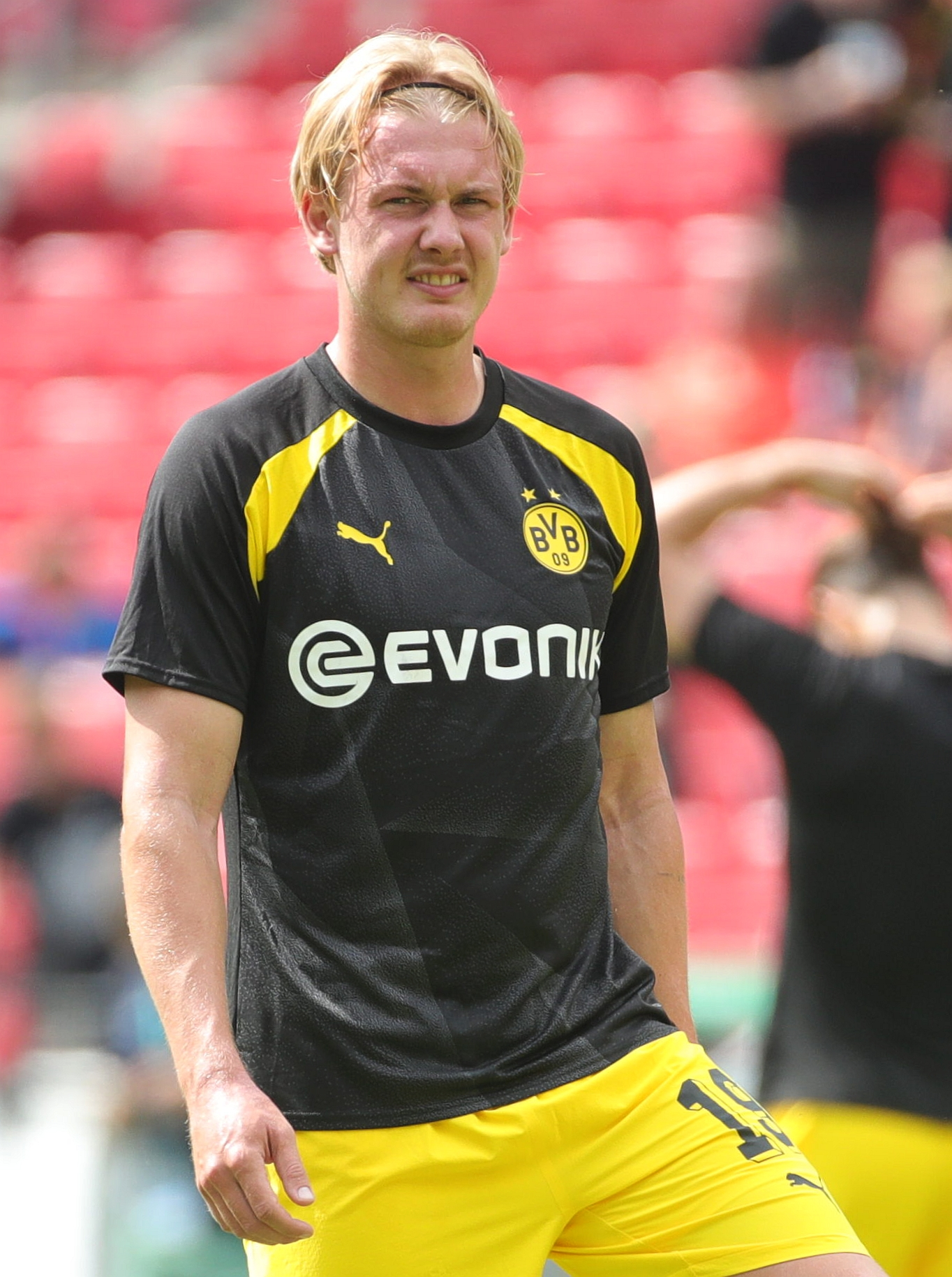
Julian Brandt
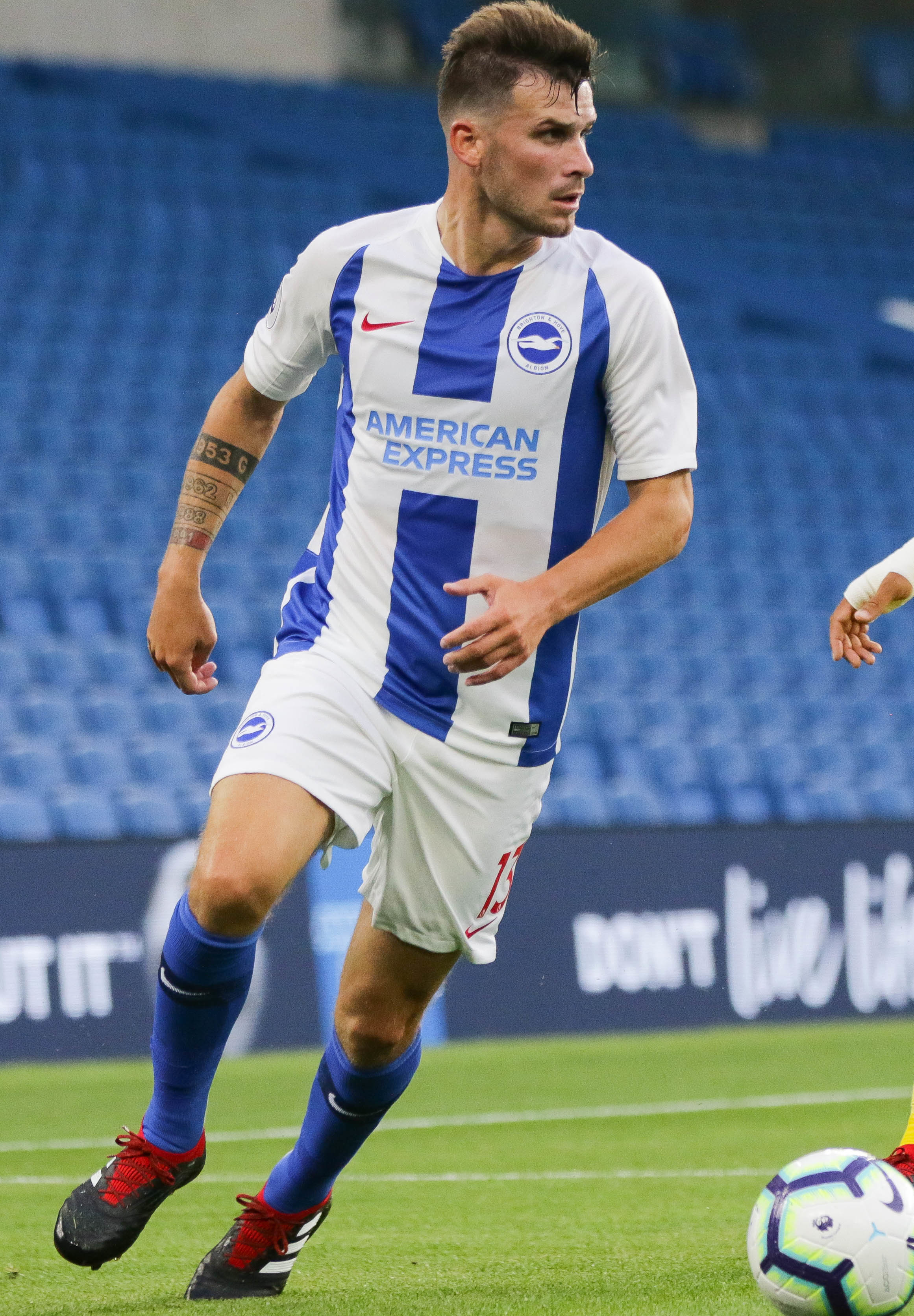
Pascal Groß
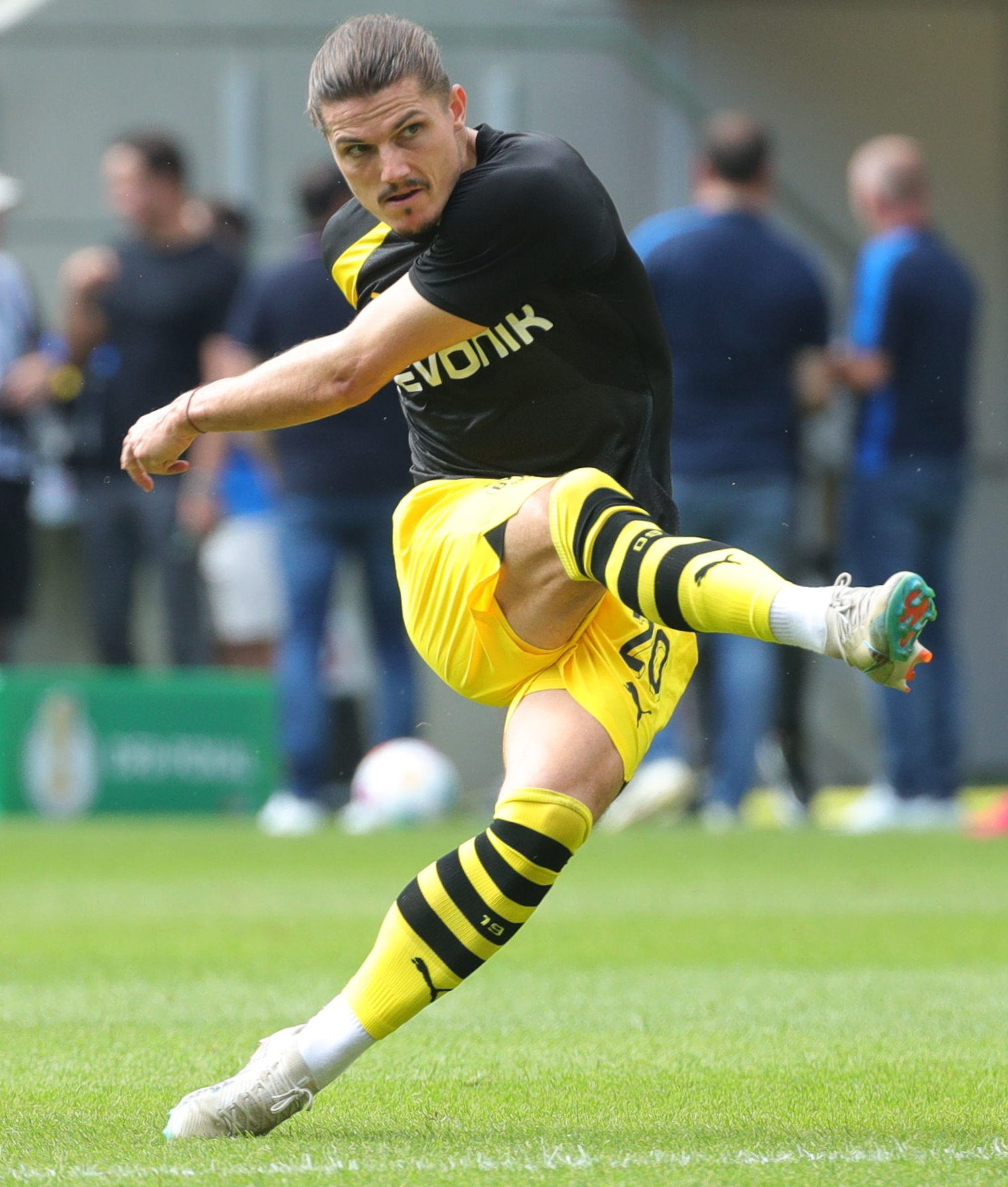
Marcel Sabitzer
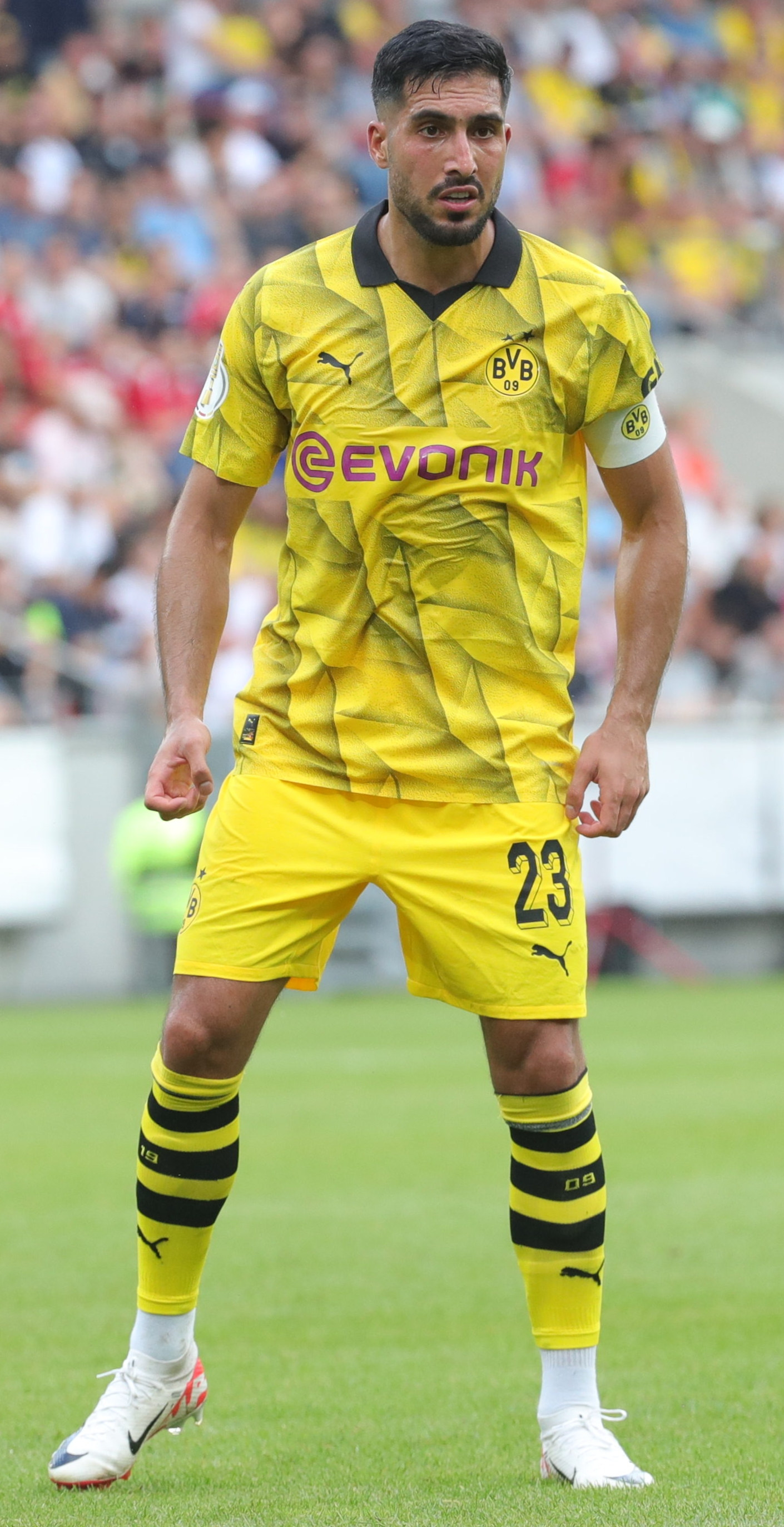
Emre Can
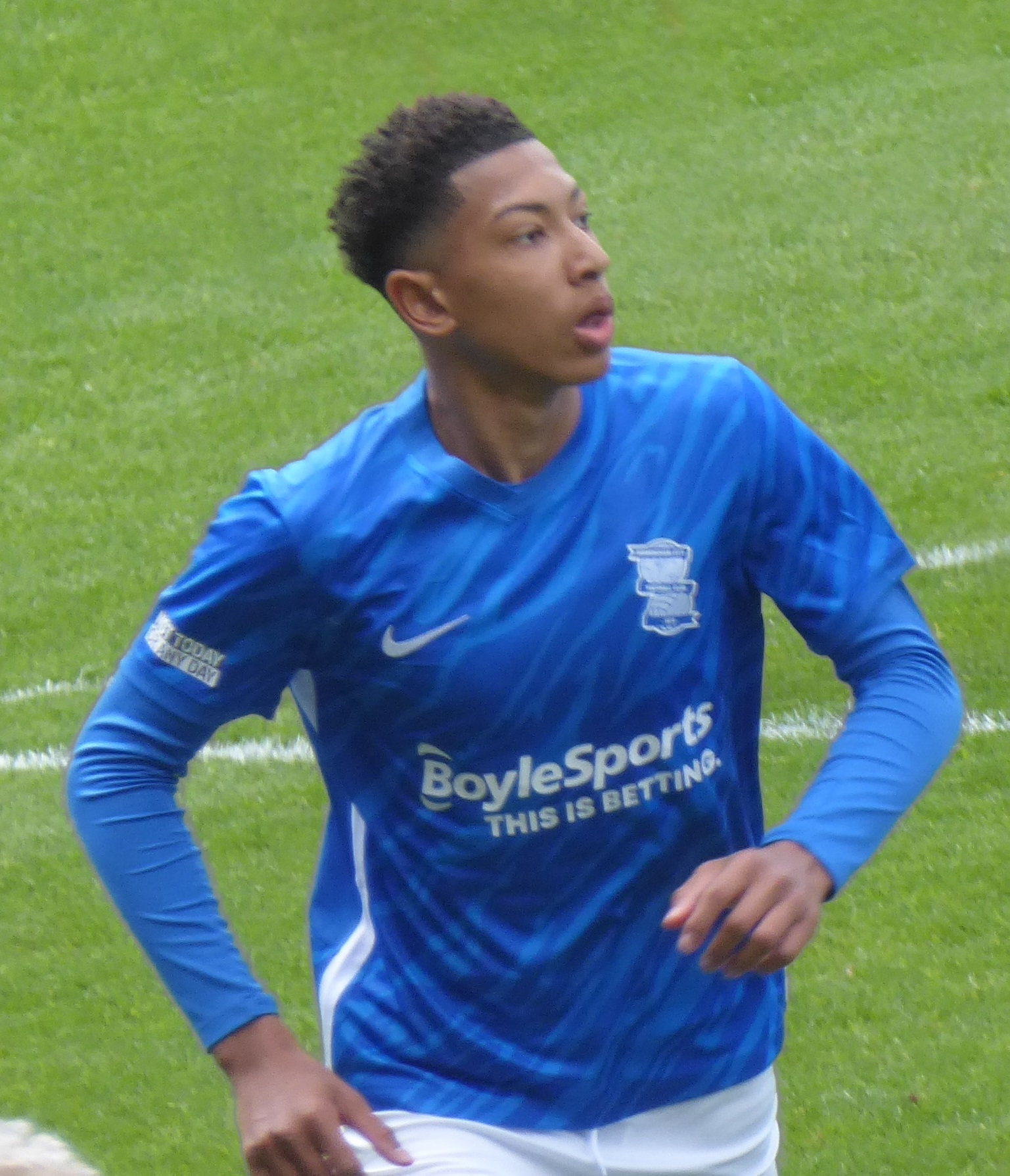
Jobe Bellingham

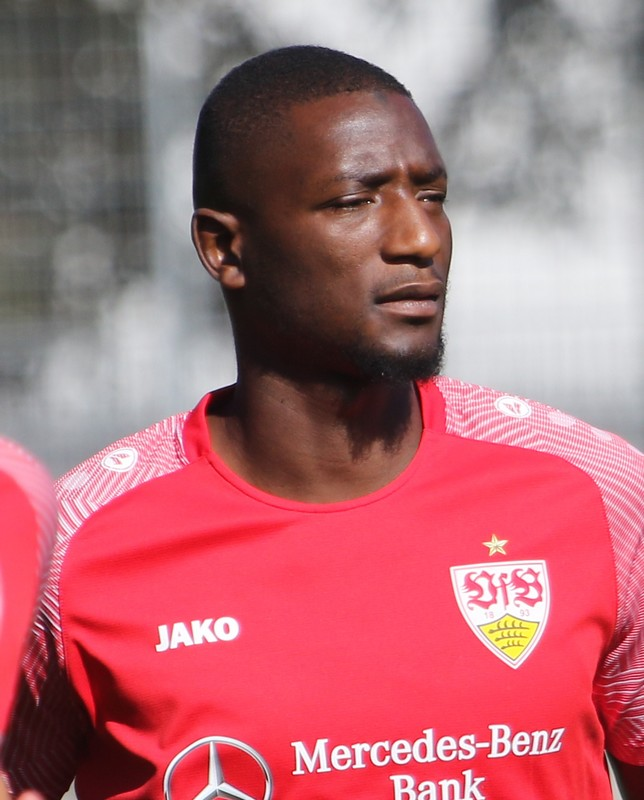
Serhou Guirassy
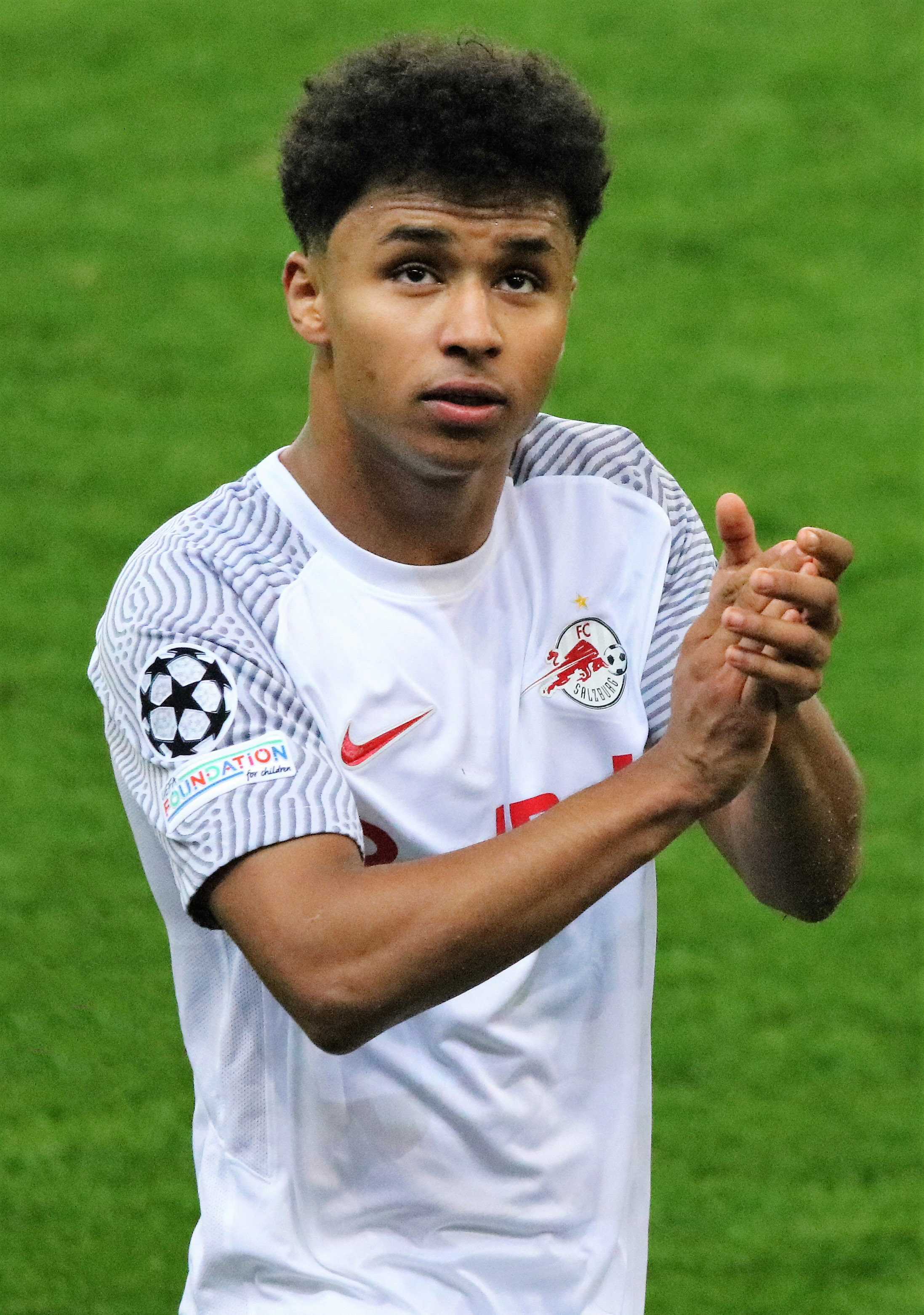
Karim Adeyemi

#### Transfers der Saison 2025/26
Stand: 18. August 2025
| Zugänge                            | Abgänge |
| vor der Klub-WM 2025               | vor der Klub-WM 2025 |
| ---------------------------------- | --- |
| - Jobe Bellingham (AFC Sunderland) | |
| während der Klub-WM 2025           | |
|                                    | - Jamie Gittens (FC Chelsea) |
| Sommerpause 2025                   | |
| - Patrick Drewes (VfL Bochum)      | - Carney Chukwuemeka (FC Chelsea; Leihende) - Soumaïla Coulibaly (Racing Straßburg) * - Sébastien Haller (FC Utrecht) * - Marcel Lotka (Fortuna Düsseldorf) - Youssoufa Moukoko (FC Kopenhagen) *** - Diant Ramaj (1. FC Heidenheim; Leihe) **** - Kjell Wätjen (VfL Bochum; Leihe) |

#### Trainerstab und Management (Auswahl)
- Stand: 13. Juli 2025

| Name                  | Funktion                          |
| Trainerstab           | Trainerstab                       |
| --------------------- | --------------------------------- |
| Niko Kovač            | Cheftrainer                       |
| Robert Kovač          | Co-Trainer                        |
| Filip Tapalović       | Co-Trainer                        |
| Stephen Rands         | Analytiker                        |
| Matthias Kleinsteiber | Torwarttrainer                    |
| Shad Forsythe         | Leiter Athletik                   |
| Mathias Kolodziej     | Athletiktrainer                   |
| Dennis Morschel       | Athletiktrainer                   |
| Florian Wangler       | Athletiktrainer                   |
| Management            |                                   |
| Hans-Joachim Watzke   | Geschäftsführer                   |
| Carsten Cramer        | Stellvertretender Geschäftsführer |
| Thomas Treß           | Stellvertretender Geschäftsführer |
| Lars Ricken           | Stellvertretender Geschäftsführer |
| Sebastian Kehl        | Sportdirektor                     |
| Fritz Lünschermann    | Teammanager                       |
| Matthias Sammer       | Berater des Managements           |

### Zweite Mannschaft
Die zweite Mannschaft des BVB, Borussia Dortmund II, spielte in der Saison 2012/13 unter der Leitung von David Wagner erstmals in der 3. Liga. Seitdem pendelt sie zwischen dieser und der viertklassigen Regionalliga West. Aktueller Cheftrainer der U23 ist Mike Tullberg, ihre Heimspiele trägt sie im Stadion Rote Erde aus, das maximal 9.999 Zuschauern Platz bietet.

### Bedeutende ehemalige Spieler

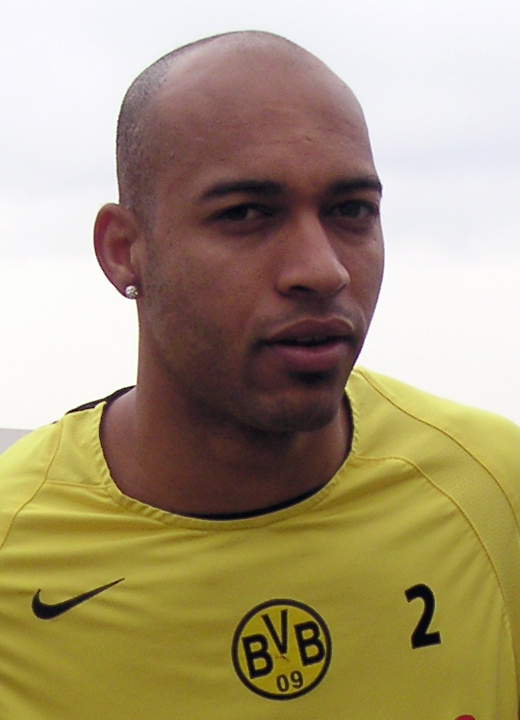
Dedê

Chronologische Sortierung nach der Pflichtspiel-Premiere für die erste Herrenmannschaft des BVB.

Quelle:

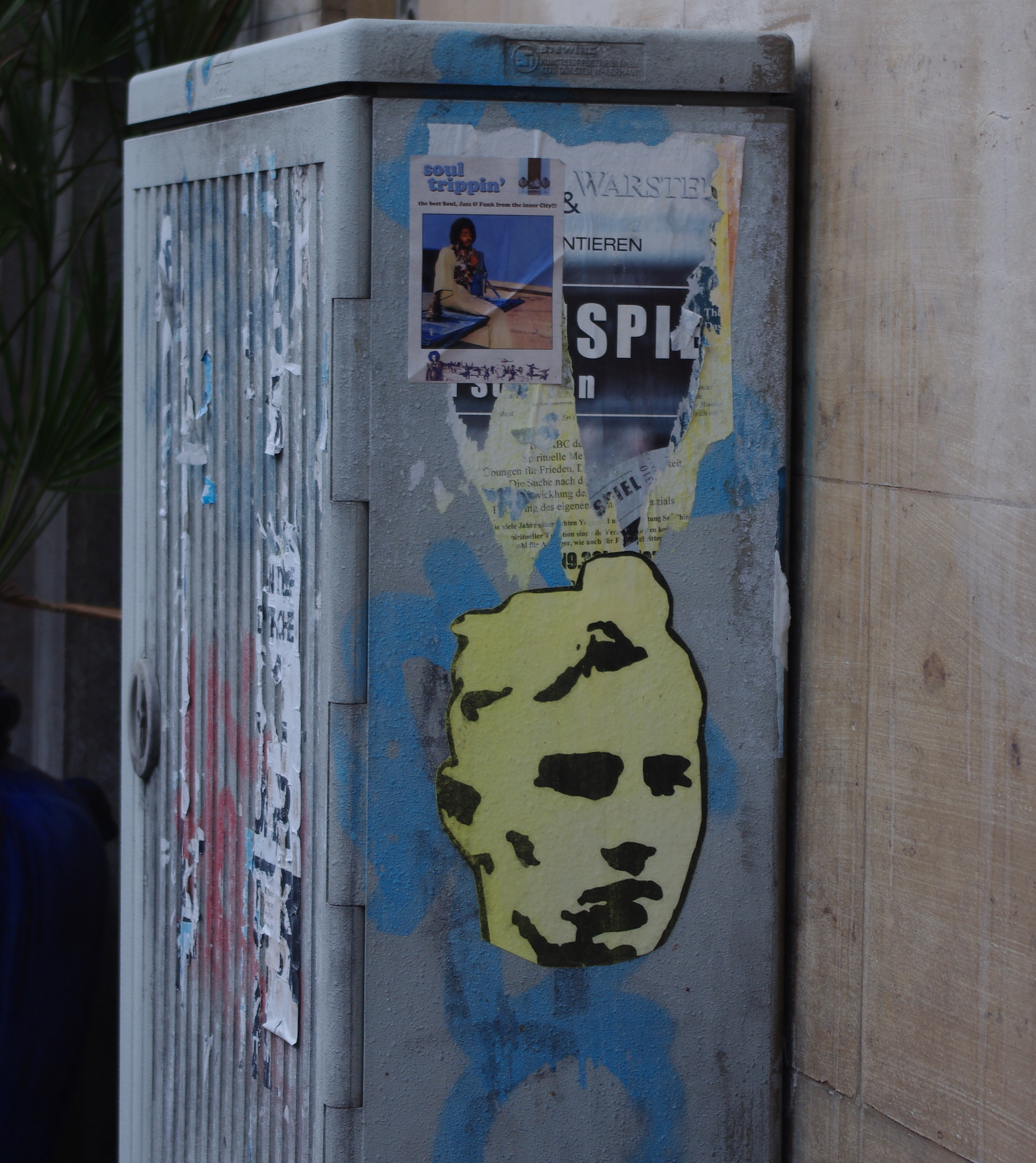
The-Unity-Stencil in Dortmund mit stilisiertem Porträt von August Lenz

- August Lenz (1922–1942 und 1942–1949, Sturm)
Der gebürtige Dortmunder war der erste deutsche Nationalspieler des BVB und spielte in seiner sportlich aktiven Zeit fast ausnahmslos für die Borussia. Lenz ziert mit seinem Gesicht das Wappen der Dortmunder Ultra-Gruppe „The Unity“ und ist zudem Namensgeber einiger Dortmunder Einrichtungen.
- Helmut Bracht (1939–1943 und 1955–1964, Sturm)
„Jockel“ Bracht, der unter dem Spitznamen „Der Ölprinz“ bekannt war, war schon in seiner Jugend für die Borussia aktiv. Er gewann zusammen mit Burgsmüller alle drei Dortmunder Meisterschaften vor Einführung der Bundesliga. Von 1974 bis zu seinem Tod 2011 gehörte er dem Ältestenrat von Borussia Dortmund an.

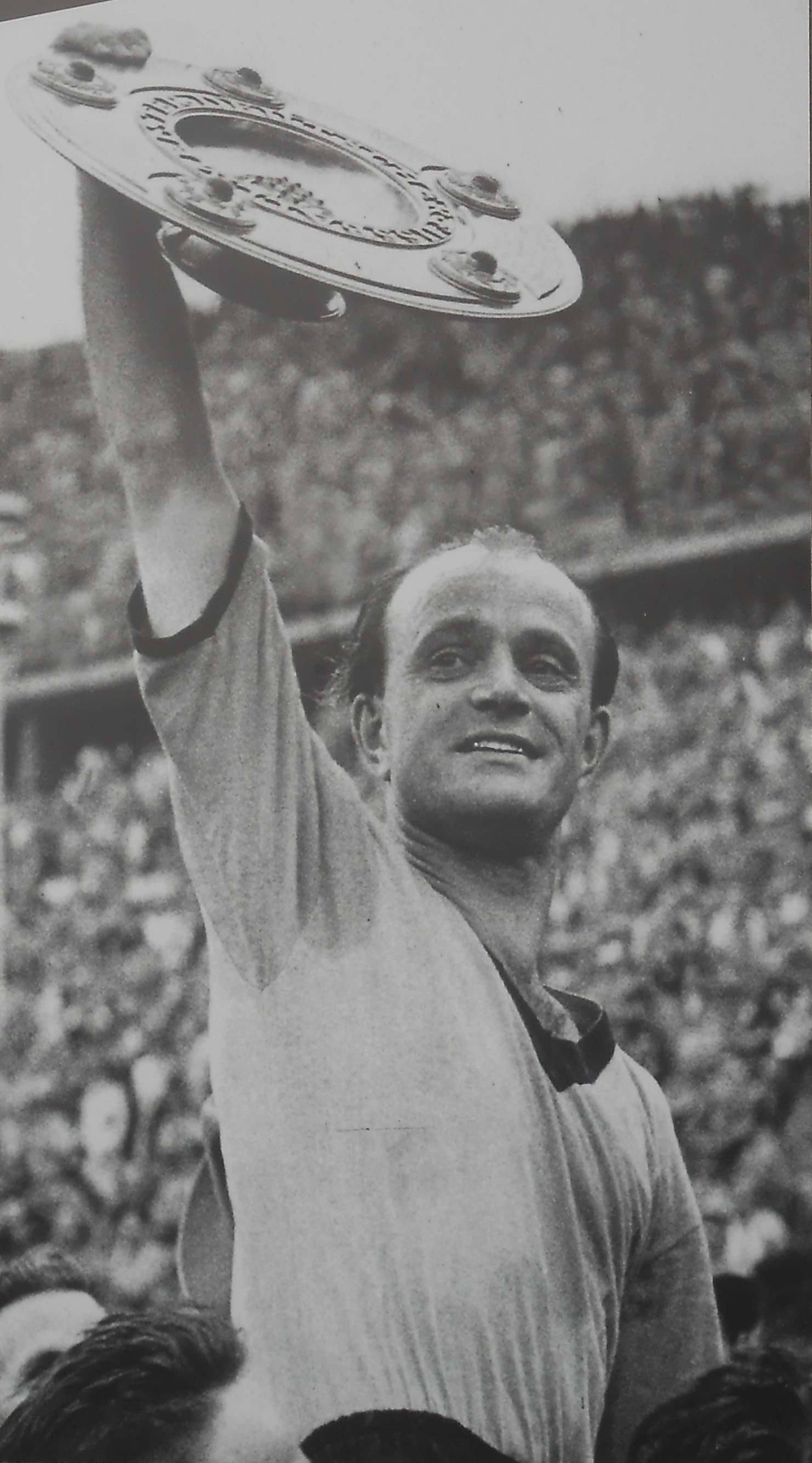
Alfred „Adi“ Preißler

- Alfred Preißler (1946–1949 und 1951–1959, Sturm)
„Adi“ Preißler ist mit 168 Toren der Rekordtorschütze des BVB und gehörte neben Niepieklo und Kelbassa zu den „drei Alfredos“. Ihm gelang als Trainer mit Rot-Weiß Oberhausen der Aufstieg in die Bundesliga. Von ihm stammt der Spruch „Grau is’ alle Theorie – entscheidend is’ auf’m Platz“.
- Max Michallek (1947–1960, Abwehr)
Michallek war in den 1940er und 1950er Jahren zunächst der Spielmacher beim BVB und wurde später als Stopper eingesetzt, wodurch er seinen Spitznamen „Die Spinne“ erhielt. Zusammen mit „Adi“ Preißler stand er in drei Meisterschaftsendspielen auf dem Platz, von denen er zwei gewann.
- Erich Schanko (1947–1957, Sturm)
Der in Dortmund geborene Stürmer gewann mit den Schwarzgelben insgesamt fünf Mal die westdeutsche Meisterschaft. Schanko, der Anfang der 1950er Jahre der erste Dortmunder Stammspieler in der Nationalmannschaft war, musste 1957 aufgrund von Verletzungen seine Karriere beenden.
- Herbert Sandmann (bis 1949 und 1951–1960, Abwehr)
Herbert Sandmann gewann mit den Schwarzgelben 1956 und 1957 die deutsche Meisterschaft. Wegen seiner Knieprobleme konnte er nicht an der WM 1958 teilnehmen. 1960 musste er seine Karriere beenden. Danach war er als Obmann tätig und holte unter anderem Reinhold Wosab, Hans Tilkowski und Wolfgang Paul zum BVB. Er gehörte bis zu seinem Tod im Jahr 2007 dem Ältestenrat an.
- Alfred Niepieklo (1951–1960, Mittelfeld)
Mit Preißler und Kelbassa bildete Niepieklo in den 1950er Jahren den Dortmunder Angriff, er wurde mit ihnen bundesweit als „die drei Alfredos“ bekannt. Zu dritt erzielten sie insgesamt sieben der acht Treffer in den beiden Endspielen 1956 und 1957. Er gehörte bis zu seinem Tod im Jahr 2014 ebenfalls dem Ältestenrat der Borussia an.
- Wilhelm Burgsmüller (1952–1964, Abwehr)
Der rechte Verteidiger ist neben „Jockel“ Bracht der einzige Spieler, der bei allen drei Endspielsiegen der Borussia um die deutsche Meisterschaft auf dem Platz stand. Burgsmüller ist Mitglied des Ältestenrats des BVB.
- Heinrich Kwiatkowski (1952–1964, Tor)
„Heini“ Kwiatkowski gehörte bei allen drei Meisterschaften in den 1950er und 1960er Jahren zum Kader der Borussia und war zudem Mitglied der legendären deutschen Weltmeistermannschaft von 1954. Dort stand der Torhüter lediglich bei der 3:8-Niederlage der Deutschen gegen Ungarn in der Startelf. Mit 409 absolvierten Spielen führt er die Einsatzliste der Fußball-Oberliga West an.
- Alfred Kelbassa (1954–1962, Sturm)
Der 1988 in Dortmund verstorbene Stürmer komplettierte in den 1950er Jahren „die drei Alfredos“ und wurde 1956 und 1957 mit dem BVB Deutscher Meister. „Freddy“ Kelbassa erlangte zudem den vierten Platz mit der deutschen Nationalmannschaft bei der Fußball-Weltmeisterschaft 1958.

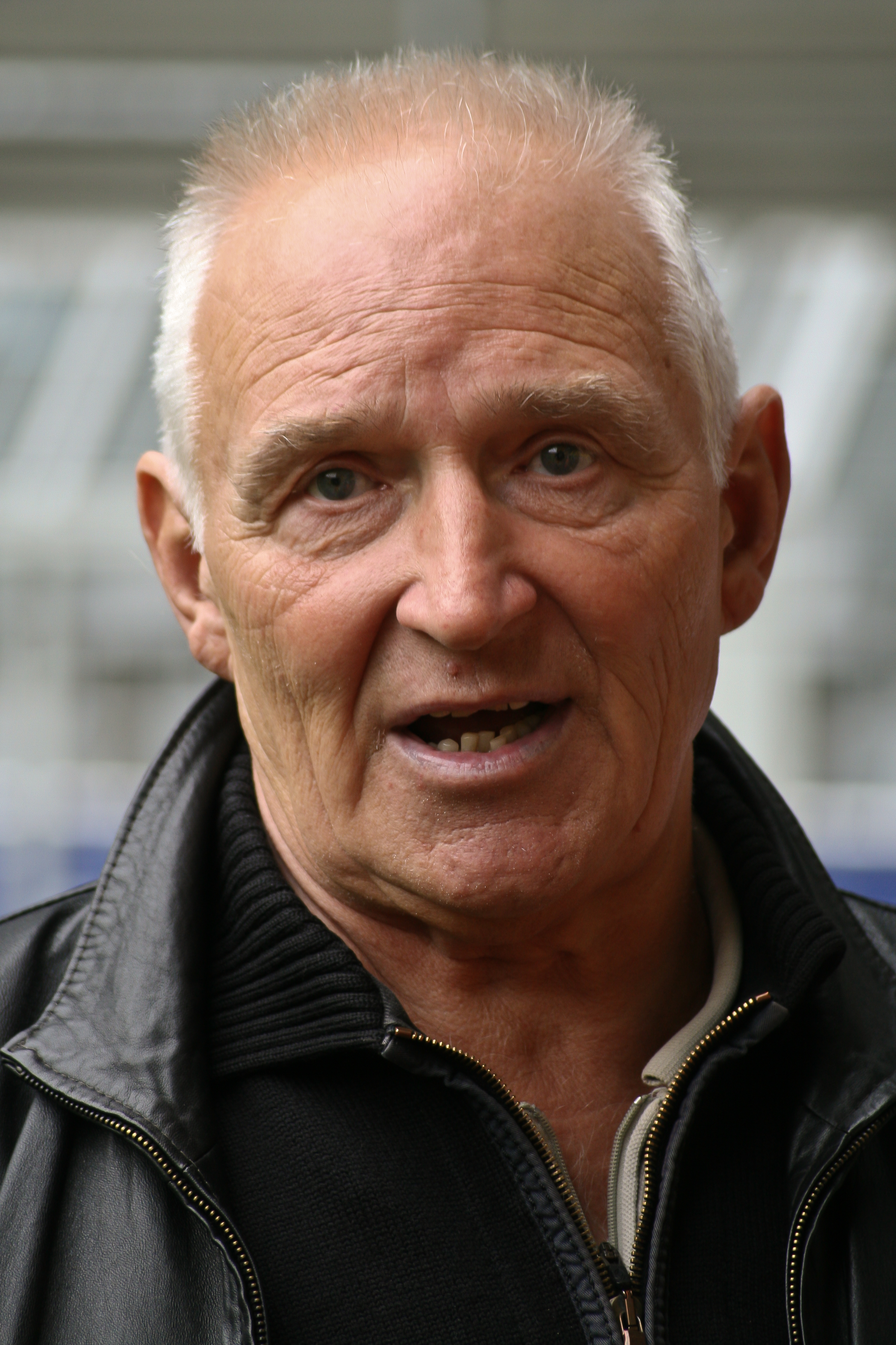
Alfred „Aki“ Schmidt

- Alfred Schmidt (1956–1967, Mittelfeld)
„Aki“ Schmidt wurde mit der Borussia in den Jahren 1957 und 1963 Deutscher Meister und gewann den DFB-Pokal 1965 sowie den Europapokal der Pokalsieger 1966. Der 25-malige Nationalspieler war nach seinem Karriereende Trainer bei Kickers Offenbach und arbeitete für die Borussia als Fanbeauftragter, Stadionführer und Kassenprüfer.
- Jürgen Schütz (1959–1963 und 1969–1972, Sturm)
Der „Charlie“ genannte Schütz war zwischen 1959 und 1963 dreimal Torschützenkönig der Oberliga West. Nach mehreren Profijahren in Italien und beim TSV 1860 München landete er 1969 wieder bei Borussia Dortmund und erlebte den sportlichen Abstieg 1972 mit. In seiner besten Zeit bildete er mit Konietzka ein äußerst torgefährliches Sturmduo.
- Timo Konietzka (1958–1965, Sturm)
Zusammen mit „Charlie“ Schütz bildete „Timo“ Konietzka ein bekanntes Sturmduo, das auch als „Max und Moritz“ bekannt war. Für den BVB und 1860 München absolvierte Konietzka insgesamt über 100 Bundesliga-Spiele und erzielte dabei 72 Treffer, darunter das erste Tor der Bundesligageschichte.
- Dieter Kurrat (1960–1974, Mittelfeld)
Trotz seiner geringen Körpergröße von nur 1,62 m, war „Hoppy“ Kurrat ein großer Spieler des BVB. An allen Titelgewinnen in der Zeit maßgeblich beteiligt, war er bei den Fans vor allem wegen seines Kämpferherzens beliebt. Im Endspiel um die Deutsche Meisterschaft im Jahre 1963 erzielte er das 1:0 gegen den 1. FC Köln. Insgesamt absolvierte er über 600 Spiele für den BVB, alle Wettbewerbe zusammengezählt.
- Wolfgang Paul (1961–1970, Abwehr)
Der gebürtige Westfale war in den 1960er Jahren Abwehrchef der Borussia und Kapitän der Sieger im Europapokal der Pokalsieger 1965/66. 1966 wurde Paul zudem Vize-Weltmeister bei der WM in England, ohne jemals ein Länderspiel bestritten zu haben.
- Lothar Emmerich (1960–1969, Sturm)
„Emma“ Emmerich war einer der besten deutschen Stürmer der 1960er Jahre und zweimaliger Torschützenkönig der Bundesliga. Einen besonderen Stellenwert hat sein 1:1-Ausgleichstor gegen Spanien bei der Fußball-Weltmeisterschaft 1966, als er aus äußerst spitzem Winkel ins Tor traf.

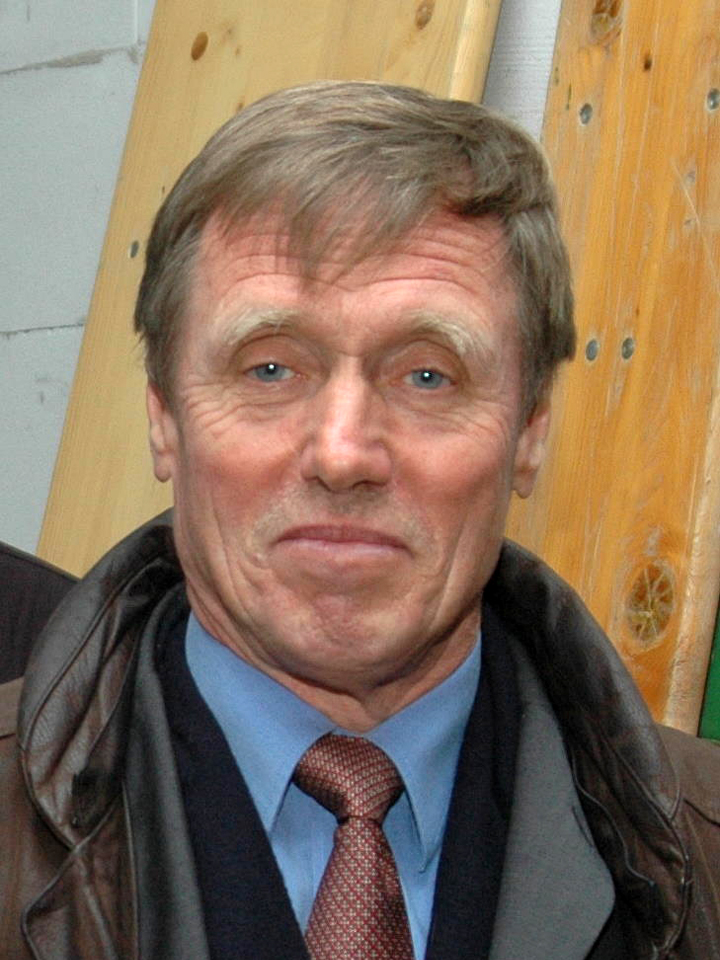
Sigfried „Siggi“ Held

- Sigfried Held (1965–1971 und 1977–1979, Sturm)
„Siggi“ Held wechselte aufgrund der Lizenzverweigerung für Hertha BSC zur Borussia und trat trotz seiner Mittelstürmer-Position eher als Vorbereiter denn als Torjäger auf. Er stürmte im WM-Finale von 1966 zusammen mit „Emma“ Emmerich; von 1968 bis 1971 konnte er sich als Mannschaftskapitän der Borussia etablieren. Held ist heute Fanbeauftragter für den BVB.
- Reinhard Libuda (1965–1968, Sturm)
Obwohl „Stan“ Libuda den Großteil seiner Karriere beim ewigen Rivalen FC Schalke 04 verbrachte, erreichte er mit dem BVB den bis dahin größten Erfolg der Vereinsgeschichte. Im Finale des Europapokals der Pokalsieger 1966 erzielte Libuda gegen den FC Liverpool das entscheidende 2:1 in der Nachspielzeit. Nur zwei Jahre später kehrte er wieder zu den „Knappen“ zurück.
- Manfred Burgsmüller (1976–1983, Sturm)
Der Essener Manfred Burgsmüller belegt Platz 5 der Liste der erfolgreichsten Torschützen der Fußball-Bundesliga. Von seinen insgesamt 213 Toren erzielte er 135 für den BVB (in 224 Ligaspielen) und ist damit (Stand: 2022) Rekordtorschütze des Vereins in der Bundesliga.
- Eike Immel (1978–1986, Tor)
Der gebürtige Hesse ist nach Oliver Kahn der Torhüter mit den meisten Einsätzen in der Bundesliga. Der damals 17-Jährige begann seine Karriere im Tor des BVB und absolvierte insgesamt 534 Spiele für die Borussia (247) und den VfB Stuttgart (287). Zudem stand er während der Europameisterschaft 1988 im Tor der deutschen Nationalmannschaft.

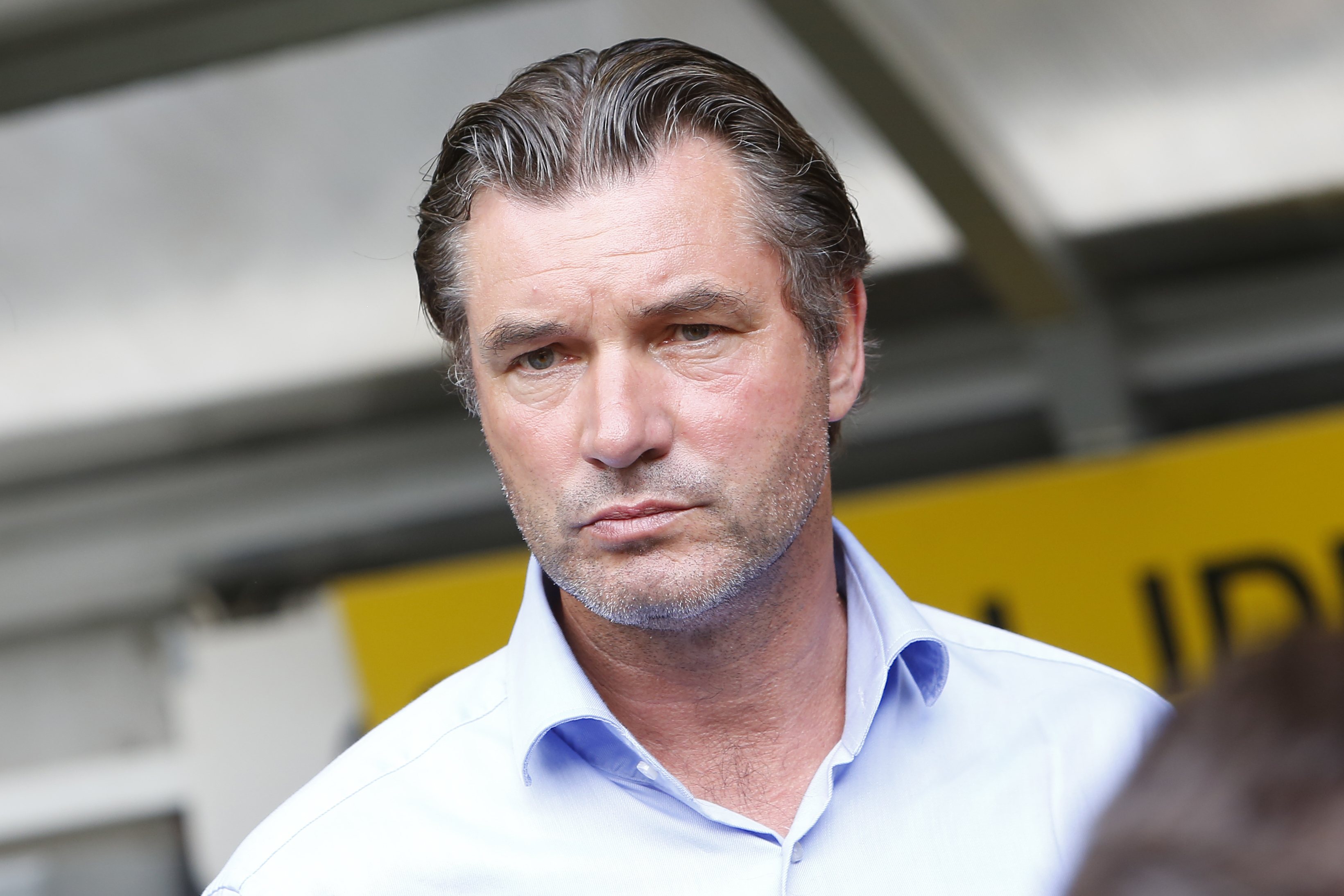
Michael Zorc

- Michael Zorc (1981–1998, Mittelfeld)
„Susi“ Zorc war in den 1980er und 1990er Jahren in mehreren Spielzeiten Kapitän des BVB und an allen Titelgewinnen dieser Zeit maßgeblich beteiligt. Für die Borussia absolvierte er 463 Bundesliga-Spiele, damit ist er Rekordspieler des Vereins. Der siebenmalige Nationalspieler war von 2005 bis 2022 Sportdirektor beim BVB.
- Marcel Răducanu (1982–1988, Mittelfeld)
Sein Debüt für den BVB bestritt Răducanu am ersten Spieltag der Saison 1982/83 im Auswärtsspiel bei Hertha BSC, das der BVB mit 3:1 gewann. Sechs Jahre lang führte der Rumäne Regie im Mittelfeld des BVB und absolvierte für Borussia 163 Bundesliga-Spiele, in denen er 31 Tore erzielte (und nur vier gelbe Karten bekam).
- Jürgen Wegmann (1984–1986 und 1989–1992, Sturm)
Die „Kobra“ sorgte dafür, dass der BVB am Ende der Saison 1985/86 als Drittletzter nicht erneut den Gang in die Zweitklassigkeit antreten musste. Nach einem 0:2 im Hinspiel der Relegation gegen den SC Fortuna Köln wurde im Rückspiel ein Sieg mit zwei Toren Unterschied benötigt, um ein Entscheidungsspiel zu erzwingen. Dies gelang in letzter Sekunde, als Wegmann den Ball zum 3:1 über die Linie drückte und so den Verein rettete.
- Norbert Dickel (1986–1990, Sturm)
„Nobby“ Dickel spielte zwar nur 90-mal für die Borussia, war allerdings maßgeblich am Gewinn des DFB-Pokals im Jahre 1989 beteiligt, als er im Finale gegen Werder Bremen trotz einer schweren Knieverletzung einen Doppelpack erzielte. Wenig später musste er aufgrund dieser Verletzung seine Karriere zwangsweise beenden. Dickel ist als Stadionsprecher des BVB tätig und den Fans als „Held von Berlin“ bekannt.
- Frank Mill (1986–1994, Sturm)
Der 387-malige Bundesligaspieler war in den späten 1980er und frühen 1990er Jahren Stürmer bei Borussia Dortmund und etablierte sich als Publikumsliebling der Südtribüne. Mit dem BVB gewann der Mannschaftskapitän von 1987 bis 1989 den DFB-Pokal 1989 und wurde zudem ein Jahr später mit der deutschen Nationalmannschaft Weltmeister in Italien.
- Wolfgang de Beer (1987–2001, Tor)
„Teddy“ de Beer war über viele Jahre ein Teil des Kaders und gewann mit der Mannschaft zwei Meisterschaften, den DFB-Pokal, die Champions League und den Weltpokal. Jedoch erlebte der Liebling der Fans die meisten Erfolge des BVB verletzungsbedingt nur von der Bank aus, hielt dem BVB aber aus Dankbarkeit über ein Jahrzehnt hinweg die Treue. Danach war er von 2002 bis 2018 Torwarttrainer der Schwarzgelben.
- Andreas Möller (1988–1990 und 1994–2000, Mittelfeld)
„Andy“ Möller verzeichnete neben dem Weltmeistertitel 1990 und dem Europameistertitel 1996 als ehemaliger Nationalspieler ebenso mehrere deutsche Meisterschaften und Pokalsiege mit der Borussia und Schalke 04. Zudem gewann er sowohl mit Juventus Turin den UEFA-Cup (1993) als auch mit dem BVB die Champions League (1997).
- Michael Rummenigge (1988–1993, Mittelfeld und Sturm)
Der jüngere Bruder von Karl-Heinz Rummenigge kam 1988 vom FC Bayern München und war deshalb anfangs nicht besonders beliebt bei den Fans. Das änderte sich jedoch rasch, als er mit dem BVB 1989 den DFB-Pokal gewann. In der Saison 1991/92 verpasste Rummenigge mit der Mannschaft nur ganz knapp den Meistertitel. In 157 Ligaspielen für die Borussia erzielte er 36 Tore.
- Stefan Klos (1990–1998, Tor)
Der Torhüter war bereits in der Jugend des BVB sportlich aktiv. In seine Zeit als Profi fallen die Meisterschaften 1995 und 1996 sowie der Gewinn der Champions League 1997. Im Dezember 1998 wechselte er aufgrund eines Streits mit dem Vereinsvorstand zu den Glasgow Rangers, bei denen er 2007 seine Karriere beendete.
- Stéphane Chapuisat (1991–1999, Sturm)
Der Schweizer Chapuisat ist mit seinen insgesamt 106 erzielten Toren der bislang drittbeste ausländische Torschütze in der Bundesliga. Als erster Ausländer übertraf er die Marke von 100 Bundesligatoren, 102 Tore erzielte er für den BVB. „Chappi“, wie er von den meisten genannt wurde, spielte acht Jahre in Dortmund und war in dieser Zeit wesentlich an den Meisterschaften und dem Champions-League-Gewinn der Borussia beteiligt.

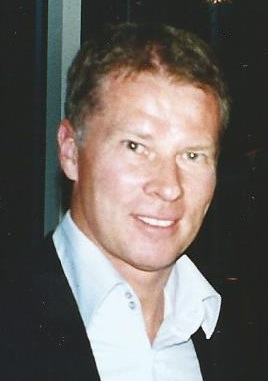
Stefan Reuter

- Stefan Reuter (1992–2004, Abwehr und Mittelfeld)
Der gebürtige Franke spielte insgesamt zwölf Jahre in Dortmund und war langjähriger Kapitän der Borussia. Der Weltmeister von 1990 bestritt 502 Bundesliga-Spiele, zumeist als rechter Verteidiger oder im defensiven Mittelfeld. Im Fangedächtnis bleibt er in Dortmund durch seine beiden Treffer zum 3:2-Sieg gegen den MSV Duisburg, wenige Tage vor dem Titelgewinn 1995.
- Matthias Sammer (1993–1998, Mittelfeld)
„Motzki“ Sammer ist der einzige Dortmunder Fußballer, der jemals als Europas Fußballer des Jahres ausgezeichnet wurde. Der Libero wurde sowohl in den Jahren 1995 und 1996 als Spieler als auch 2002 als Trainer Deutscher Meister mit dem BVB, gewann als deutscher Nationalspieler die Europameisterschaft 1996 und wurde Champions-League-Sieger 1997. Aktuell arbeitet er als externer Berater für den Verein.
- Karl-Heinz Riedle (1993–1997, Sturm)
„Air“ Riedle erzielte beim 3:1-Sieg im Finale der Champions League 1997 die beiden Treffer zum 1:0 und 2:0 für den BVB, so dass sein Name untrennbar mit dem größten Erfolg der Dortmunder Vereinsgeschichte verbunden ist. Seit November 2014 ist Riedle als „internationaler Markenbotschafter“ für den BVB tätig.

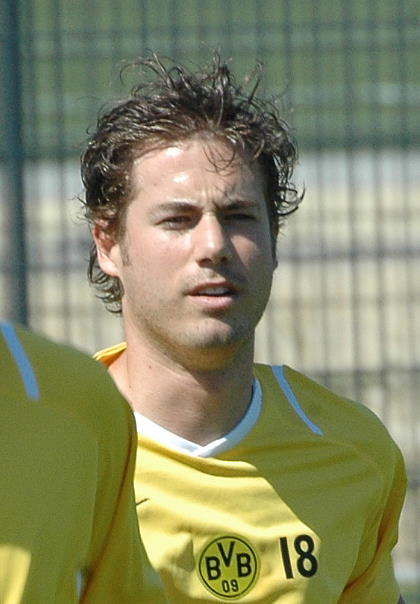
Lars Ricken (2006)

- Lars Ricken (1994–2008, Mittelfeld)
Der gebürtige Dortmunder spielte als Profi ausschließlich für den BVB. Berühmt wurde er bereits in jungen Jahren durch einige wichtige Tore; legendär sind insbesondere sein Treffer gegen Deportivo La Coruña im Achtelfinale des UEFA-Pokals 1994/95 sowie das vorentscheidende 3:1 im Endspiel der Champions League 1997. Er arbeitet seit Mai 2024 als Geschäftsführer Sport[126] für Borussia Dortmund.
- Jürgen Kohler (1995–2002, Abwehr)
1995 wechselte Kohler von Juventus zum BVB, bei dem er bis zu seinem Karriereende blieb. Der Weltmeister von 1990 und vielfache deutsche Nationalspieler wurde durch seine kämpferische Spielweise schnell zum Publikumsliebling. Nach dem Gewinn der Champions League, zu dem er mit starken Leistungen nicht nur im Halbfinale gegen Manchester United maßgeblich beitrug, sowie dem Gewinn des Weltpokals wurde er 1997 zu Deutschlands Fußballer des Jahres gewählt.

- Dedê (1998–2011, Abwehr)
Der brasilianisch-deutsche Fußballspieler war 13 Jahre für den BVB aktiv und absolvierte mehr als 300 Bundesligaspiele. Mit dem Gewinn der siebten deutschen Meisterschaft von Borussia Dortmund im Jahr 2011 verkündete Publikumsliebling Dedê seinen Abschied, um seine Karriere bei einem anderen Verein ausklingen zu lassen.
- Christian Wörns (1999–2008, Abwehr)
Wörns kam 1999 von Paris Saint-Germain zum BVB und stieg schnell zum Führungsspieler und Kapitän der Mannschaft auf. In der Meistersaison 2001/02 war der Innenverteidiger Teil der zweitbesten Defensive der Liga. In die neun aktiven Jahre bei Borussia Dortmund fallen die meisten seiner 66 A-Länderspiele.
- Jan Koller (2001–2006, Sturm)
Koller, der mit dem BVB einmal Deutscher Meister wurde, fiel vor allem durch seine imposante Größe (202 cm) und seine damit verbundene Kopfballstärke auf. Der tschechische Nationalstürmer wurde am 12. Spieltag der Saison 2002/03 in die Elf des Tages des Kicker-Sportmagazins gewählt. Jedoch auf der Position des Torhüters, die er freiwillig nach einem Platzverweis von Jens Lehmann und einem bereits ausgeschöpften Wechselkontingent bekleidete – in den verbliebenen 34 Spielminuten kassierte er kein Gegentor.
- Tomáš Rosický (2001–2006, Mittelfeld)
Der Tscheche kam als Meister von Sparta Prag zum BVB und wurde schnell ein wichtiger Bestandteil der ersten Mannschaft. Als Edeltechniker sowie Takt- und Vorlagengeber im Mittelfeld hatte Rosický unter anderem großen Anteil an der Dortmunder Meisterschaft im Jahre 2002. Verschiedene Verletzungen warfen ihn in den kommenden Spielzeiten jedoch immer wieder zurück. So ging er 2006 zum FC Arsenal.

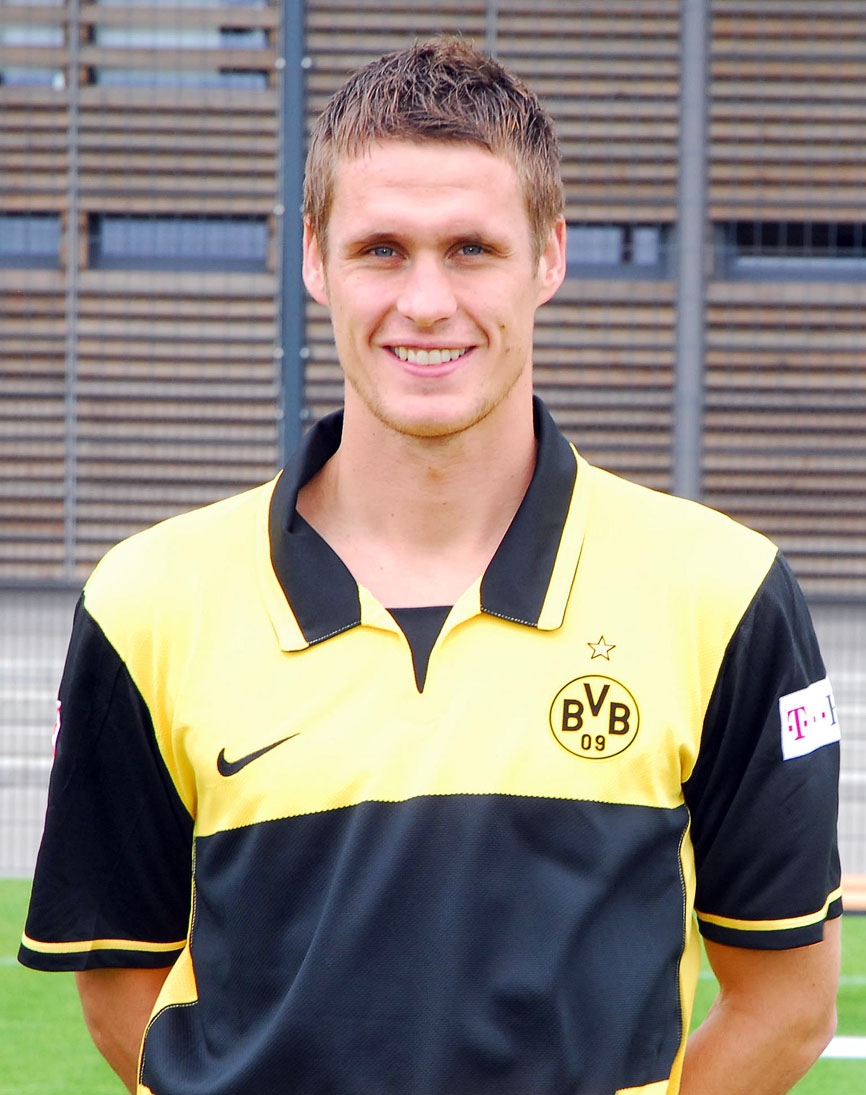
Sebastian Kehl

- Sebastian Kehl (2002–2015, Mittelfeld)
Der aus Hessen stammende „Kehli“ wechselte 2002 vom SC Freiburg zum BVB und war 13 Jahre lang sportlich für den Verein aktiv. Von 2008 bis 2014 war er zudem Kapitän der Borussia und errang insgesamt drei deutsche Meisterschaften und einen Pokalsieg. Trotz zahlreicher, oftmals schwerer Verletzungen kämpfte sich Kehl immer wieder erfolgreich zurück in die Mannschaft und blieb dieser auch in schweren Zeiten erhalten. Nach insgesamt 274 Ligaspielen und 20 Toren für Dortmund beendete er seine Karriere als Profifußballer. Von 2018 bis 2022 fungierte Kehl als Leiter der Lizenzspielerabteilung des BVB, ehe er auf Michael Zorc im Amt des Sportdirektors folgte.

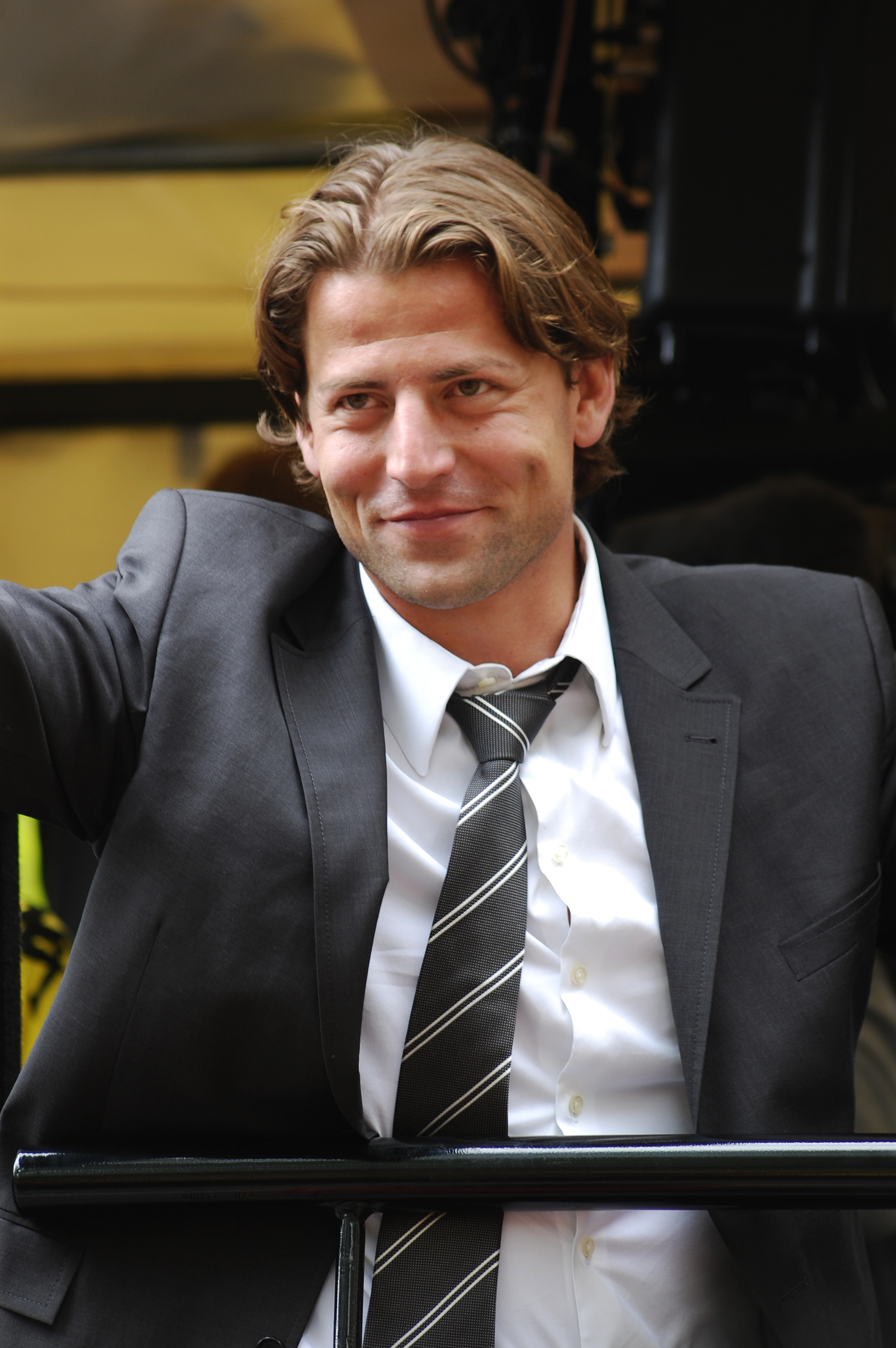
Roman Weidenfeller

- Roman Weidenfeller (2002–2018, Tor)
Der 190 cm große Weidenfeller kam im Sommer 2002 vom 1. FC Kaiserslautern zum BVB, blieb jedoch zunächst im Schatten des damaligen Stammtorhüters Jens Lehmann. Nach dessen Wechsel nach England im Folgejahr stieg Weidenfeller bald zur internen Nummer 1 auf und war vor allem in den Meisterjahren 2011 und 2012 ein sicherer Rückhalt für seine Hintermannschaft. Kultstatus bei den Fans der Borussia erlangte ein Satz, den er bei einem spontanen Interview mit einem ausländischen Journalisten kurz nach dem Gewinn der Meisterschaft im Jahre 2011 von sich gab: „I think we have a grandios Saison gespielt.“ Weidenfeller wurde zweimal deutscher Meister sowie zweimal Pokalsieger und beendete nach 349 Ligaspielen für den BVB seine Karriere. Im September 2018 erhielt er vor über 70.000 Zuschauern im heimischen Westfalenstadion sein Abschiedsspiel.
- Nuri Şahin (2005–2011 und 2013–2018, Mittelfeld)
Bereits mit 12 Jahren begann der Weg des Mittelfeldstrategen mit dem BVB. Als 16-Jähriger debütierte er 2005 für die Profis und wurde zum bis dato jüngsten eingesetzten Spieler der Bundesliga-Geschichte. Als zuverlässiger Sechser wurde er mit der Mannschaft einmal Meister, einmal DFB-Pokal- und zweimal DFL-Supercup-Sieger und kam in der Saison 2013/14 sogar zum Titel des „defensiven Mittelfeldspielers der Hinrunde“. Obwohl er sowohl bei den Fans als auch innerhalb der Mannschaft sehr angesehen war, beendete er zur Spielzeit 2018/19 nach 15 Jahren im Dienste der Schwarz-Gelben sein Engagement und wechselte nach Bremen. Im Sommer 2024 kehrte Şahin zum BVB zurück und wurde Cheftrainer der ersten Mannschaft.
- Neven Subotić (2008–2018, Abwehr)
Subotić verlieh dem BVB vor allem in den Meisterjahren 2011 und 2012 zusammen mit Mats Hummels eine enorme defensive Stabilität. Zudem war er dank seiner Sprungkraft bei Standards immer wieder torgefährlich. Auch Abseits des Platzes sorgte der bescheidene Serbe für positive Schlagzeilen, indem er sich bis heute mit Leidenschaft für soziale Projekte engagiert.

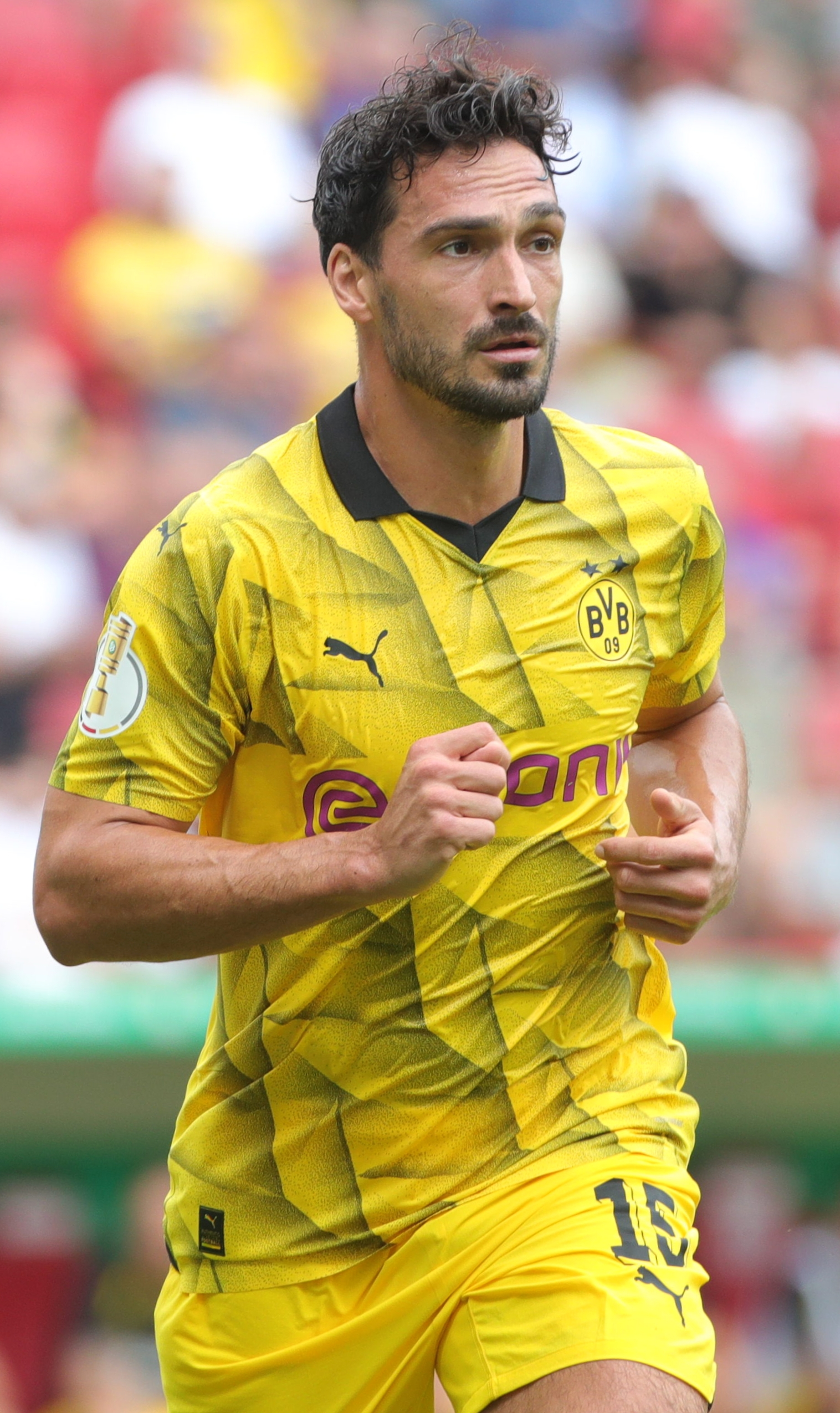
Mats Hummels

- Mats Hummels (2008–2016 und 2019–2024, Abwehr)
Nach nur einem Ligaspiel für den FC Bayern München im Jahre 2007 kam Hummels als unbeschriebenes Blatt zu den Schwarzgelben, avancierte jedoch unter dem damaligen Cheftrainer Jürgen Klopp bald zum Abwehrchef. Er verlieh dem BVB besonders in den Meisterjahren 2011 und 2012 eine enorme defensive Stabilität. Zudem war Hummels bei Standardsituationen äußerst kopfballstark und torgefährlich. Er verfügte sowohl über offensive als auch über taktische Qualitäten, die denen eines klassischen Spielmachers ähnelten. So profitierten seine Vorderleute mehrfach von seinen gewagten Vorstößen in die Spielhälfte des Gegners. Von 2014 bis 2016 war er außerdem Kapitän des BVB und wurde mit ihm je zweimal deutscher Meister und Pokalsieger. In diese Zeitspanne fiel auch Hummels’ Mitwirken am Gewinn der Weltmeisterschaft 2014. Zum Ende der Saison 2016 kehrte Hummels für drei Jahre wieder nach München zurück. Anschließend spielte der Verteidiger fünf Jahre lang wieder für den BVB, mit dem er 2021 den DFB-Pokal (das bereits zweite Mal nach 2012) gewann und 2024 ins Endspiel der Champions League einzog.

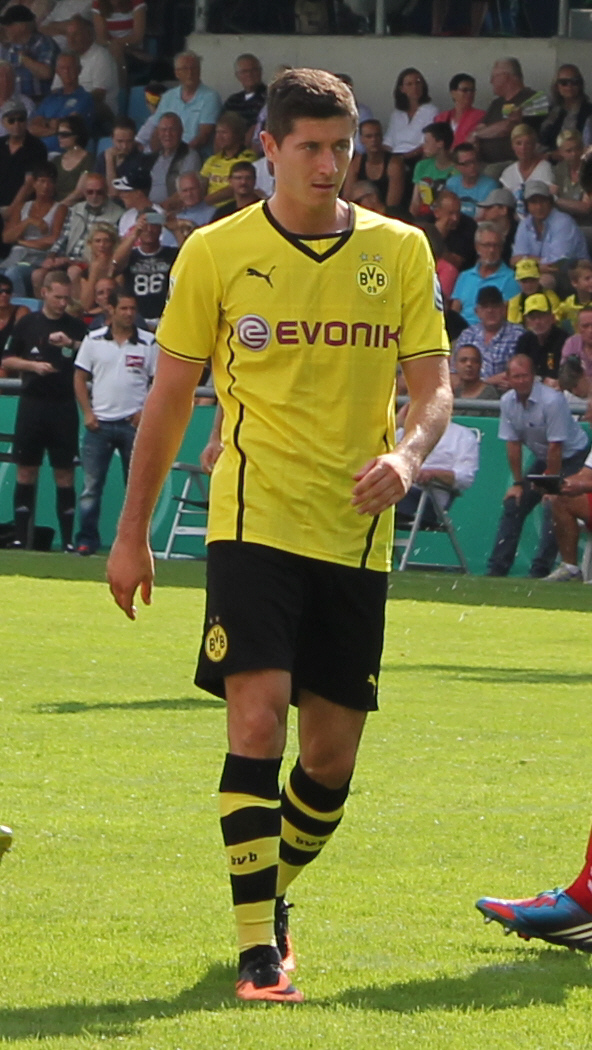
Robert Lewandowski

- Robert Lewandowski (2010–2014, Sturm)
Der Pole kam im Sommer 2010 als Torschützenkönig der polnischen Ekstraklasa von Lech Posen zum BVB. In seiner ersten Bundesligasaison wurde er zwar meistens nur als Joker eingesetzt, avancierte in den folgenden Spielzeiten aber zum besten Stürmer der Borussia. Unvergessen im Gedächtnis vieler Fans bleiben seine vier Tore im Champions-League-Halbfinale 2012/13 gegen Real Madrid. In der Saison 2013/14 wurde er Torschützenkönig der Bundesliga. Danach wechselte er zum Ligakonkurrenten FC Bayern München.

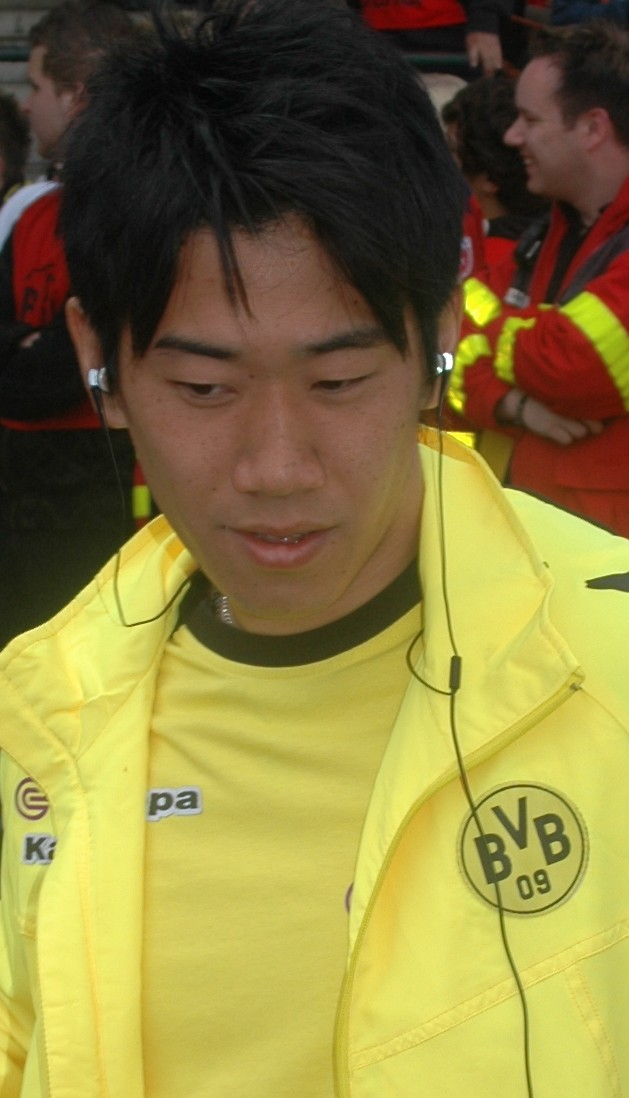
Shinji Kagawa

- Shinji Kagawa (2010–2012 und 2014–2019, Mittelfeld)
Als erster und einer von insgesamt nur zwei Japanern beim BVB war Kagawa mit Unterbrechungen sieben Jahre für den Verein aktiv. Er absolvierte 260 Pflichtspiele und erzielte 60 Tore, überwiegend offensiv hinter den Spitzen agierend. Der japanische Nationalspieler wurde mit der Borussia je zweimal Deutscher Meister und Pokalsieger und war als feiner Techniker bis zum Ende beliebt bei den Anhängern.

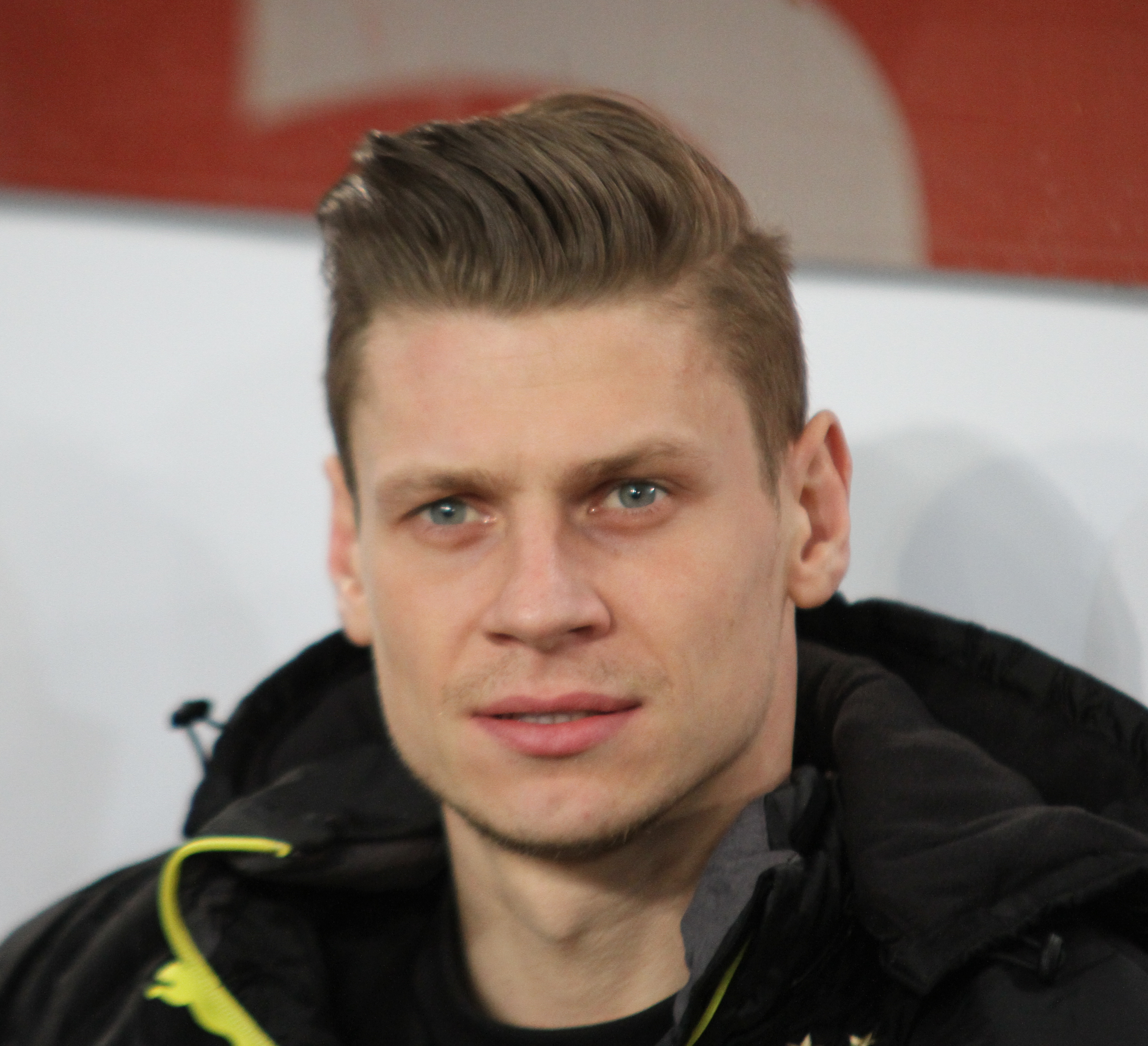
Łukasz Piszczek

- Łukasz Piszczek (2010–2021, Abwehr)
„Piszczu“ stieß 2010 vom Ligakonkurrenten Hertha BSC zur Borussia und spielte beinahe ausschließlich auf der rechten defensiven Außenbahn. Als einer der ersten „kompletten“ Verteidiger konnte der Pole neben der Abwehrarbeit auch 64 Treffer seiner jeweiligen Mannschaftskollegen in 382 Pflichtspielen vorbereiten. Er holte mit der Mannschaft zwei deutsche Meisterschaften, gewann dreimal den DFB-Pokal sowie dreimal den Supercup und stand einmal mit Dortmund im Champions-League-Endspiel. Piszczek führte das Team mehrmals als stellvertretender Mannschaftskapitän aufs Feld – so auch in seinem letzten Spiel für den BVB – und gründete bereits als Aktiver in Kooperation mit der Borussia seine eigene Fußballschule in seiner polnischen Heimat.

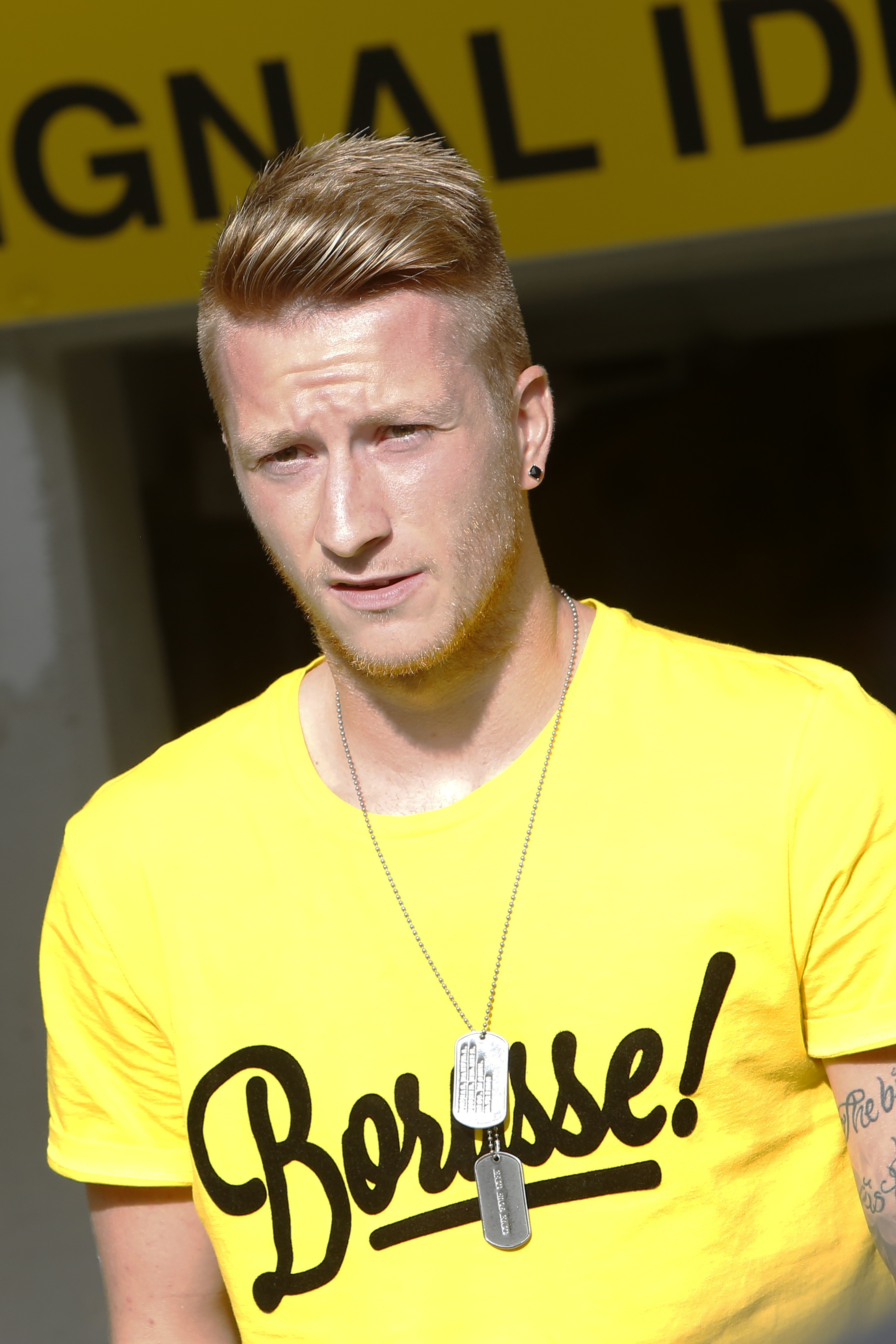
Marco Reus

- Marco Reus (2012–2024, Mittelfeld)
Zehn Jahre wurde Reus beim BVB ausgebildet, zum Profi reifte er allerdings in Ahlen und etablierte sich in der Bundesliga bei der „anderen Borussia“ aus Mönchengladbach. Mit 23 kehrte er schließlich als amtierender Fußballer des Jahres und A-Nationalspieler zu seinem Jugendverein zurück. In weit über 400 Pflichtspielen für Dortmund wurde Reus, der sich nach vielen schweren Verletzungen immer wieder zurück kämpfte, zweimal deutscher Pokalsieger und feierte mit seinem Verein mehrere Vizemeisterschaften. Reus war gleichermaßen torgefährlich wie auch mannschaftsdienlich als Vorbereiter und wurde 2019 ein weiteres Mal zum Fußballer des Jahres gekürt. 2013 war er einer derer, die das Finale der Champions League gegen den FC Bayern München erreichten und auch 2024 war er dabei, als die Borussia erneut das Endspiel dieses Wettbewerbs erreichte. Fünf Jahre lang führte Reus als Nachfolger von Marcel Schmelzer Dortmund als Mannschaftskapitän aufs Feld, ehe er von diesem Amt im Sommer 2023 zurücktrat und von Emre Can beerbt wurde.

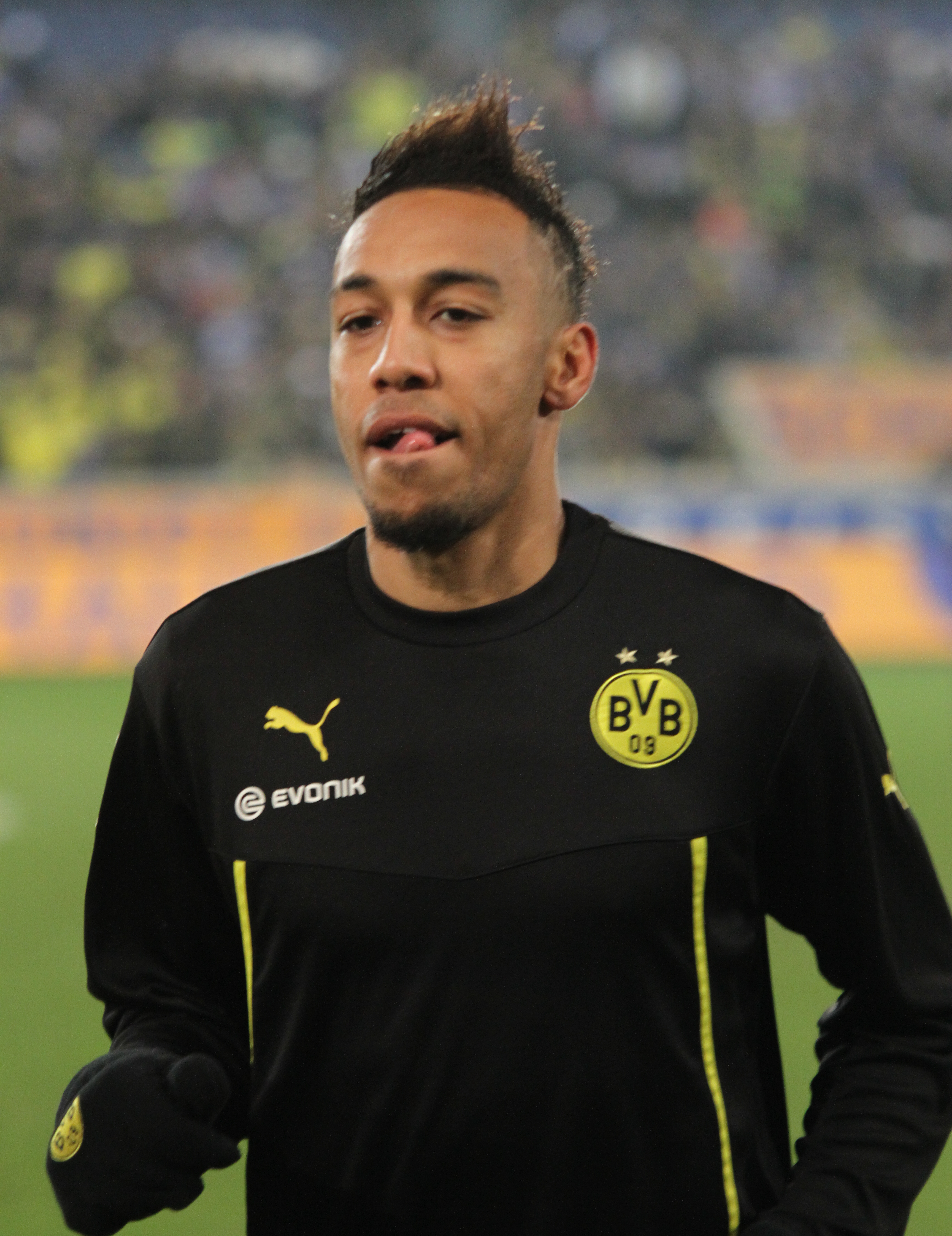
Pierre-Emerick Aubameyang

- Pierre-Emerick Aubameyang (2013–2018, Sturm)
Der Kapitän der gabunischen Nationalmannschaft wechselte im Juli 2013 von der AS Saint-Étienne in den Pott. Gleich in seinem ersten Spiel für den BVB am 10. August erzielte „Auba“ drei Tore. In der Saison 2016/17 holte er sich mit 31 Saisontoren die Torjägerkanone. Mit 98 Treffern in 144 Bundesliga-Einsätzen war der treffsichere Stürmer ein entscheidender Erfolgsfaktor für die Mannschaft. Sein einziger gewonnener Titel mit der Borussia war der DFB-Pokal 2017. Nachdem er bereits seit Mitte 2017 Wechselabsichten gehegt hatte und in der Folge wegen undisziplinierten Verhaltens mehrmals suspendiert worden war, verließ Aubameyang den BVB im Januar 2018 in Richtung England und unterschrieb beim FC Arsenal.

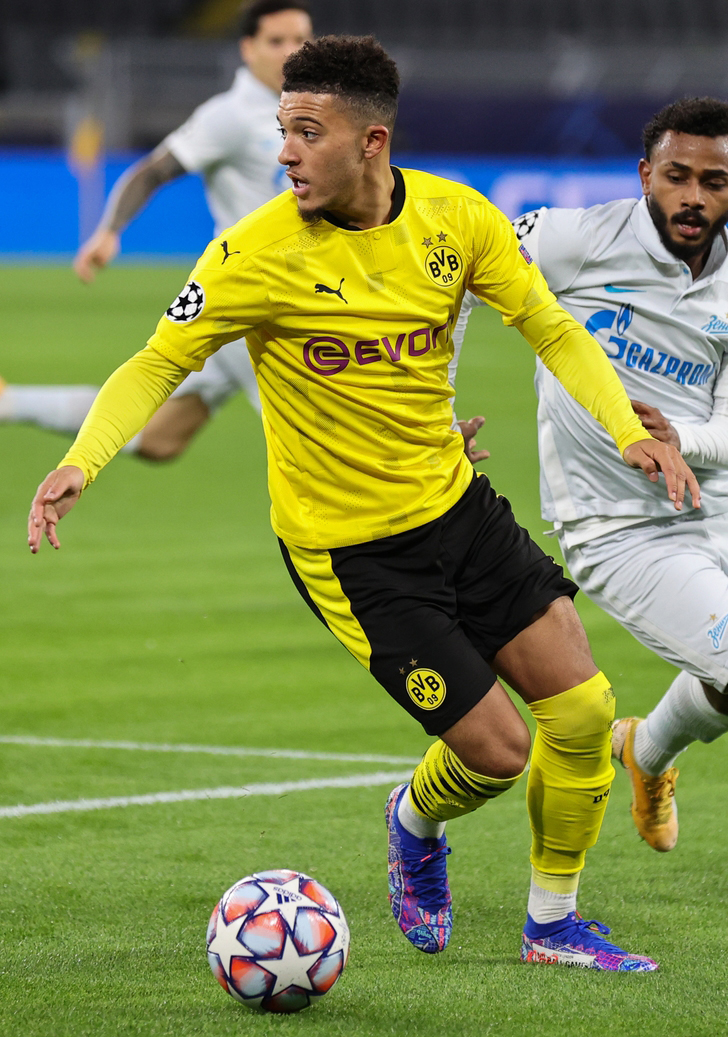
Jadon Sancho

- Jadon Sancho (2017–2021 und 2024, Sturm)
Sancho wechselte aus der Nachwuchsakademie von Manchester City nach Dortmund und arbeitete sich über die A-Jugend und die U23 in die erste Mannschaft. In den drei vollen Spielzeiten, in denen er als Profi für den BVB aktiv war, sammelte der als Straßenfußballer aufgewachsene Flügelspieler jeweils über 30 wettbewerbsübergreifende Scorerpunkte; seine Topmarke lag bei 40 Punkten in der Spielzeit 2019/20. Sancho war drei Jahre lang Stammkraft im Offensivspiel des BVB und an vielen wichtigen Treffern beteiligt, die zu zwei Vizemeisterschaften, einem Supercup- sowie einem DFB-Pokalsieg führten. Sancho spielte mit der Borussia regelmäßig in der Champions League und wurde während seiner Zeit in Schwarz-Gelb englischer A-Nationalspieler und Europameisterschaftsteilnehmer. Im Sommer 2021 kehrte der Engländer in seine Heimat zurück und wurde durch eine Zahlung von 85 Mio. Euro seitens Manchester United zu einem der bis dato teuersten Spieler. In der Rückrunde der Spielzeit 2023/24 war Sancho auf Leihbasis erneut für den BVB aktiv und gelangte mit ihm in dessen erstes Champions-League-Endspiel seit elf Jahren. In diesem unterlag man allerdings dem Rekordsieger Real Madrid.

### Traditionsmannschaft
Die BVB-Legenden genannte Traditionsmannschaft, angeführt von Teamchef Günter Kutowski, besteht aus über 30 Spielern. Neben Pokalsiegern von 1989 wie Kutowski selbst, Thomas Helmer oder Michael Rummenigge stehen auch Präsident Reinhard Rauball, Geschäftsführer Aki Watzke und ehemalige Stars wie Lars Ricken, Giuseppe Reina, Jan Koller, David Odonkor, Knut Reinhardt oder Stéphane Chapuisat im Kader. Sie absolviert in unregelmäßigen Abständen Benefiz-Spiele in Deutschland wie auch im Ausland und war beim alljährlich stattfindenden Hallenturnier Budenzauber in Krefeld dabei.

## Stadien

### Weiße Wiese
Nachdem die Borussia ihre Heimspiele zunächst auf einem abschüssigen Acker nordöstlich des Borsigplatzes (Ecke Wambeler und Kirchderner Straße) ausgetragen hatte, wurde als erster „richtiger“ Austragungsort Anfang der 1910er Jahre die Weiße Wiese auserkoren. Auch sie befand sich in unmittelbarer Nähe des Borsigplatzes und der Industrieanlagen der Hoesch-Hüttenwerke im Dortmunder Norden. Hier befindet sich das Freibad Stockheide im Hoeschpark. Ein Gedenkstein erinnert dort an das ehemalige Stadion.
Ursprünglich war die Weiße Wiese ein städtischer Ballspielplatz mit Laufbahn und Sprunggrube. Die Tore bestanden zunächst nur aus Kanthölzern und Querlatten und wurden nach den Spielen stets abgebaut. Da der Sportplatz den Verbandsvorschriften zum Aufstieg in die Bezirksklasse nicht genügte, musste der Verein im Sommer 1924 umfangreiche Baumaßnahmen tätigen. Neben der Errichtung einer 450 Meter langen Mauer und dem Bau der Umkleide- und Kassenhäuschen stand die Vollendung der Zuschauerwälle im Vordergrund. Insgesamt beliefen sich die Kosten des Umbaus auf 50.000 Reichsmark, nach Abschluss der Umbauarbeiten besaß das Stadion eine Kapazität von etwa 10.000 Plätzen. Der neue „Borussia-Sportplatz“ wurde dem Verein von Oberbürgermeister Eichhoff am 14. August 1924 übergeben.
Als 1937 in den Kriegsvorbereitungen der Nationalsozialisten eine Expansion der Hoesch AG forciert wurde, musste der Verein das Gelände der Weißen Wiese wieder verlassen und in die Kampfbahn Rote Erde im Dortmunder Süden umziehen. Der Sportplatz hatte einem Freibad im neu errichteten „Hoeschpark“ weichen sollen, das jedoch erst 1951 errichtet wurde.

### Rote Erde

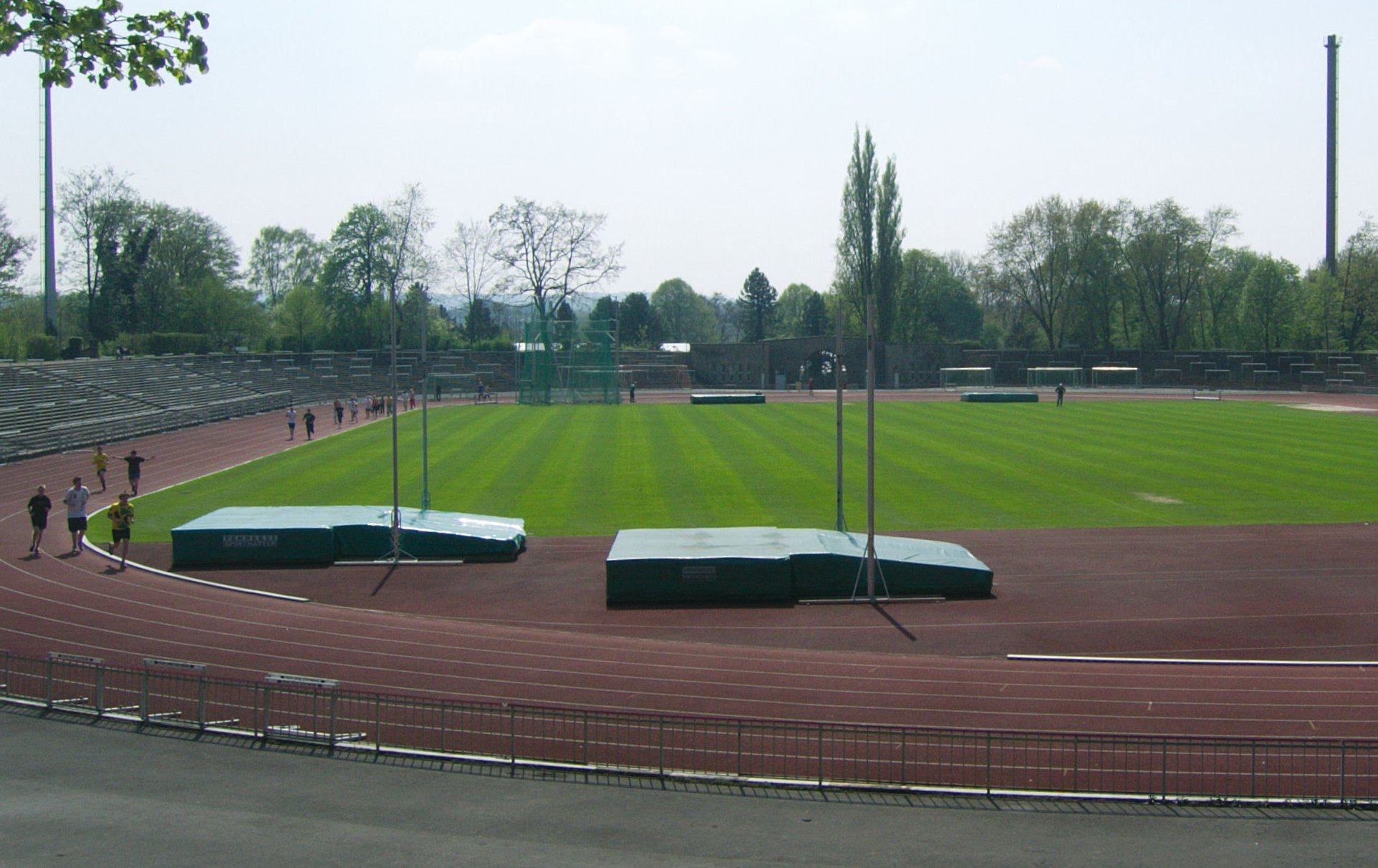
Stadion Rote Erde

Im Jahr 1937 zog Borussia Dortmund in die Kampfbahn Rote Erde um, die 1926 nach Plänen von Hans Strobel errichtet wurde. Dieser war verantwortlich für die komplette Neugestaltung des Volksparks im Süden Dortmunds, in dessen Konzept „die Kampfbahn das Herz und die Westfalenhalle der Kopf“ des Parks sein sollte. Das Stadion besaß ein Fassungsvermögen von mehr als 30.000 Plätzen und wurde zunächst von vielen verschiedenen Vereinen genutzt. Unter anderem fanden in der Kampfbahn zwischen 1926 und 1939 mehrfach Endrundenspiele um die deutsche Meisterschaft statt, an denen der Reviernachbar aus Schalke beteiligt war.
Für die Borussia war der erzwungene Umzug mit einigen Problemen verbunden. Ohne eigene Platzanlage fehlte dem Verein ein Trainingsgelände für seine Jugendmannschaften, zudem waren Abgaben in Höhe von acht Prozent der Heimspieleinnahmen an die Stadt fällig. Der Wunsch des Vereins nach einem Trainingsgelände in der Nähe seiner Wurzeln wurde erst nach dem Krieg erfüllt, als der Verein 1959 einen Platz an der Brackeler Straße erwerben konnte.
Trotz der schwierigen Anfangsphase entwickelte sich die Beziehung zwischen dem Verein und der Roten Erde letztlich zu einer Erfolgsgeschichte. Zum ersten Spiel des BVB in der Roten Erde, als der Hamburger SV in der ersten Runde des Tschammer-Pokals 1936/37 mit 3:1 bezwungen wurde, kamen bereits 10.000 Zuschauer ins Stadion; bevor der Spielbetrieb aus Kriegsgründen eingestellt wurde, lag der Zuschauerrekord bei 30.000 Anhängern, die im November 1939 einem 3:7 der Borussia gegen Schalke beiwohnten.
Nach dem Ende des Zweiten Weltkriegs war die Rote Erde der Schauplatz der ersten großen Erfolge des Vereins. Zwischenzeitlich wurde sogar ein Ausbau des Stadions notwendig, als vor Beginn der Bundesliga wiederholt Spiele der Borussia ausverkauft waren. Unter anderem wurde die Gegengerade überdacht und um einige Sitzränge erweitert. Zudem wurde eine zusätzliche Tribüne aus Stahlrohr errichtet, die die Laufbahn des Stadions so beeinträchtigte, dass Leichtathletikwettbewerbe unmöglich wurden. Bis zur Eröffnung des Westfalenstadions zur Weltmeisterschaft 1974 fanden so 42.000 Zuschauer im Stadion Platz und konnten den großen Erfolgen des Vereins in Deutschland und Europa beiwohnen.
Das Stadion Rote Erde ist mittlerweile wieder zu einem echten Leichtathletikstadion zurückgebaut worden und dient unter anderem noch als Spielstätte der zweiten Mannschaft der Borussia. Es verfügt über 25.000 Plätze, ist aber bei Fußballspielen nur für maximal 9.999 Zuschauer freigegeben.

### Westfalenstadion (Signal Iduna Park)

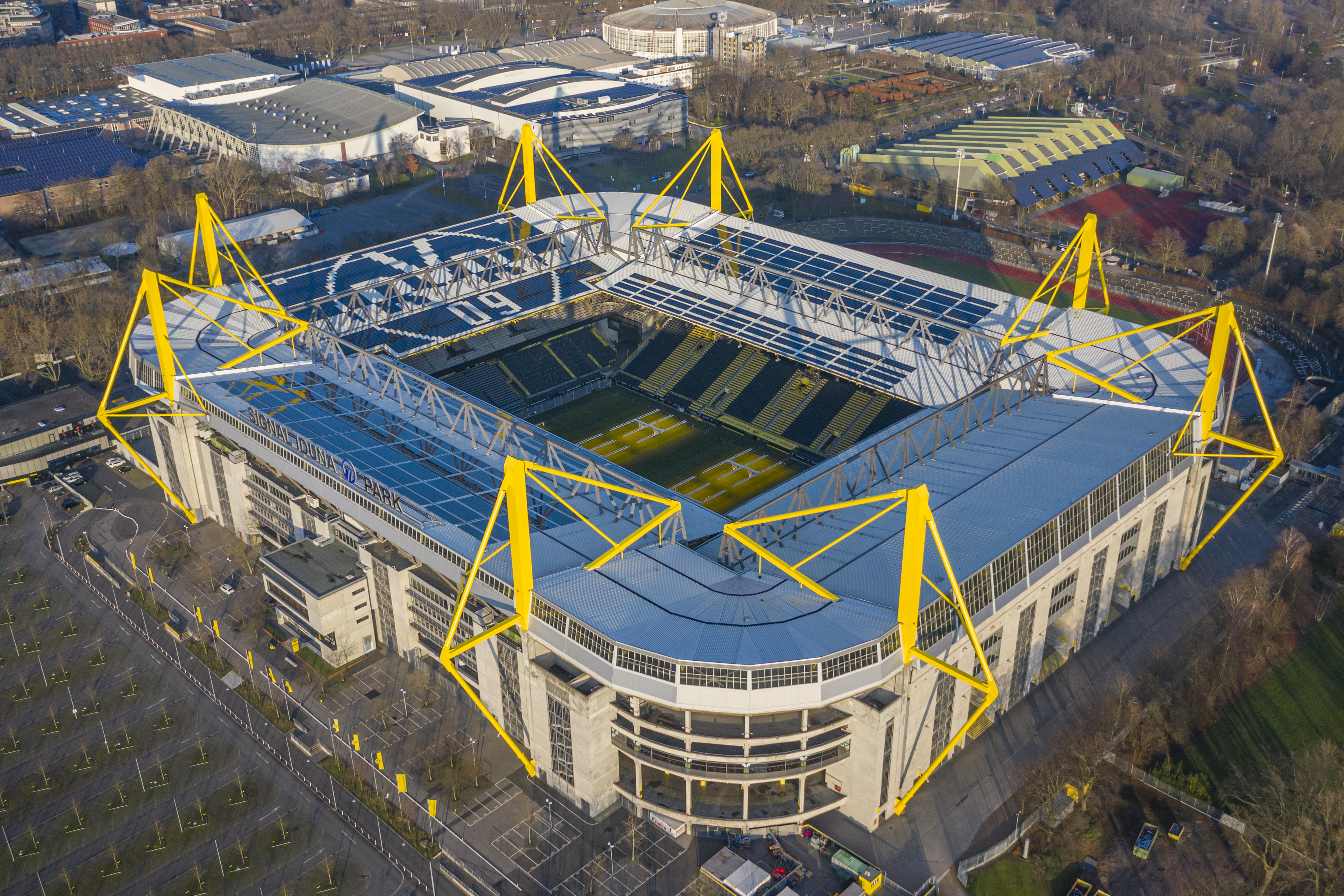
Luftansicht des Westfalenstadions

Die Geschichte des Westfalenstadions begann bereits 1965, als sich der Dortmunder Sportausschuss erstmals mit der Neuerrichtung eines Fußballstadions in unmittelbarer Nähe der Roten Erde befasste. Ein solcher Neubau schien jedoch aus finanziellen Gründen nicht machbar, so dass diesbezügliche Pläne zunächst auf Eis gelegt worden. Erst als Deutschland sich für die Austragung der WM 1974 bewarb und die Stadt Köln einen Neubau des Müngersdorfer Stadions ebenfalls für finanziell nicht darstellbar befunden hatte, wurde der Bau des Westfalenstadions akut. Im Oktober 1967 bewarb sich Dortmund erfolgreich als Spielort, den Zuschlag für die Ausrichtung des Turniers hatte der DFB bereits ein Jahr zuvor erhalten.
Am 19. Oktober 1970 erging der Beschluss des Rats der Stadt Dortmund zum Bau eines neuen Stadions, dessen erster Spatenstich ein Jahr später stattfand. Das Gelände direkt hinter der Haupttribüne der Roten Erde war zuvor als Trainingsgelände des Vereins genutzt worden. Entgegen der ursprünglichen Planung, die ein vollüberdachtes Stadion mit Laufbahn und Platz für 60.000 Zuschauer vorgesehen hatte, was Kosten in Höhe von 60 Millionen Mark verursacht hätte, wurde letztlich ein reines Fußballstadion in Plattenbauweise gebaut. Vorbild der Arena war ein Stadion in der kanadischen Olympiastadt Montreal. Die Baukosten dieses Alternativbaus beliefen sich schließlich nur auf knapp die Hälfte der ursprünglichen Summe, zudem musste die Stadt Dortmund als Bauherr dank finanzieller Unterstützung durch Bund und Land sowie der Glücksspirale nur geschätzte 6 Millionen Mark beisteuern.
Letztlich besaß das Westfalenstadion zu Beginn der Weltmeisterschaft ein Fassungsvermögen von 54.000 Plätzen, die praktisch vollständig überdacht waren. Sämtliche der 16.500 Sitzplätze befanden sich auf den Tribünen an den Seiten des Spielfelds, Nord- und Südtribüne blieben Stehplätzen vorbehalten. Zur offiziellen Eröffnung am 2. April 1974 empfing die Borussia in einem Freundschaftsspiel den Revierrivalen aus Gelsenkirchen. Dem Spiel wohnten fast 50.000 Zuschauer bei. Bei der Weltmeisterschaft 1974 war Dortmund wenig später Austragungsort von vier Spielen, unter anderem fand das entscheidende Zweitrundenspiel zwischen Brasilien und den Niederlanden im Westfalenstadion statt.
Schnell entwickelte sich das Stadion zu einem der bedeutendsten Stadien der Bundesrepublik. Aufgrund seiner „typisch englischen“ Bauweise ohne Laufbahn war die Atmosphäre im Westfalenstadion immer etwas hitziger als in den meisten anderen Stadien des Landes, die wesentlich weitläufiger waren. Als größtes Fußballstadion seiner Art war das Dortmunder Stadion letztlich ein früher Vorläufer der reinen Fußballarenen, die seit Ende der 90er im ganzen Land gebaut wurden. Die Südtribüne wird als „Schmelztiegel der Emotionen“ beschrieben.

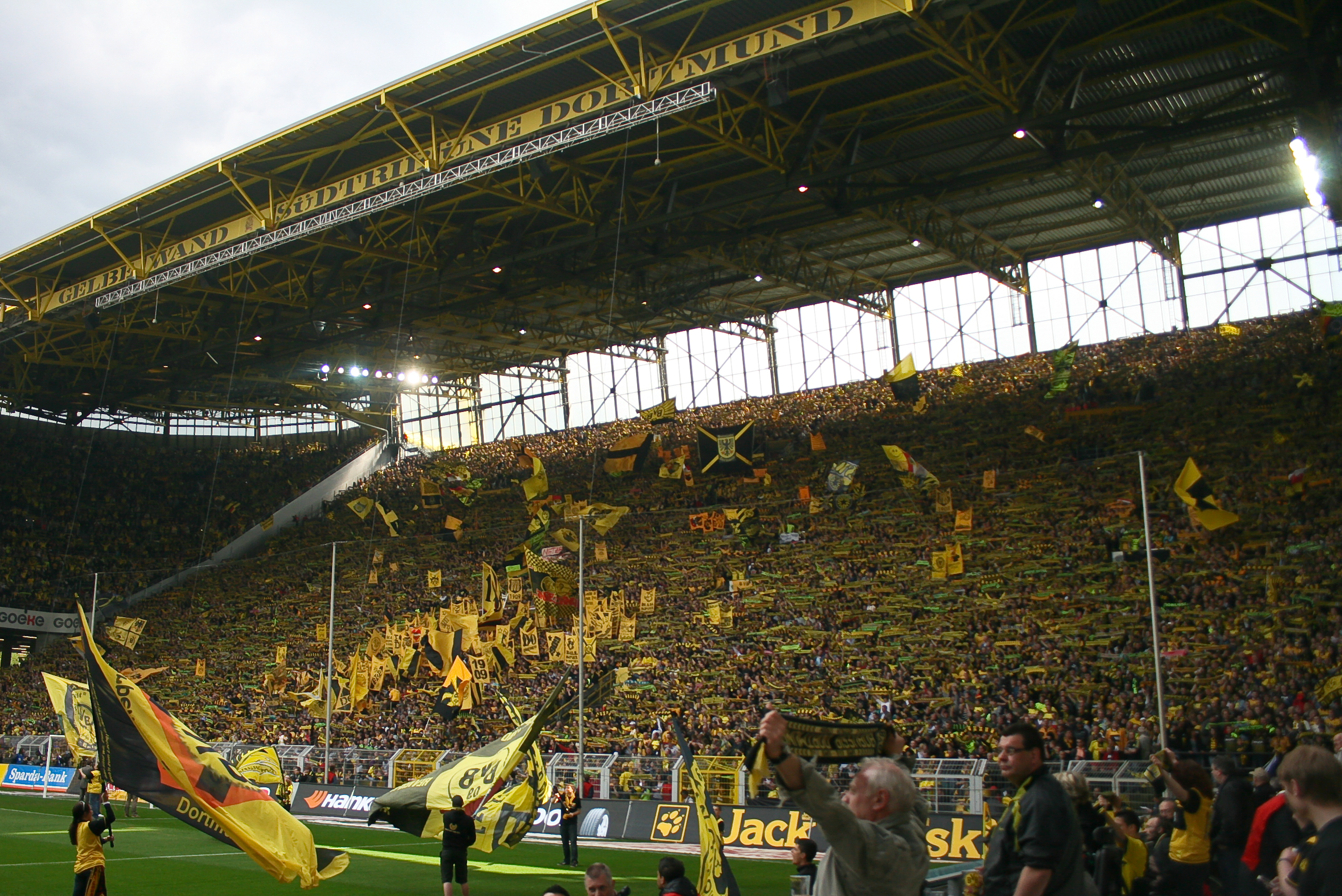
Fans der Borussia auf der gelbe Wand genannten Südtribüne

Im Frühjahr 1992 wurde das Fassungsvermögen aufgrund von Vorschriften der UEFA durch die Umrüstung von Steh- in Sitzplätze auf der Nordtribüne auf 42.800 Zuschauer reduziert. Mit den sportlichen Erfolgen der Borussia in den 90ern wurde das Westfalenstadion schrittweise ausgebaut. Im Rahmen der ersten Ausbaustufe wurden West- und Osttribüne 1995 um einen Oberrang mit jeweils 6.000 Sitzplätzen aufgestockt. In einer zweiten Ausbaustufe konnte die Zuschauerkapazität 1998 auf 68.600 erhöht werden, als auch Nord- und Südtribüne aufgestockt wurden. Seitdem ist die Südtribüne mit einem Fassungsvermögen von 25.000 Plätzen Europas größte Stehplatztribüne, die Stehplätze auf der Nordtribüne wurden gleichzeitig reduziert. Die dritte Ausbaustufe, die die Schließung der bisher noch offenen Ecken vorsah, bescherte dem Westfalenstadion zur Saison 2003/04 eine Erhöhung des Fassungsvermögens um 14.499 Zuschauer auf 83.000 Plätze im Ligabetrieb. Dies machte das Dortmunder Stadion zur größten „Fußballoper“ Deutschlands. Als Folge des Ausbaus konnte der BVB in der ersten Spielzeit im neuen Stadion mit knapp 79.000 Besuchern den größten Zuschauerschnitt Europas vorweisen. Die Kosten für die drei Bauphasen beliefen sich auf insgesamt 110 Millionen Euro, die ausschließlich privat aufgebracht wurden.
Insbesondere der letzte Ausbau des Westfalenstadions brachte den Verein in eine schwere finanzielle Krise. Nach dem Börsengang hatte die Borussia ihre Anteile an der Arena auf 75 Prozent aufgestockt, musste in der Folgezeit jedoch zur Sicherung der Liquidität immer wieder einzelne Pakete verkaufen. Bereits zum Jahreswechsel 2002/03 hatte die KGaA ihren Besitz am Stadion komplett an die Molsiris, eine Tochter der Commerzbank AG, veräußert und so geschätzte 75 Millionen Euro eingenommen. Gleichzeitig wurde das Stadion für eine Laufzeit von zunächst 15 Jahren „zurückgemietet“, was aufgrund der jährlichen Kosten von 15 Millionen Euro die finanzielle Handlungsfähigkeit des Vorstands in den Folgejahren erheblich einschränkte. Zusammen mit den eminent hohen Ausgaben für den Kader führte die Finanzierung der Schließung der Ecken schließlich zum Kollaps im Herbst 2004.

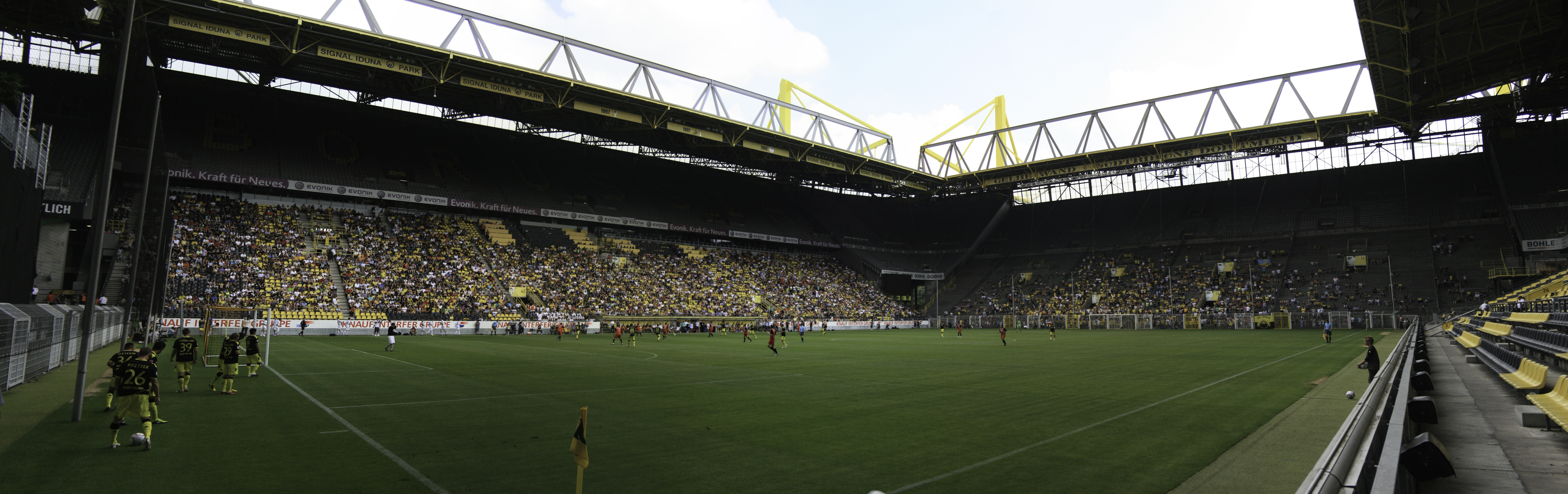
Panorama-Bild vom Saisonauftakt 2010 (13.000 Zuschauer)

Im Rahmen des folgenden Sanierungsprogramms nahm der BVB eine Vermarktung des Stadionnamens in Kauf. Das Versicherungsunternehmen Signal Iduna erwarb im Herbst 2005 die Namensrechte am Stadion, das seitdem als Signal Iduna Park firmiert. Die dadurch erzielten Einnahmen gelten zusammen mit dem Rückkauf des Stadions im Mai desselben Jahres als Meilenstein in der finanziellen Konsolidierung des Vereins.
Bei der WM 2006 wurden neben vier Vorrundenspielen ein Achtel- und ein Halbfinalspiel im Westfalenstadion ausgetragen. Weil die FIFA nur offiziellen WM-Sponsoren die Werbung innerhalb der Stadien zubilligte, wurde das Stadion während der WM in „FIFA-WM Stadion Dortmund“ umbenannt. Im Zuge der Vorbereitung auf dieses Großereignis fanden einige Modernisierungs- und Umbaumaßnahmen statt, bei denen unter anderem die Kapazität leicht verringert wurde.
Mit 81.365 Zuschauerplätzen ist das Westfalenstadion weiterhin das größte Stadion Deutschlands. Ferner wurde am 19. Dezember 2008, dem 99. Geburtstag der Borussia, in der Nordostecke des Stadions das Borusseum eröffnet, ein Museum rund um die Geschichte des BVB. Die Londoner Times setzte das Dortmunder Stadion auf Platz eins ihrer Liste der bedeutendsten Fußballstadien der Welt. In der Saison 2011/12 übertraf der BVB erstmals die Marke von 80.000 Zuschauern pro Ligaspiel und sorgte mit durchschnittlich 80.552 Zuschauern für eine neue Bestmarke im deutschen und europäischen Ligafußball.

### Trainingsgelände Brackel
Nach dem Abzug der Britischen Streitkräften im Jahre 1995 erfolgte eine Umnutzung des ehemaligen Flughafens Dortmund-Brackel. Es wurde gemäß den Vorgaben des DFB das neue Trainingsgelände der Borussia errichtet. Aufgrund der finanziellen Probleme des Vereins konnte das bereits seit längerem geplante Projekt nicht in Eigenregie realisiert werden, so dass die Dortmunder Stadtwerke als Investor einen großen Teil der Baukosten übernahmen und die Borussia formal nur Mieter des Geländes ist. Das Stadion wurde dem Verein am 10. Mai 2006 übergeben.
Zum Trainingsgelände gehören vier Rasenplätze, zwei davon sind beheizt, einer ist mit einer Kunstrasendecke versehen. Alle Plätze besitzen eine Flutlichtanlage. Komplettiert wird das Gelände durch ein Funktionsgebäude mit Umkleiden, Entmüdungsbecken, Sauna und einem Presseraum. Seit Herbst 2006 wurden drei weitere große und zwei kleine Trainingsplätze ergänzt.
Mit dem Trainingsgelände Brackel verfügt die Fußballabteilung Borussia Dortmunds erstmals über eine Anlage, die von allen Mannschaften des Vereins, angefangen bei den U9-Junioren bis zur Profi-Abteilung, gemeinsam genutzt wird. Der Verein erhofft sich dadurch eine bessere Kommunikation zwischen den einzelnen Mannschaften.
Im Jahr 2017 erwarb der BVB den neben dem Trainingsgelände gelegenen „Spionagehügel“ zu einem Preis von 326.900 Euro. Der Verein ermöglichte seinen Spielern damit ein ungestörtes Training ohne Zuschauer.

## Zuschauer und Fankultur

### Fans des BVB

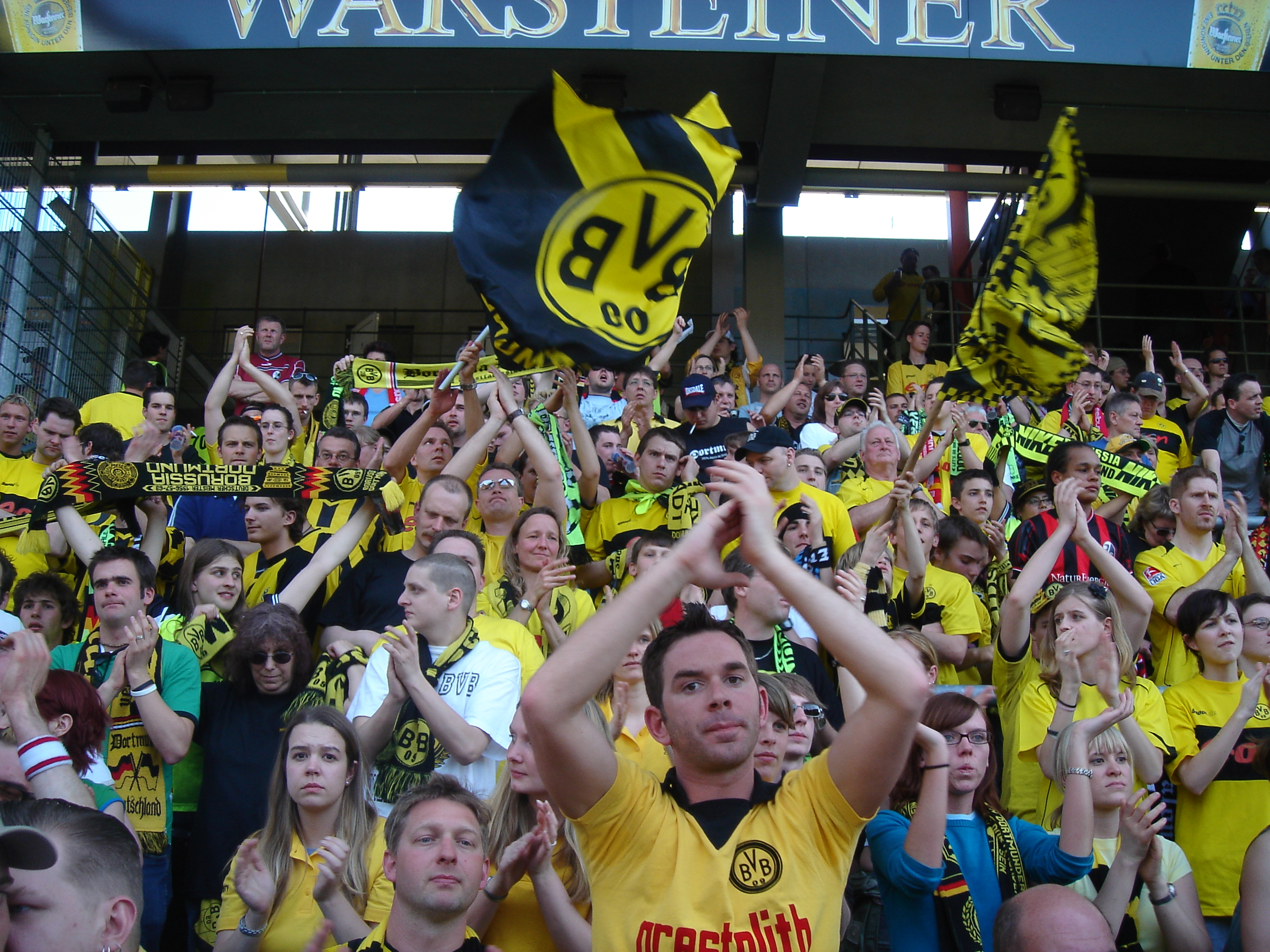
Fans von Borussia Dortmund

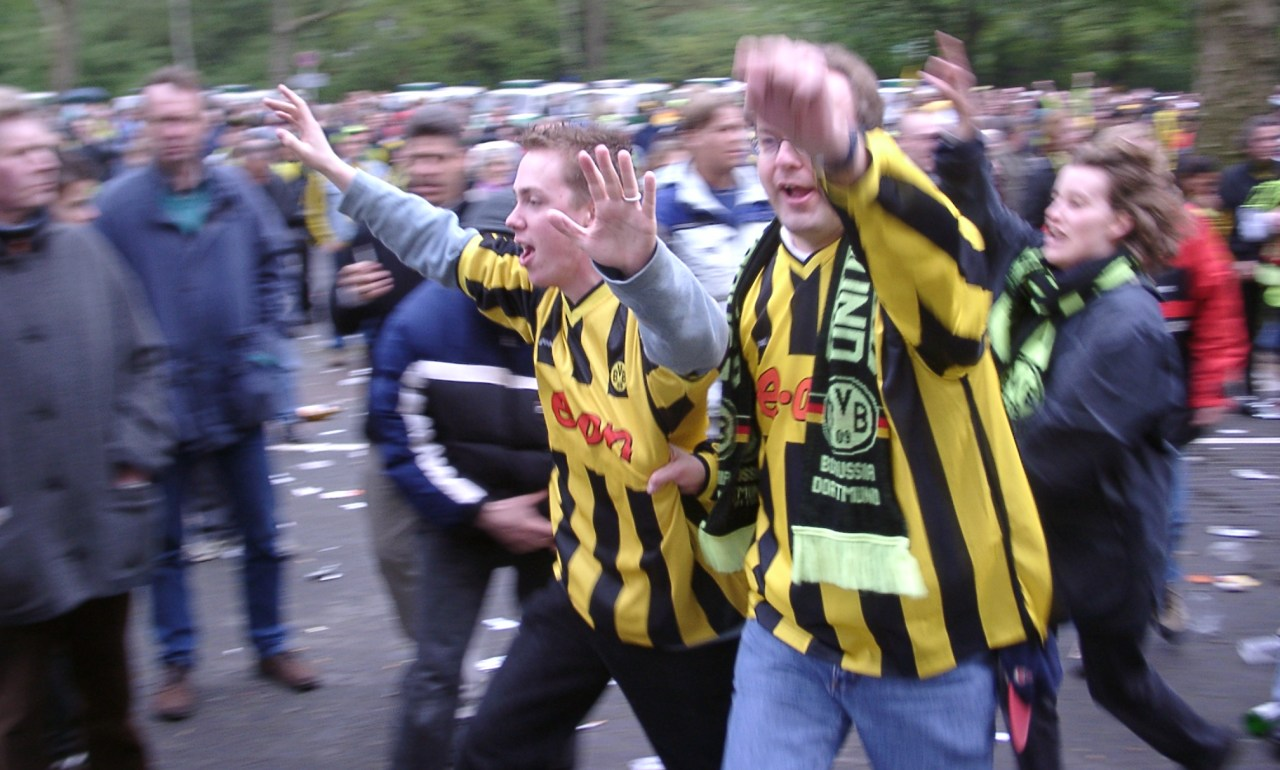
„Wir sind Deutscher Meister!“ (2002)

Borussia Dortmund gehört seit Jahren zu den Vereinen mit dem höchsten Zuschauerschnitt in Europa. Bereits sechsmal (2003/04, 2004/05, 2011/12, 2013/14, 2014/15 und 2015/16) wurde im Westfalenstadion die höchste Durchschnittszuschauerzahl in Europa gemessen; in der Saison 2015/16 bedeuteten 1.948.880 Zuschauer den eigenen Rekord. Im deutschen Fußball ist die Rekordmarke von 1.380.023 Zuschauern aus der Saison 2015/16 (einem Zuschauerschnitt von 81.178 entsprechend) unerreicht. Seit der Saison 1998/99 verzeichnet der BVB in der Bundesliga durchgängig die höchsten Zuschauerzahlen. Der BVB verkauft mit 55.000 Dauerkarten pro Jahr seit 2013 mehr Dauerkarten als jeder andere deutsche Verein.
Borussia Dortmund hat über 850 offizielle Fanklubs auf der ganzen Welt, mehr als 55.000 BVB-Fans sind darin organisiert. Seit 2004 existiert die inzwischen als offizielle Vereinsabteilung anerkannte BVB-Fanabteilung, die die Interessen der zahlreichen Anhänger des Klubs vertritt und ihnen eine Stimme im Verein verleiht. Zudem verfügen die Fans der Borussia mit der Informations- und Diskussionsplattform Schwatzgelb.de über eines der größten Fanzines in Deutschland.
Neben zahlreichen unpolitischen Fangruppen gab und gibt es beim BVB Zusammenschlüsse rechtsextremer Fans. Vor allem die gewaltbereite Borussenfront um „SS-Siggi“ Borchardt machte bundesweite Schlagzeilen, als im September 1983 ein Artikel im Stern unter dem Titel „Blut, Blut muss fließen…“ erschienen war. Vorausgegangen waren sowohl brutale Übergriffe auf Anhänger aus dem linksalternativen Milieu in der Dortmunder Nordstadt als auch rechtsradikale Schlachtrufe auf der Südtribüne. Begegnet wurde diesem Phänomen durch die Einrichtung eines Fanprojekts und verschiedener Arbeitsprojekte im Vereinsumfeld, die gemeinsam mit der aktiven Fanszene um die Dortmunder Ultragruppierung The Unity noch dafür sorgen, dass die Borussenfront nur sehr dezent bei Spielen des BVB auftritt und keinen wesentlichen Einfluss auf die Fankultur in Dortmund besitzt. Diese konsequente Auseinandersetzung mit rechtsextremen Tendenzen im Vereinsfußball wurde 2007 mit dem Julius-Hirsch-Preis für das Dortmunder Fanprojekt ausgezeichnet. Dennoch sind insbesondere bei Spielen gegen den FC Schalke 04 noch Schmähgesänge im Stadion zu hören, deren Texte dem Nazijargon entlehnt sind, beziehungsweise in denen auf typische Topoi wie die Klassifikation von „unwertem Leben“ oder die physische Vernichtung des „Feindes“ und Schändung seiner Grabstätte zurückgegriffen wird.
Um ihres Karfreitag 1945 von den Nazis ermordeten Platzwartes Heinrich Czerkus zu gedenken, veranstaltet der nach diesem benannte Fanclub gemeinsam mit den Naturfreunden Dortmund-Kreuzviertel, dem Fanprojekt Dortmund und dem BVB selbst jährlich den sogenannten Heinrich-Czerkus-Gedenklauf.
Der im Jahr 2016 erstmals verliehene FIFA-Fanpreis ging an die Fans vom BVB und FC Liverpool, da als sie im April 2016 in der UEFA Europa League aufeinander trafen gemeinsam mit ihren Hymnen You’ll Never Walk Alone zum 27. Jahrestags der Hillsborough-Katastrophe ihre Solidarität zum Ausdruck brachten. Auch für den FIFA-Fanpreis 2017 waren die Fans nominiert. Nach dem aufgrund eines Bombenanschlags um einen Tag verschobenen Champions-League-Duell gegen AS Monaco wurden dessen Fans in einer spontanen Aktion Betten für Auswärtsfans (in den sozialen Medien mit dem Hashtag #BedForAwayFans) angeboten.

#### Fan-Freundschaften
Bereits in den 1970ern entstand eine eher lose Fanfreundschaft zwischen den Fans der Borussia und denen von Rot-Weiss Essen. Vor allem geprägt durch die gemeinsame Abneigung gegen den Reviernachbarn FC Schalke 04 entwickelte sie sich durch gegenseitige Besuche bei den Lokalderbys gegen die Gelsenkirchener. Schon nach einigen Jahren endete der intensive Teil der Freundschaft, als es beim bis dahin letzten Pflichtspiel der beiden Mannschaften gegeneinander (in der ersten Runde des DFB-Pokals 1982/83) massive Ausschreitungen gab. Dennoch gab und gibt es viele Fans auf beiden Seiten, die öfter die Spiele des anderen Vereins besuchen. Von einer echten Freundschaft zwischen den Fanszenen ist jedoch nicht zu sprechen.
Seit 1987 bestehen Kontakte zwischen Anhängern der Borussia und Fans des mehrfachen schottischen Meisters Celtic Glasgow. Diese resultiert zum einen aus vier Aufeinandertreffen in internationalen Pokalspielen, zum anderen – und vor allem – aufgrund von Spielern, die in beiden Vereinen aktiv und beliebt waren, wie Murdo MacLeod und Paul Lambert. Unterstützt wird diese Fanfreundschaft durch Kontakte zwischen Anhängern der deutschen und der schottischen Fußballnationalmannschaft. Dies wurde zuletzt im Jahr 2004 deutlich, als beim Länderspiel Deutschland-Schottland vor und im Westfalenstadion sowie vor und nach dem Spiel auf dem Friedensplatz Fußballfans gemeinsam ausgelassen ein Fußballfest feierten. In Glasgow werden BVB-Fans ebenso herzlich begrüßt, außer von den Anhängern der Glasgow Rangers, des langjährigen Old-Firm-Rivalen der Celts.
In der Vergangenheit gab es darüber hinaus eine Fanfreundschaft mit dem Hamburger SV. Der Ursprung der Fanfreundschaft zum HSV liegt in den 1970er Jahren unmittelbar nach dem Wiederaufstieg der Borussia im Jahr 1976. Dort wurde gemeinsam Borussias 4:3-Sieg gegen den Meisterschaftsmitfavoriten HSV gefeiert und ebenso gemeinsam der 5:0-Sieg der Hamburger 1983 gegen die Borussia, bei dem der HSV den soeben gegen Juventus Turin gewonnenen Europapokal der Landesmeister präsentierte. In diesen Jahren war es üblich, die jeweiligen Gästefans bereits am Bahnhof zu begrüßen und gemeinsam durch die Wirtshäuser in Richtung Stadion zu ziehen, sowohl in Hamburg als auch in Dortmund. Das Ende der Freundschaft wurde von HSV-Fans initiiert, die sich 1986 nicht ausreichend von BVB-Fans bei einem Auswärtsspiel in Gelsenkirchen unterstützt fühlten.
In den 1990er Jahren gab es einige lose Fanfreundschaften, die meistens in anderen Fangruppen ihren Ursprung hatten. Diese begründeten sich im allmählichen Aufstieg der Borussia zum größten Rivalen des FC Bayern München. So wurden zu dieser Zeit vielerorts gemeinsame Fanschals mit dem SC Freiburg, dem Karlsruher SC, dem 1. FC Saarbrücken und dem TSV 1860 München getragen.
Seit dem 2:0-Heimsieg des 1. FC Köln gegen Bayer Leverkusen im Mai 2011, welcher dem BVB die Meisterschaft sicherte, gilt das Verhältnis zwischen Dortmunder und Kölner Anhängern als freundschaftlich. Die Ultra-Gruppen Desperados Dortmund und Boyz Köln waren seit 2006 eng miteinander verbunden, bis die Boyz sich schließlich im Frühjahr 2018 auflösten.
Einige Ultra-Gruppen, insbesondere The Unity, pflegen enge Verbindungen mit Anhängern von Aris Thessaloniki, Brøndby IF und Wacker Burghausen.

#### Fan-Rivalitäten
Die größte Antipathie besteht zwischen der Borussia und dem Reviernachbarn aus Gelsenkirchen, dem FC Schalke 04, und beruht auf Gegenseitigkeit. Der BVB war erster regionaler Rivale der Schalker, nachdem diese zu Zeiten der Weimarer Republik zunächst eher mit Vereinen aus der Rheinschiene um die westdeutschen Meisterschaften gekämpft hatten. Später hatte Schalke in Westdeutschland gar keine nennenswerte Konkurrenz, die Ära der Gauliga Westfalen beendeten die Gelsenkirchener in jeder Saison als Meister. Erst in den Jahren nach dem Zweiten Weltkrieg wuchs mit den Erfolgen der Borussia die Rivalität zwischen beiden Vereinen, die Revierderbys entstanden. Aus Dortmunder Sicht gilt der Endspielsieg um die Westfalenmeisterschaft 1947 als Wendepunkt, danach übernahm der BVB mit mittlerweile acht deutschen Meisterschaften die fußballerische Vorherrschaft im Ruhrgebiet. Borussia Dortmund und der FC Schalke 04 sind die mit Abstand größten Vereine des Ruhrgebiets – Anhänger beider Vereine finden sich deutschlandweit. Die besondere Rivalität ist auslösender Grund dafür, dass BVB und S04 bei der Erstellung des Spielplans durch die DFL niemals am selben Spieltag Heimrecht zugestanden wird. Sie stand zuletzt besonders in der Saison 2006/07 im Mittelpunkt, als der BVB, in jener Spielzeit nur Mittelmaß, Schalke am vorletzten Spieltag in Dortmund mit 2:0 bezwang und so dafür sorgte, dass der VfB Stuttgart die Gelsenkirchener vom ersten Tabellenplatz verdrängte und letztlich Deutscher Meister wurde. Am letzten Spieltag mieteten BVB-Fans ein Sportflugzeug, das beim Heimspiel der Schalker ein Banner mit der Aufschrift „Ein Leben lang, keine Schale in der Hand“ hinter sich her zog und über deren Stadion kreiste.
Eine jüngere Rivalität liefern sich die Dortmunder und der FC Bayern München auf allen Vereinsebenen. Wie bei vielen anderen Vereinen liegen deren Ursprünge in der fußballerischen Vormachtstellung des FC Bayern in den vergangenen fünf Jahrzehnten. Intensiviert wurde der Konkurrenzgedanke jedoch erst, nachdem die Borussen dem Rekordmeister in jüngerer Zeit zumindest teilweise sportlich und wirtschaftlich auf Augenhöhe begegnen können. Besonders mit dem Abwerben von Leistungsträgern, wie beispielsweise den Wechseln von Mario Götze, Robert Lewandowski oder Mats Hummels von Dortmund nach München, hat sich die Abneigung zu den Bayern weiter zugespitzt.
Das früher als B1-Derby stilisierte Duell mit dem benachbarten VfL Bochum hat durch langjährige unterschiedliche Ligazugehörigkeiten in den vergangenen Jahren erheblich an Bedeutung verloren. In der Saison 2021/22 kam es nach der Bundesliga-Rückkehr des VfL Bochum zum ersten Mal seit der Bundesliga-Saison 2009/10 wieder zu Spielen zwischen dem BVB und dem VfL.

### Vereinslieder
Das offizielle Vereinslied von Borussia Dortmund trägt den Titel Wir halten fest und treu zusammen und wurde 1934 anlässlich der Feier des 25-jährigen Vereinsjubiläums gedichtet. Als Melodie wurde der Kaisermarsch von Georg Kunoth aus dem Jahr 1892 verwendet. Der Text stammt von Heinrich Kersten, der mehrere Jahre lang Geschäftsführer des Vereins war. Das Lied besteht im Original aus vier Strophen, von denen üblicherweise nur die ersten beiden mit dem Refrain gesungen werden. Angehängt wird Aber eins, aber eins, das bleibt besteh’n: Borussia Dortmund wird nie untergeh’n!
Da im Refrain die Worte Ball Heil Hurra, Borussia auftauchen, die an den nationalsozialistischen Gruß Sieg Heil erinnerten, hatte die frühere Clubführung um Gerd Niebaum diese Passage durch die Worte Hipp Hipp Hurra, Borussia ersetzen lassen und zwei neue Strophen integriert. In der Mitgliederversammlung 2005 schließlich wurde die alte Version auf Antrag der Fanabteilung wieder zum offiziellen Vereinslied erklärt. In den Jahren 2004 und 2005, als Borussia Dortmund seine schwere Finanzkrise durchmachte, wurde das Lied bei einigen Heimspielen in der neunten Spielminute kurz angespielt und im Stadion während des Spiels von den Fans bis zur letzten Zeile gesungen.
Populärer und deutlich bekannter als Wir halten fest und treu zusammen ist das Lied Heja BVB (von Karl-Heinz Bandosz gesungen) aus dem Jahr 1977. Es wird direkt vor dem Beginn eines jeden Heimspiels intoniert und von vielen für das Vereinslied gehalten. Daneben existieren eine Reihe anderer Fanlieder, darunter etwa Borussia, Olé, jetzt kommt der BVB (wird als Torhymne im Stadion gespielt), Leuchte auf, Borussia, Am Borsigplatz geboren oder You’ll Never Walk Alone und der Triumphmarsch aus Aida (wird zum Einlauf der Spieler zum Aufwärmen auf den Platz gespielt), die ebenfalls von verschiedenen Künstlern interpretiert worden sind und regelmäßig im Stadion gespielt werden.
1996 wurde eine von Karel Gott und Norbert Dickel eingespielte Version der Filmmusik zu Biene Maja unter dem Titel Schwarzgelb-Wie Biene Maja auf die Borussen gemünzt.
Im Jahre 2009 komponierte Dieter Falk die Jubiläumshymne Schon seit 100 Jahren, die sich Anfang 2010 in der Interpretation des BVB-Jahrhundertchors bis auf Platz 80 der deutschen Charts platzierte.
Die im Zuge der Meisterschaft 2011 von der Band Krypteria aufgenommene Meister-Hymne Unser Stolz Borussia erreichte mit Platz 6 als erste Vereinshymne überhaupt eine einstellige Platzierung in den deutschen Charts.
Am 14. April 2012 hatte Fangesänge Premiere, eine Produktion der Oper Dortmund als Kooperation zwischen den Kulturbetrieben der Stadt Dortmund mit privatwirtschaftlichen Förderern und dem Verein BVB 09. In Fangesänge werden die verschiedenen Aspekte des Fußball-Kults beleuchtet, Kommerz, Personenkult und quasireligiöse Betrachtung des Geschehens auf dem Platz auf einer bühnenbildnerischen Interpretation der berühmten Dortmunder Südtribüne. Neben professionellen Schauspielern und Sängern sind hier auch eigens gecastete Fans des BVB im Chor der Fans vertreten, die dem Geschehen auf der Opernbühne einen realistischen Hintergrund geben. Der Pathos der Oper findet hier seine Entsprechung im emotional geladenen Feld des Fanblocks.
Der WDR hat am 24. August 2015 unter dem Titel Kurvenklänge Fangesänge von Bundesligavereinen aus NRW gemeinsam mit dem Rundfunkorchester des WDR neu arrangiert und veröffentlicht. Auch die BVB-Hymne Am Borsigplatz geboren des Dortmunder Metzgers und BVB-Vorsängers Andy Schade wurde neu mit dem Rundfunkorchester eingespielt. In dem Video ist Stadionsprecher Norbert Dickel mit einem Solopart dabei.

## Wappenhistorie
Das Vereinswappen wurde in den 1920er Jahren entworfen und erstmals eingesetzt. In den Jahren 1976–1978 war im Wappen der Kopf eines Löwen enthalten, das Logo der Tabakmarke Samson der Firma Theodorus Niemeijer, die in dieser Zeit auf den Dortmunder Trikots Werbung machte.

1945–1964
1964–1974
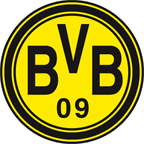
1974–1976 sowie von 1978–1993
Seit 1993

## Walk of Fame
2010 weihte der Verein den BVB Walk of Fame ein. Zum 100. Geburtstag des BVB im Jahr 2009 organisierte die Dortmunder Zeitung Ruhr Nachrichten die Verlegung von 100 Gedenktafeln. Sie gedenken markanten Geschehnissen und Personen aus der Geschichte des Vereins und sind im Gehweg eingelassen, von der Geburtsstätte am Borsigplatz bis zum Westfalenstadion (aktuell Signal-Iduna-Park).

## Sponsoring
Am 29. Mai 2024 wurde eine dreijährige Werbepartnerschaft für Bandenwerbung von Borussia Dortmund mit dem Rüstungskonzern Rheinmetall bekannt, wodurch der Verein geschätzt 20 Millionen Euro einnehme. BVB-Geschäftsführer Hans-Joachim Watzke begründete den Schritt unter anderem mit der Bedeutung von Sicherheit und Verteidigung zum Schutz der Demokratie. Dieses in der Geschichte der Bundesliga erstmalige Sponsoring eines Vereins durch einen Rüstungskonzern stieß bei Fans auf breite Kritik.

### Trikotsponsoren
- 1974–1976: Stadt Dortmund
- 1976–1978: Samson Tabak, Zigarettenindustrie
- 1978–1980: Prestolith (Motip Dupli GmbH), Lacke und Spachtelmassen
- 1980–1983: UHU, Klebstoffe
- 1983–1986: Artic, Speiseeis
- 1986–1997: Continentale, Versicherungsunternehmen
- 1997–2000: s.Oliver, Mode
- 2000–2006: E.ON, Energiekonzern
- seit 2006: Evonik, Industriekonzern (seit der Saison 2020/21 nicht mehr in der Bundesliga)
- 2020–2025: 1&1, Telekommunikationsanbieter (nur in der Bundesliga)
- seit 2025: Vodafone, Telekommunikationsanbieter (nur in der Bundesliga)

Aus Dankbarkeit der Stadt Dortmund gegenüber, die den Bau des Westfalenstadions wesentlich finanziert hatte, lief die Borussia in der Saison 1974/75 erstmals mit einer Trikotwerbung auf. Auf dem Rücken zierte der Schriftzug „Dortmund“ und auf der Brust ein Kreissymbol, in dem Blumen, ein Fußball und der Florianturm zu sehen waren. Der Schriftzug „Dortmund“ ist noch auf allen BVB-Trikots zu finden.
Zur ersten Saison nach Wiederaufstieg präsentierte die Borussia den niederländischen Tabakkonzern Samson als Trikotsponsor. Dieser brachte neben einem Löwen als Maskottchen eine Veränderung des Vereinswappens auf dem Trikot mit sich. Es war nun kreisrund mit einem Löwen in der Mitte. Außen wurde das Zeichen vom Schriftzug „Borussia Dortmund“ umrundet. Ab 1978 wurde das Wappen jedoch wieder durch das klassische schwarze „BVB 09“ auf gelbem Grund ersetzt.
Zumeist kamen die Trikotsponsoren der Borussia aus dem regionalen Umfeld. So ist auch Signal Iduna als Namensgeber des Stadions eine Dortmunder Firma. Insbesondere der aktuelle Hauptsponsor Evonik Industries AG bedient sich in seinen Werbekampagnen dieses lokalen Bezuges zur Borussia. Der Vertrag mit dem Industriekonzern sichert dem BVB einen Betrag um 10 Millionen Euro pro Jahr zu. Als dieser sich 2007 von „R.A.G.“ umbenannte, war übergangsweise nur ein Ausrufezeichen des Künstlers Otmar Alt auf der Brust der Westfalen zu sehen. Anfang 2012 wurde der Sponsorenvertrag mit Evonik bis zum Jahre 2016 verlängert. Eine weitere Verlängerung des Vertrages bis 2025 erfolgte 2014. Gleichzeitig stieg Evonik zu diesem Zeitpunkt als Aktionär beim BVB ein.
Zur Saison 2020/21 ging der BVB erstmals mit zwei Trikotsponsoren in den Spielbetrieb. So zierte 1&1 künftig bei Bundesligaspielen das Trikot des Vereins, Evonik bleibt hingegen in allen nationalen und internationalen Pokalwettbewerben oder bei Freundschafts- und Testspielen auf den Trikots erhalten. Der Vertrag mit 1&1 ist bis Juni 2025 gültig. Anschließend wird das Telekommunikationsunternehmen Vodafone neuer Hauptsponsor des Vereins. Auch dieser Sponsoringvertrag ist für fünf Jahre gültig.

## Ausrüster
- 1974–1983 Adidas
- 1983–1984 Pony
- 1984–1990 Adidas
- 1990–2000 Nike
- 2000–2004 goool.de
- 2004–2009 Nike
- 2009–2012 Kappa
- 2012–0000 Puma

Ende November 2019 wurde die ursprünglich bis 2022 gültige Vertragslaufzeit mit dem fränkischen Unternehmen vorzeitig bis zum Jahr 2028 verlängert.

## Trivia
- Sponsor Eurowings betreibt zwei Airbus A320-214(WL) in verschiedenen BVB-Sonderbemalungen: Den in Dortmund beheimateten[171] Mannschaftsairbus mit Luftfahrzeugkennzeichen D-AIZR seit Juli 2016, sowie den BVB-#FANAIRBUS D-AEWM seit Mai 2022. Über die Lackierung des Fanairbus wurde öffentlich per Abstimmung via Internet entschieden. Die Maschinen sind hauptsächlich auf einschlägigen Urlaubsrouten unterwegs und nutzen dabei häufig die Flugnummer EW1909. Sie werden außerdem eingesetzt um Mannschaft und Fans zu Auswärtsspielen zu fliegen.[172][173]
- Die Reederei Rudolf Schepers aus Haren (Ems) hatte eines ihrer in Limassol beheimateten Containerschiffe 1998 MS Borussia Dortmund getauft und in den Farben schwarz und gelb lackieren lassen – schwarz der Rumpf, gelb die Aufbauten und der Schiffsname. Es wurde 2015 verkauft, umbenannt und neu lackiert.[174]
- Von 1995 bis 1999 gab die Deutsche Post eine Briefmarkenserie zu Ehren des jeweiligen deutschen Meisters heraus. Die ersten beiden Ausgaben wurden Borussia Dortmund gewidmet.
- Fans von Borussia Dortmund träumten oft von einem Wunschkennzeichen B-VB 1909 an ihrem Auto. Dieses Kennzeichen ist seit vielen Jahren schon in Berlin von der Kfz-Zulassungsstelle vergeben.[175]

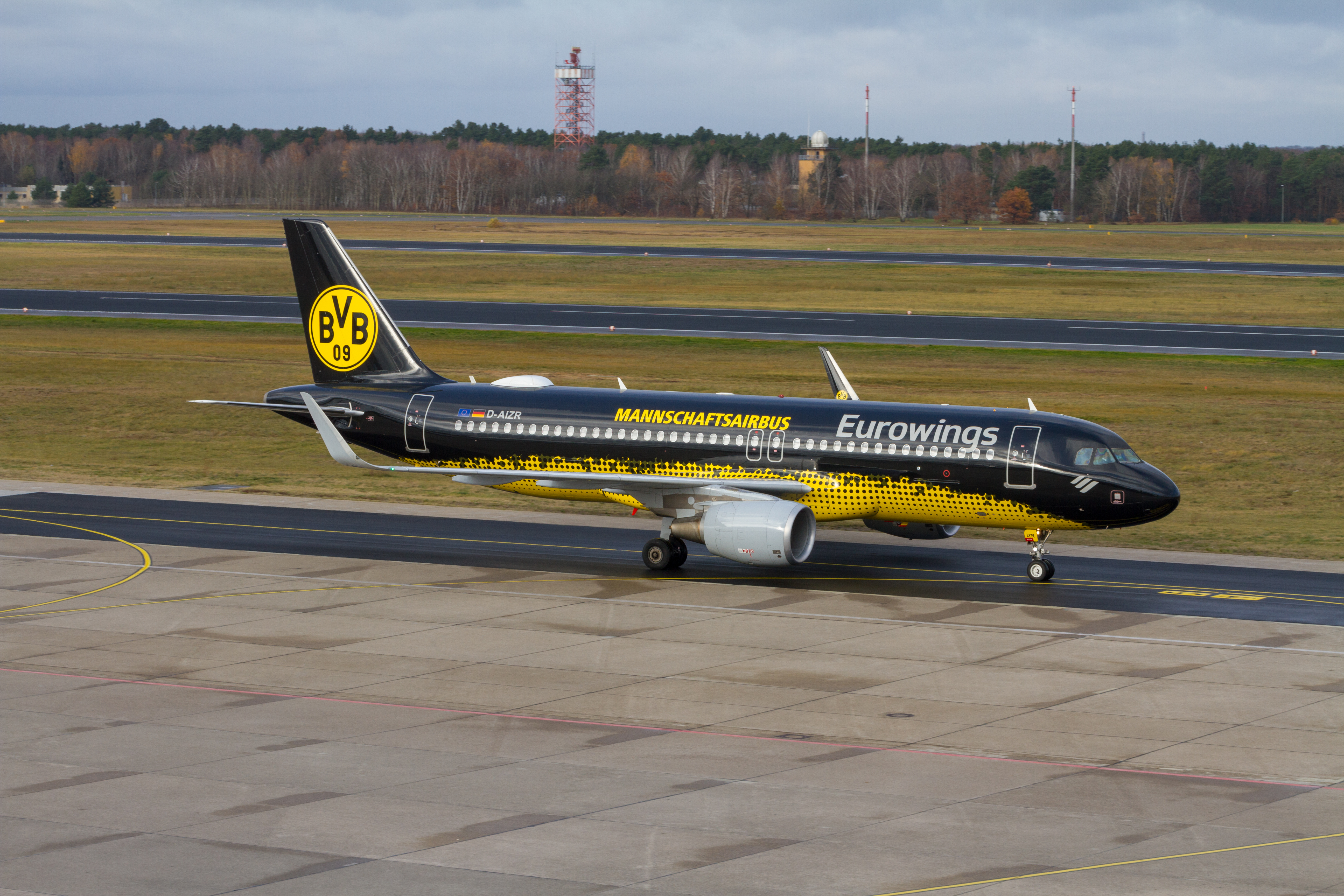
Mannschaftsairbus ein A320-214(WL) D-AIZR Eurowings
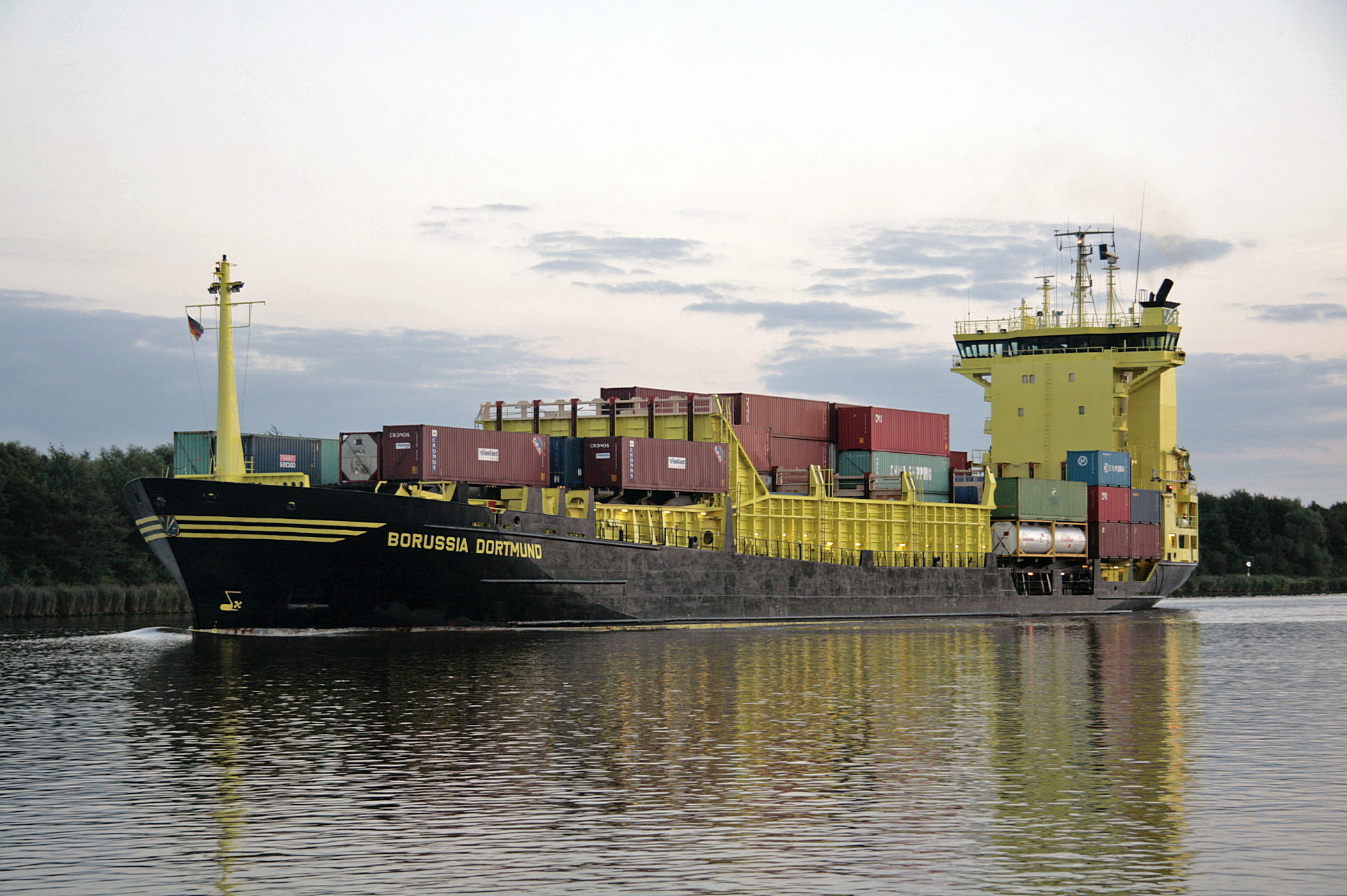
MS Borussia Dortmund auf dem Nord-Ostsee-Kanal
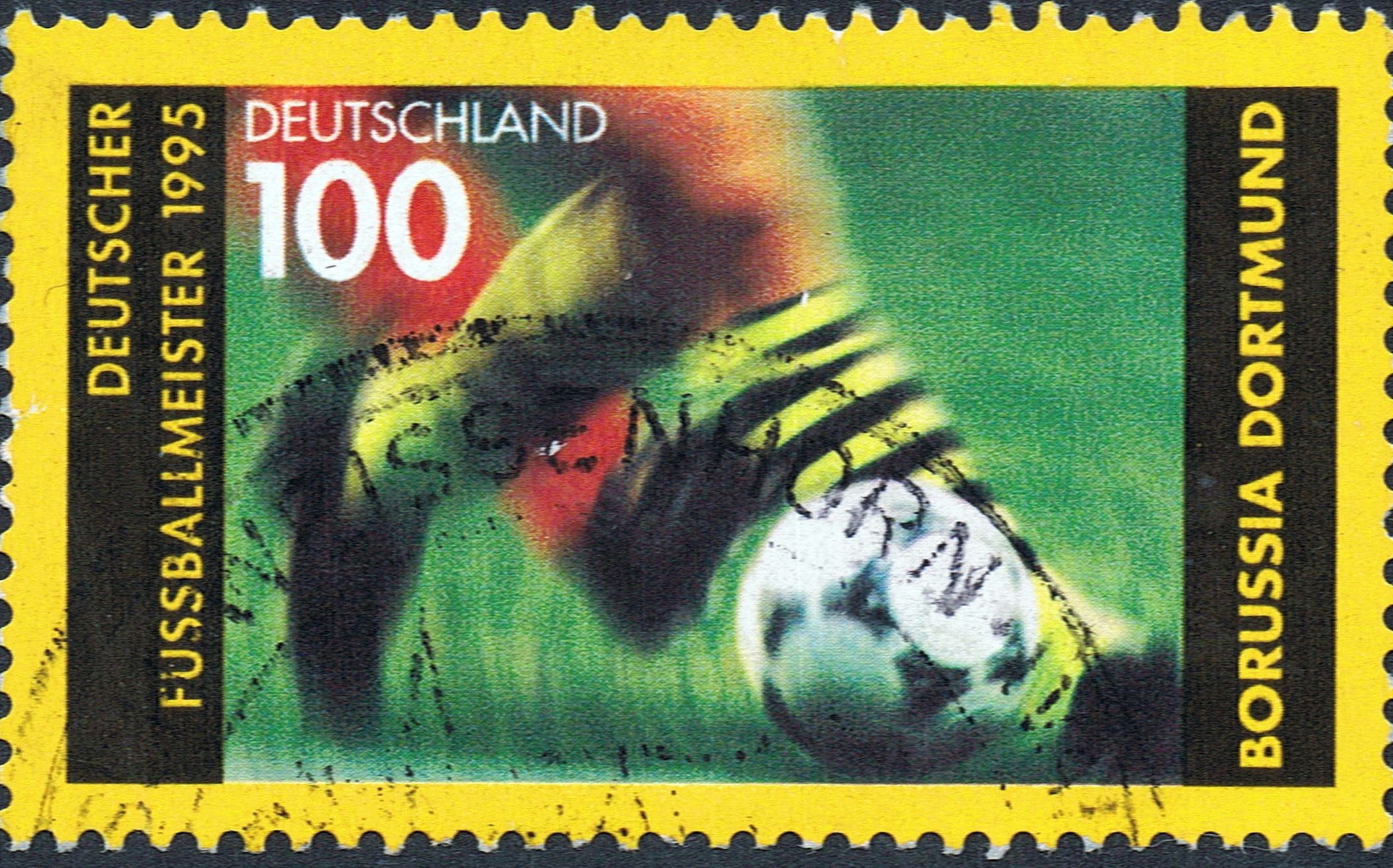
Sondermarken der Deutschen Post anlässlich der Meisterschaften 1995
Fanartikel Borussia Dortmund zur Meisterschaft 2011; Motorradkurzzulassungs-Kennzeichen DO BVB 09; Hinweis: Keine amtliche Zulassung in Deutschland

- Im Jahr 2019 zeichnete die Bundesministerin der Verteidigung Annegret Kramp-Karrenbauer Borussia Dortmund mit dem Preis Bundeswehr und Gesellschaft in der Kategorie Vereine aus. Der Klub hatte hunderte Freikarten für Bundeswehrangehörige zur Verfügung gestellt und Kinder aus Soldatenfamilien eingeladen, mit den Profis ins Stadion einzulaufen.[176]
- Bislang absolvierte der BVB mehrere Bundesligaheimspiele mit Sondertrikots, die jeweils zu besonderen Anlässen entworfen wurden:
  - Am 21. Dezember 2018 absolvierte der BVB sein Bundesliga-Heimspiel mit besonderen Trikots. Das Sponsorenlogo wurde ersetzt durch den Schriftzug „Danke Kumpel“, als Hommage an das Ende des Steinkohlenbergbaus in Deutschland nach Schließung der letzten Zeche Prosper-Haniel in Bottrop.[177]
  - Am 7. Dezember 2019 absolvierte die Mannschaft anlässlich des am 19. Dezember gefeierten 110. Geburtstags des BVB ihr Bundesliga-Heimspiel mit besonderen Trikots. Die komplett in Schwarz gehaltene Spielkleidung, auf der lediglich der Rückendruck und die Nummer auf den Hosen in Silber dargestellt wurden, sollte im Zeichen des Mottos „Kohle & Stahl – Mit unserer Heimat tief verwurzelt“ die „unzertrennbare Verbundenheit mit der Heimatregion“ Dortmunds zelebrieren. Der Dress war auf 9.009 Einheiten limitiert und noch am selben Tag ausverkauft.[178] Im Februar 2023 legte Borussia Dortmund das Trikot für sein Heimspiel gegen Hertha BSC neu auf. Neben dem Nackendruck „Borussia verbindet“ ziert das Trikot auch ein Stadtplan Dortmunds.[179]
  - Am 6. April 2024 spielt der BVB in Trikots, die zum einen an das erste im Westfalenstadion (seit 2005 Signal Iduna Park) geschossene Mannschaftsfoto erinnern und andererseits Umrisse der Spielstätte zeigen. Grund hierfür ist der 50. Geburtstag des Stadions, das am 2. April 1974 eröffnet wurde.[180]

### Hörbuch
- Borussia Dortmund (Hrsg.): Die Audio-Tour. Ein Verein & seine Stadt. Bastei, Bergisch Gladbach 2010.

### Filme
- Dokumentarfilm Am Borsigplatz geboren – Franz Jacobi und die Wiege des BVB, Deutschland 2015.
- Dokumentar-Serie Inside Borussia Dortmund, vier Episoden über die Bundesliga-Saison 2018/19 des BVB; Regisseur und Produzent Aljoscha Pause.